# Brandenburg an der Havel

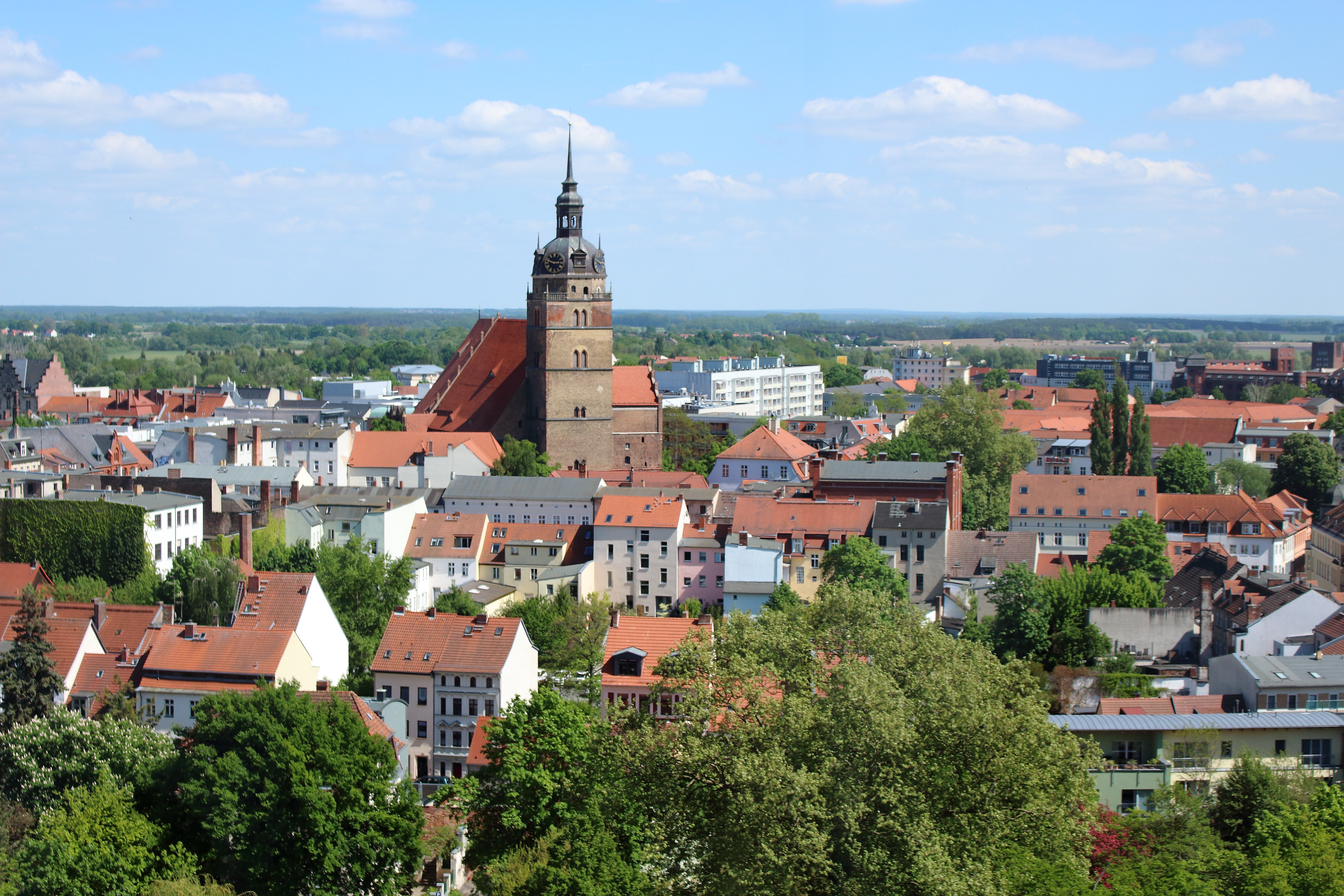
Stadtansicht Brandenburgs mit Katharinenkirche, 2015

Brandenburg an der Havel (kurz Brandenburg, sorbisch Bramborska nad Habolu) ist eine kreisfreie Stadt im Land Brandenburg. Sie ist gemessen an den 74.113 Einwohnern (31. Dezember 2024) die drittgrößte Stadt und gemessen an der Fläche die größte kreisfreie Stadt des Landes. Die an der Havel gelegene Stadt ist eines der vier Oberzentren des Landes.
Die slawische Festungsanlage Brandenburg wurde 929 durch König Heinrich I. erobert, die Gründungsurkunde des gleichnamigen Bistums (durch Otto I.) ist auf das Jahr 948 datiert. Im 12. Jahrhundert wurde die Altstadt zur Stadt deutschen Rechts.
Brandenburg ist ein überregional bedeutender Hochschulstandort. Die Stadt ist insbesondere für ihr baukulturelles Erbe bekannt. Wegen ihrer langen Geschichte und aufgrund ihrer namensgebenden Rolle für das Land Brandenburg wird sie auch als „Wiege der Mark“ bezeichnet.

## Geographie

### Lage
Brandenburg an der Havel liegt im Westen des Landes Brandenburg, etwa 70 Kilometer von Berlin entfernt, und gehört zur Metropolregion Berlin-Brandenburg. Gemessen an der Fläche von 229,71 Quadratkilometern ist es die größte kreisfreie Stadt des Landes, jedoch nach neun flächengrößeren kreisangehörigen Städten.

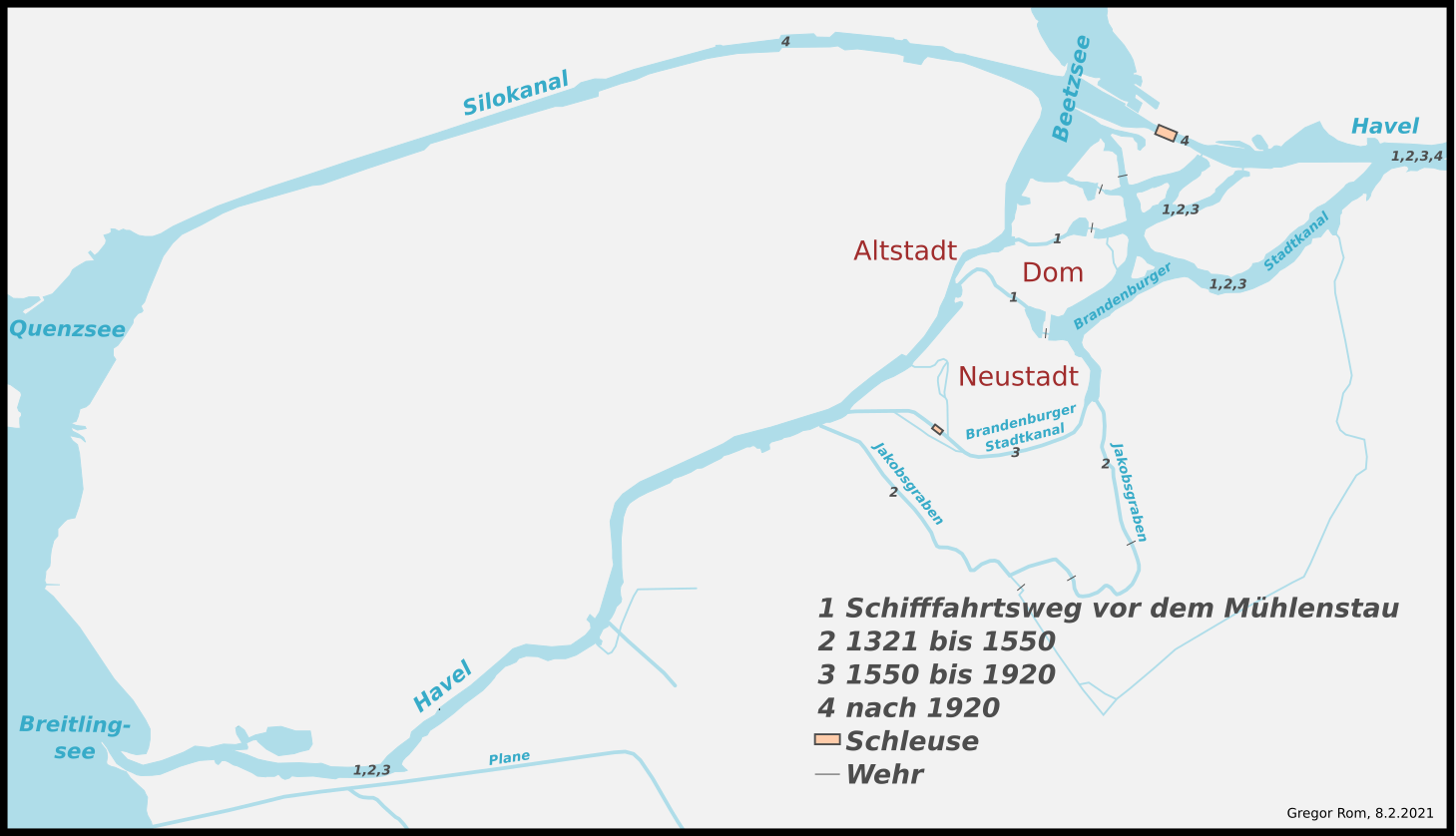
Schifffahrtswege um und durch die Stadt Brandenburg zu den jeweiligen Zeiten

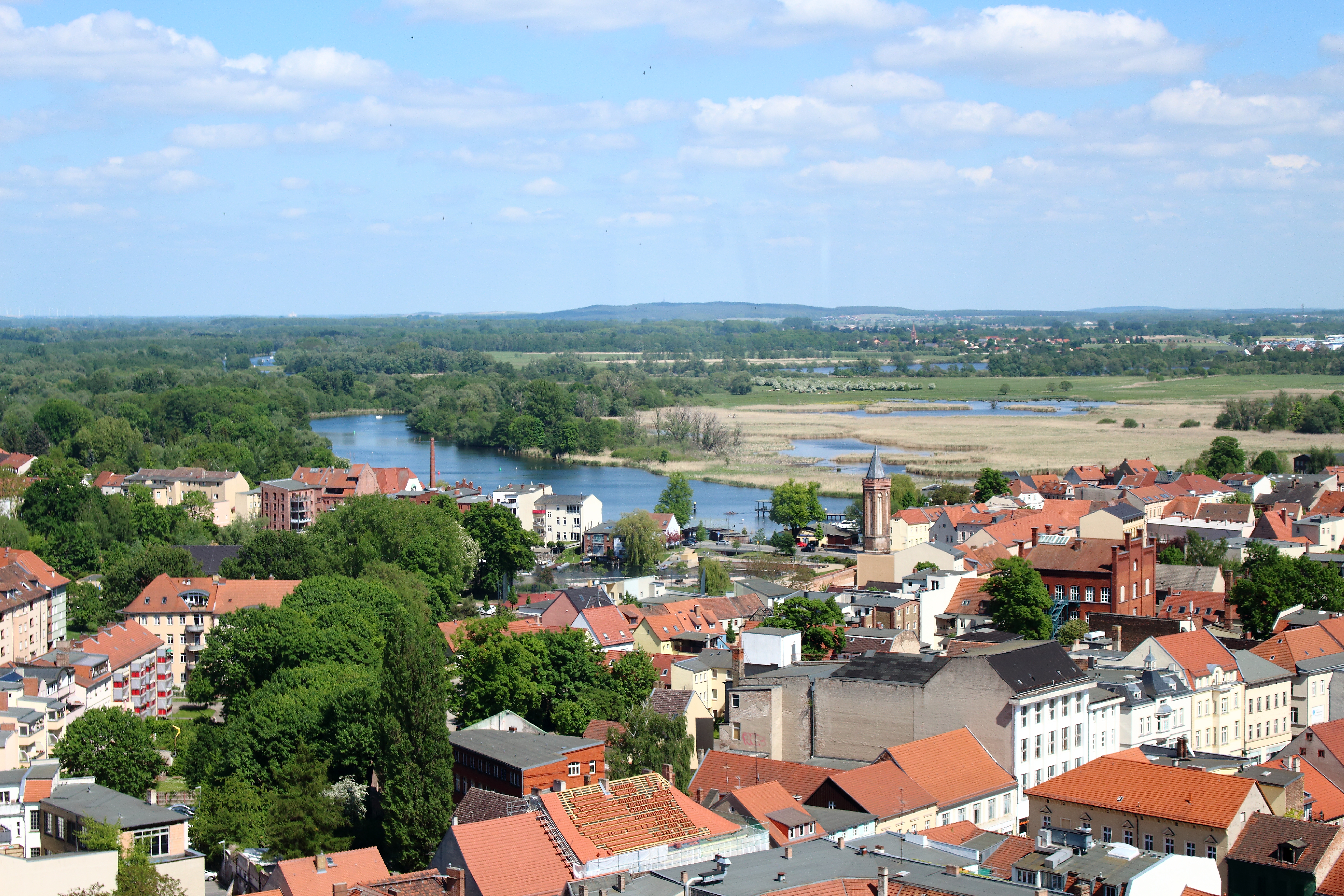
Havellandschaft in Richtung Osten

Die Stadt liegt am für die Binnenschifffahrt wichtigen Fluss Havel zwischen Potsdam und der Einmündung in die Elbe bei Havelberg. Im Stadtgebiet verzweigt sich die Havel in mehrere Seitenarme und Kanäle, die einige Inseln bilden, die das Stadtbild prägen. Daneben gibt es zehn natürliche Seen, die meist von der Havel durchflossen werden oder mit ihr verbunden sind. Einzig die in der glazialen Bohnenland-Görden-Rinne liegenden Gördensee und Bohnenländer See sowie der Heilige See besitzen keinen natürlichen Zu- und Abfluss zur Havel. Diese werden über künstliche Gräben, der Bohnenländer See über den Eisengraben aus der Butter Laake, der Gördensee über den Quenzgraben, drainiert. Größte Seen im Stadtgebiet sind der Plauer See mit einer Fläche von etwa 640 Hektar und der Beetzsee, der auf der Landkarte als nordöstlicher Zipfel des Stadtgebiets erkennbar ist. In den Seen gibt es mehrere Inseln wie beispielsweise Buhnenwerder zwischen Plauer, Breitling- und Möserschem See. Ebenfalls Buhnenwerder ist der Name einer Insel im Beetzsee. Der Riewendsee, nordöstlich des Beetzsees, stellt eine Exklave der Stadt dar. Er gehört zwar zu Brandenburg, ist jedoch vollständig von anderen Gemeinde- beziehungsweise Stadtgebieten umgeben. Umgekehrt trennt der schmale Gebietskorridor von Beetz- und Riewendsee die Gemeinde Beetzsee fast vollständig vom Rest des Landkreises Potsdam-Mittelmark ab. Die Havel wiederum trennt die historischen Landschaften Havelland im Norden und Zauche im Süden. Die Stadt besitzt Anteile an beiden Landschaften. Weitere natürliche Fließgewässer neben der Havel sind die im Fläming entspringenden Flüsse Plane und ihr Nebenfluss Temnitz beziehungsweise Sandfurthgraben und die Buckau und ihr Nebenfluss Verlorenwasser. Plane und Buckau münden jeweils in den Breitlingsee. Der zwischen den Ortsteilen Wust und Gollwitz in die Havel einmündende Fluss Emster wurde im 19. Jahrhundert kanalartig ausgebaut und verbreitert. Daneben gibt es einige Kanäle, wie den Jakobsgraben, den Brandenburger Stadtkanal und den Silokanal, die zu unterschiedlichen Zeiten als Wasserwege angelegt wurden.
Die höchste Erhebung im Stadtgebiet mit über 70 Metern liegt am Südende der Stadtfläche südlich der Autobahn. In der Stadtmitte erreicht der Marienberg eine Höhe von fast 68 Metern. Er war bis zur Eingemeindung von Schmerzke 1993 die höchste Erhebung und gehört zu einer eiszeitlichen Hügelkette in der Eisrandlage 1 c der Brandenburg-Phase der Weichsel-Kaltzeit. In der Randlage 2 entstand der später für den Weinbau genutzte und etwa 63 Meter hohe Weinberg bei Klein Kreutz. Im Südosten des Stadtgebietes hat Brandenburg zwischen Kirchmöser und Mahlenzien Anteil an der in der Haupteisrandlage gebildeten Hochfläche der Karower Platte. Auf dieser liegt beispielsweise der Mühlenberg, der wie der Marienberg historisch als Telegrafenberg genutzt worden war.
Die Böden sind gemeinhin eher sandig und zum Teil wenig fruchtbar. Etwa 75 Prozent des Stadtgebiets sind landwirtschaftliche Nutzfläche, Sumpfgebiete oder Wasserfläche. Zu den landwirtschaftlich genutzten Flächen der Stadt gehören auch die Forste Gördenwald, Neustädter Heide und Neu-Plauer Forst, die mit kleineren Waldgebieten etwa 20 Prozent der kommunalen Fläche ausmachen. Bestimmende Bepflanzung in diesen Gebieten ist monokulturell die Kiefer, wobei in letzter Zeit verstärkt davon abgerückt und zum Pflanzen einer Mischvegetation übergegangen wird.

### Stadtgliederung
Die Stadt Brandenburg an der Havel hat eine Fläche von 229,71 km² und ist in acht Stadtteile gegliedert:
- Die drei mittelalterlichen Stadtkerne bilden heute die Stadtteile Altstadt, Neustadt und Dom.
- Im Norden der historischen Gemarkung der Altstadt wurden im 20. Jahrhundert drei neue Stadtteile planmäßig angelegt: in den 1920er Jahren Görden, ab 1959 der Stadtteil Nord und ab 1972 das Plattenbaugebiet Hohenstücken.
- 1952 wurden die Stadt Plaue und die Gemeinde Kirchmöser eingemeindet, die heute die beiden westlichen Stadtteile sind.

Innerhalb der Stadtteile gibt es acht Ortsteile, die historisch gesehen vom Stadtgebiet losgelöste Siedlungen sind und jeweils durch einen eigenen Ortsvorsteher in der Stadt vertreten werden:
- Zu Neustadt gehören seit 1993 die südöstlichen Ortsteile Göttin und Schmerzke.
- Zu Dom gehören im Osten seit 1993 der Ortsteil Klein Kreutz/Saaringen und seit 2003 die Ortsteile Gollwitz und Wust.
- Plaue und Kirchmöser werden sowohl als Stadtteile als auch als Ortsteile geführt. Zu Kirchmöser hat seit 1993 außerdem den südlichen Ortsteil Mahlenzien.

Einige Gebiete sind weiter in Ortslagen und Wohnplätze unterteilt. An der nördlichen Grenze zur Gemeinde Beetzsee liegt der Wohnplatz Brielower Ausbau, westlich von diesem Butterlake und davon nördlich Bohnenland.

### Eingemeindungen

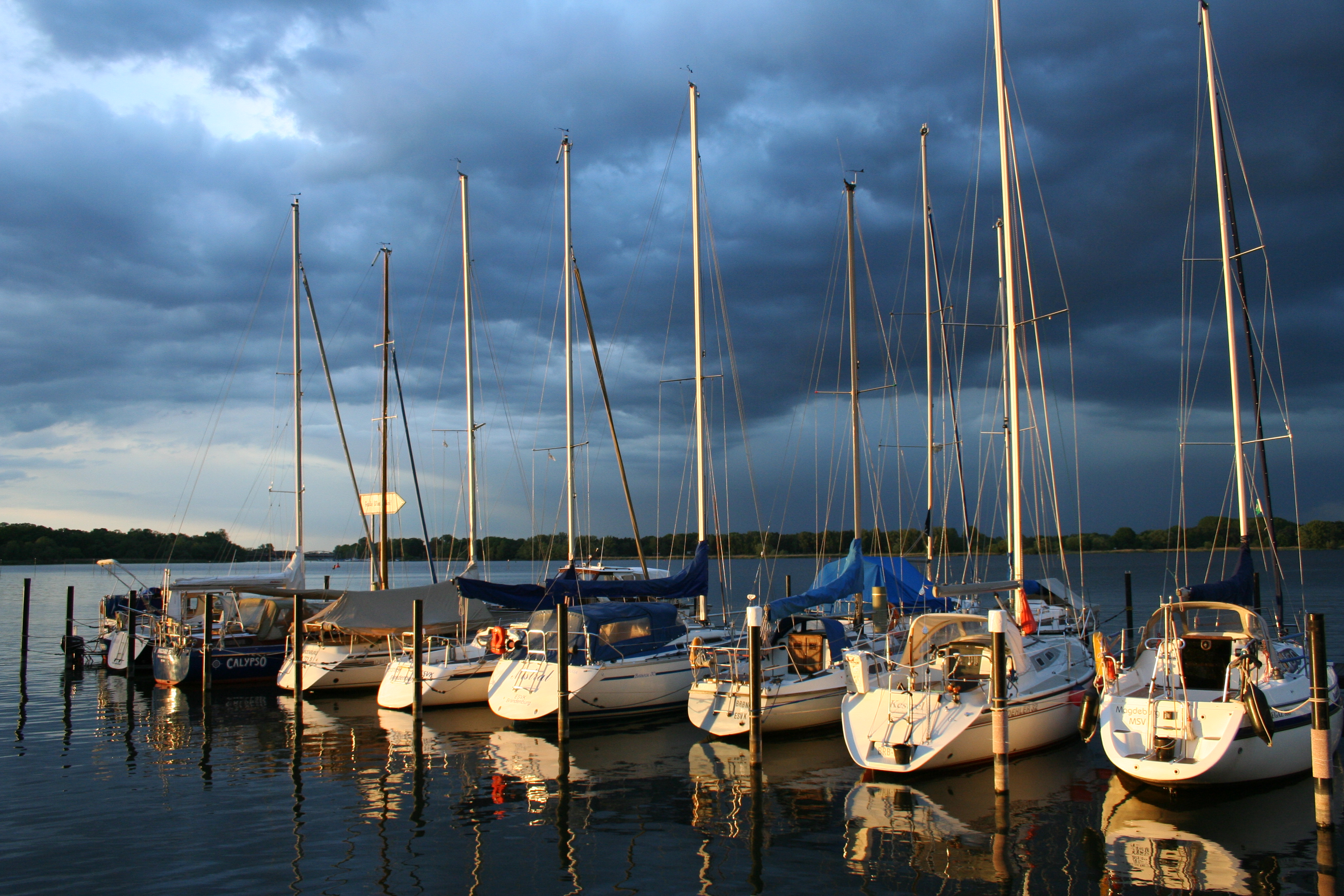
Plauer See, eingemeindet 1952

Die Gemeinden Dom Brandenburg und Neuendorf wurden 1929 nach Brandenburg eingemeindet. Der Ort Wilhelmsdorf folgte 1937.
In der DDR wurden am 1. Juli 1950 zunächst die Orte Göttin, Klein Kreutz, Mötzow und Schmerzke Ortsteile Brandenburgs, ehe sie nur zwei Jahre später, am 25. Juli 1952, wieder selbständige Gemeinden wurden. Zum selben Datum wurden die Gemeinde Kirchmöser und die Stadt Plaue Orts- und Stadtteile. Der Ort Saaringen wurde am 1. Januar 1957 nach Klein Kreutz eingemeindet.
Am 6. Dezember 1993 wurden Klein Kreutz mit Saaringen und erneut Schmerzke und Göttin in die Stadt Brandenburg an der Havel eingegliedert. Am 26. Oktober 2003 wurden die Dörfer Gollwitz und Wust in die Stadt eingegliedert.

### Nachbarkreise, -städte und -gemeinden
Die kreisfreie Stadt Brandenburg an der Havel ist fast vollständig vom Landkreis Potsdam-Mittelmark umgeben. Über wenige Kilometer im äußersten Nordwesten und Nordosten grenzt daneben auch der Landkreis Havelland an das Stadtgebiet. Die Nachbarstädte und -gemeinden sind im Uhrzeigersinn: im Nordwesten die Gemeinde Milower Land im Landkreis Havelland, im Norden die Stadt Havelsee und die Gemeinden Beetzsee und Roskow in Potsdam-Mittelmark. An den Ufern der zur Stadt gehörenden Seen Beetzsee und Riewendsee liegen im Norden beziehungsweise Nordosten Beetzseeheide, Päwesin in Potsdam-Mittelmark und die havelländische Stadt Nauen. Im Osten grenzt die Gemeinde Groß Kreutz an Brandenburg, im Süden liegen Kloster Lehnin, Wollin und Wenzlow und im Westen Rosenau, Wusterwitz und Bensdorf. Sie alle liegen wiederum im Landkreis Potsdam-Mittelmark.

### Naturschutzgebiete
In den 1990er Jahren wurden die Niederungen des Fiener Bruchs und angrenzende Bereiche im Rahmen des Natura-2000-Netzes als EU-Vogelschutzgebiet Fiener Bruch ausgewiesen. Im äußersten Südwesten hat Brandenburg an der Havel einen kleinen Anteil an diesem Vogelschutzgebiet.

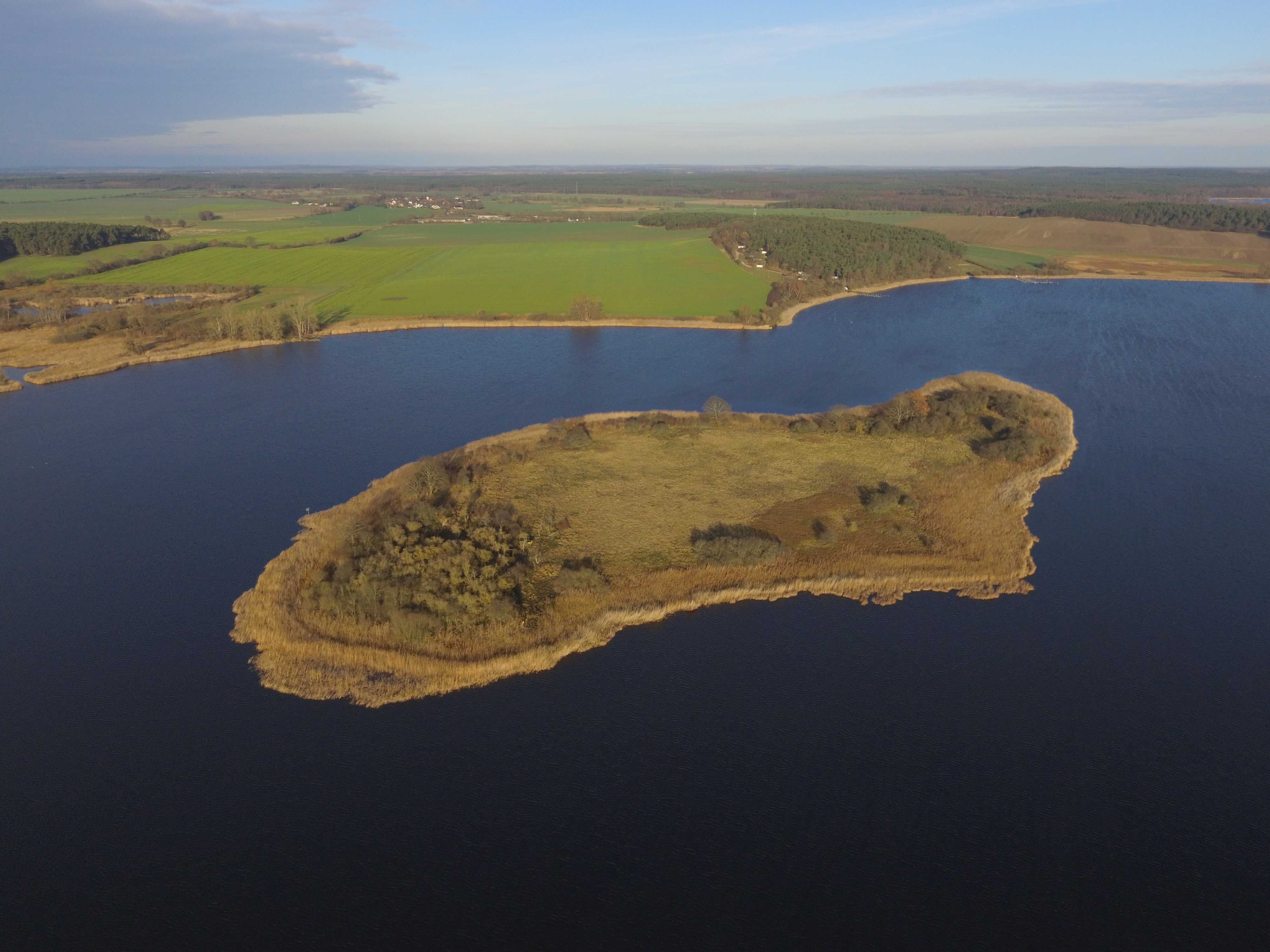
Möweninsel Buhnenwerder

Die Insel Buhnenwerder im Beetzsee ist als Möweninsel Buhnenwerder als Naturschutzgebiet ausgewiesen. Sie wurde bereits am 1. April 1930 mit einer Verordnung des Regierungspräsidenten zum Naturschutzgebiet erklärt. Sie ist damit das älteste Naturschutzgebiet der Stadt Brandenburg. Auf der Insel befand sich eine große Brutkolonie Lachmöwen, die Ziel der Unterschutzstellung war. Bereits 1929 hatte der Volksbund Naturschutz Buhnenwerder gepachtet und eine Beobachtungsstation aufgebaut. In der Zeit der Eiablage wurde die Brutkolonie überwacht und vor Plünderungen der Gelege geschützt. Auch war Buhnenwerder frühzeitig Gegenstand wissenschaftlicher Arbeiten über Lachmöwen. So wurden Jungtiere und Zugverhalten dokumentiert.
In der Zeit des Zweiten Weltkriegs wurden die Gelege auf der Insel massiv geplündert und Buhnenwerder als Truppenübungsgelände genutzt, was zu einem Verschwinden der Brutkolonie führte. Nachdem nach Ende des Krieges das Gebiet jedoch erneut unter Schutz gestellt worden war, kam es rasch zur Wiederansiedlung der Vögel. Seit Ende der 1950er Jahre sind die Bestände jedoch rückläufig. Weitere Tierarten auf der Insel sind Fluss-Seeschwalbe, Drosselrohrsänger, Rohrammer, Rohrdommel und Europäische Sumpfschildkröte.

### Landschaftswandel
Seit etwa 1180 wurde die Havel durch Dämme bei der Brandenburger Dominsel gestaut, um Wassermühlen zu betreiben, südlich der Mühlendamm zwischen Dominsel und Neustadt, nördlich drei Dämme im Verlauf der Krakauer Straße. Wegen des geringen Gefälles des Flusses ließ der Brandenburger Mühlenstau den Wasserspiegel noch 64 km flussaufwärts in Spandau um mehr als einen Meter ansteigen. Dadurch entstanden an der mittleren Havel Feuchtgebiete von Menschenhand, während der hochmittelalterliche Landesausbau sich anderswo durch die Trockenlegung von Marschländern auszeichnete.
Im Norden des Stadtgebietes, im Altstädtischen Forst liegen der Gördensee und der Bohnenländer See, die sich in einer glazialen Rinne, der Bohnenland-Görden-Rinne bildeten. Die Seen sind ohne natürlichen Abfluss. Seit Anlage von Abflussgräben, des Eisengrabens vom Bohnenländer und des Quenzgrabens vom Gördensee, verlieren beide deutlich an Volumen und Fläche, sind die Seen von einem ausgeprägten und unnatürlichen Verlandungsprozess betroffen. So hatte beispielsweise der Gördensee noch im späten 18. Jahrhundert eine etwa doppelt so lange Nord-Süd-Ausdehnung und eine etwa um 50 Prozent größere Wasserfläche als zu Beginn des 21. Jahrhunderts. Die verlorenen Wasserflächen werden von moorig-sumpfigen Böden und einem ausgedehnten Schilfgürtel bedeckt. Aufgrund der voranschreitenden Verlandung werden beide Seen als sterbende Seen beschrieben.

### Klima
In der Stadt Brandenburg herrscht gemäßigtes Klima. Dieses wird von Osten vom Kontinentalklima und vom Westen vom atlantischen Seeklima beeinflusst. Die deutlichen Niederschläge verteilen sich über das ganze Jahr. Ausgesprochene Trockenmonate gibt es nicht. Der durchschnittliche jährliche Niederschlag für Havelsee liegt bei 539 mm. Trockenster Monat ist der Februar mit einer Niederschlagsmenge von 32 mm, wohingegen der meiste Niederschlag durchschnittlich im Juni mit 64 mm fällt.
Die Jahresdurchschnittstemperatur liegt bei 9,1 °C. Der wärmste Monat im Vergleich ist der Juli mit durchschnittlichen 18,4 °C. Im Januar, dem kältesten Monat im Jahr, beträgt die Durchschnittstemperatur −0,2 °C.
|                        | Jan  | Feb  | Mär | Apr  | Mai  | Jun  | Jul  | Aug  | Sep  | Okt  | Nov | Dez  |   |      |
| Mittl. Temperatur (°C) | −0,2 | 0,6  | 3,9 | 8,4  | 13,3 | 16,9 | 18,4 | 18,0 | 14,4 | 9,7  | 4,6 | 1,3  | ⌀ | 9,2  |
| Mittl. Tagesmax. (°C)  | 2,3  | 3,5  | 7,9 | 13,2 | 18,8 | 22,2 | 23,5 | 23,2 | 19,1 | 13,4 | 7,2 | 3,6  | ⌀ | 13,2 |
| Mittl. Tagesmin. (°C)  | −2,6 | −2,3 | 0,0 | 3,6  | 7,9  | 11,6 | 13,3 | 12,9 | 9,7  | 6,1  | 2,1 | −0,9 | ⌀ | 5,2  |
|                        |      |      |     |      |      |      |      |      |      |      |     |      |   |      |
| Niederschlag (mm)      | 38   | 32   | 34  | 40   | 52   | 64   | 56   | 59   | 43   | 36   | 41  | 44   | Σ | 539  |

| −2,6 |

| −2,3 |

| 0,0 |

| 3,6 |

| 7,9 |

| 11,6 |

| 13,3 |

| 12,9 |

| 9,7 |

| 6,1 |

| 2,1 |

| −0,9 |

| −2,6 |

| −2,3 |

| 0,0 |

| 3,6 |

| 7,9 |

| 11,6 |

| 13,3 |

| 12,9 |

| 9,7 |

| 6,1 |

| 2,1 |

| −0,9 |

## Etymologie des Stadtnamens
Die älteste schriftliche Erwähnung des Namens Brandenburg befindet sich in der Stiftungsurkunde des Bistums Brandenburg. In ihr ist von der Gründung des Bischofssitzes in der civitate Brendanburg die Rede. Datiert ist sie auf das Jahr 948 (Historikerstreit dazu siehe Kapitel Mittelalter). Die chronikalische Ersterwähnung des Namens befindet sich in den Chroniken von Widukind von Corvey aus dem Jahre 967. Hier wird von der Eroberung der Brennaburg gesprochen. Mögliche Deutungen des Namens könnten nun sein: Slawische Herkunft des Namens von bran „Sumpf, Morast“ oder die germanische Herkunft von branda „Brand“. Gegen eine Ableitung des Namens vom heiligen Brendan spricht der fehlende Kult um diesen Heiligen im Brandenburger Bereich. Doch könnte der Name während der Karolingerzeit im Zuge der Frankonisierung der Ortsnamen aus dem westfränkischen Bereich übertragen worden sein und so auf einen andernorts verbreiteten Heiligenkult zurückgehen. Jüngere Deutungsversuche beziehen sich auf die indogermanische Wurzel *brendh- für „quellen“ oder „schwellen“; die Deutung geht in diesem Fall von einer Gewässerbezeichnung aus, unter Hinzufügung der Endung -burg.
Aller Wahrscheinlichkeit nach frei erfunden ist der Name Brennabor. Der böhmische Jesuitenpater Bohuslaus Balbinus versuchte 1677 die Namen der Orte in den früheren slawischen Siedlungsgebieten zu rekonstruieren, um ihre slawische Herkunft nachzuweisen: „Brandenburg wurde in jener Zeit von den Slawen: Branny Bor, d. h. silvae custodia, Wache des Waldes, genannt.“ (Otto Tschirch) Hintergrund: Aus ethnisch-politischen Gründen ersetzte der böhmische Slawe das missliebige deutsche „burg“ durch das slawische, ähnlich klingende, aber urkundlich nicht belegte „bor“. Wegen der „Burg“ im Ortsnamen ist mit Sicherheit davon auszugehen, dass die slawischen Bewohner Brandenburgs ihren Burgwall anders genannt haben, aber wie, das ist unbekannt. Das frei erfundene „Brennabor“ konnte sich nur deswegen so hartnäckig festsetzen, weil seit 1892 das gleichnamige Unternehmen Brennabor in der Stadt Brandenburg an der Havel mit großem Erfolg unter anderem seine Fahrräder unter diesem Namen produzierte.
Die offizielle Bezeichnung der Stadt selbst schwankte in ihrer jüngeren Geschichte zwischen Brandenburg, Brandenburg a./Havel, Brandenburg (Havel) und – so die Bezeichnung seit 1993 – Brandenburg an der Havel.

## Geschichte

### Vorzeit–900
Die altsteinzeitliche Befundlage ist als äußerst dünn anzusprechen, da die glaziale Überformung des Geländes während der Weichseleiszeit sämtliche vorhandenen Artefakte in unzugänglich tiefe Bodenschichten exportiert hat.
Aus der germanischen Besiedlungsphase gibt es nur spärliche archäologische Befunde. So werden Schädelbestattungen, „[…] deren Fundumstände zum Teil Kult oder Opfer (?) vermuten lassen […]“, in der Gemarkung Brandenburg-Neuendorf erwähnt.
Im 4. bis 3. vorchristlichen Jahrhundert bildete das Areal der heutigen Stadt Brandenburg an der Havel „[…] die Grenze des massenhaften Auftretens sowohl späthallstädtischer als auch keltischer Importgüter.“ Daraus kann man die Schlussfolgerung ziehen, dass der Havelübergang nördlich des Marienberges schon sehr lange Zeit Kreuzungspunkt bedeutender Handelsrouten war.
Tacitus siedelt in seiner Schrift De origine et situ Germanorum (Germania) im Elbe-Havel-Raum den suebischen Stamm der Semnonen an, deren Bevölkerungsmehrheit jedoch bereits zum Ende des zweiten nachchristlichen Jahrhunderts während der frühen Völkerwanderungsperiode die alte Heimat verlassen haben dürfte. Vermutungen, die das Vorhandensein eines Frigga- oder Freyja-Heiligtums auf dem Marienberge suggerieren, sind rein spekulativer Natur und können sich seit der Anlage des Wasserkessels auf der Spitze des Marienberges in den 1960er Jahren archäologisch nicht mehr belegen oder ausschließen lassen.
Für die Zeit zwischen der Abwanderung der germanischen Bevölkerung und dem massiven Zuzug der Slawen aus dem Süden und Osten wird für etwa 150 Jahre ein siedlungsfreier Raum angenommen. Zwischen dem 5. und dem 7. Jahrhundert ist durch Grabungsbefunde unter anderem im Brandenburger Raum in bescheidenem Umfang noch germanische Besiedlung nachgewiesen, was der Theorie einer völligen Siedlungsleere widerspricht. Ab dem 6. Jahrhundert kommt es dann zur Landnahme durch slawische Stämme aus dem schlesischen und böhmischen Raum. Die verbliebenen Reste der germanischen Bevölkerung werden von den Slawen überschichtet, assimiliert und gehen letztendlich in den Zuzüglern auf. Es erhalten sich vor allem Gewässernamen wie jene der Havel, Spree, Elbe und andere aus der germanischen Sprachschicht, während Flur- und Siedlungsnamen von den Slawen neu vergeben werden.

### Mittelalter 900–1500

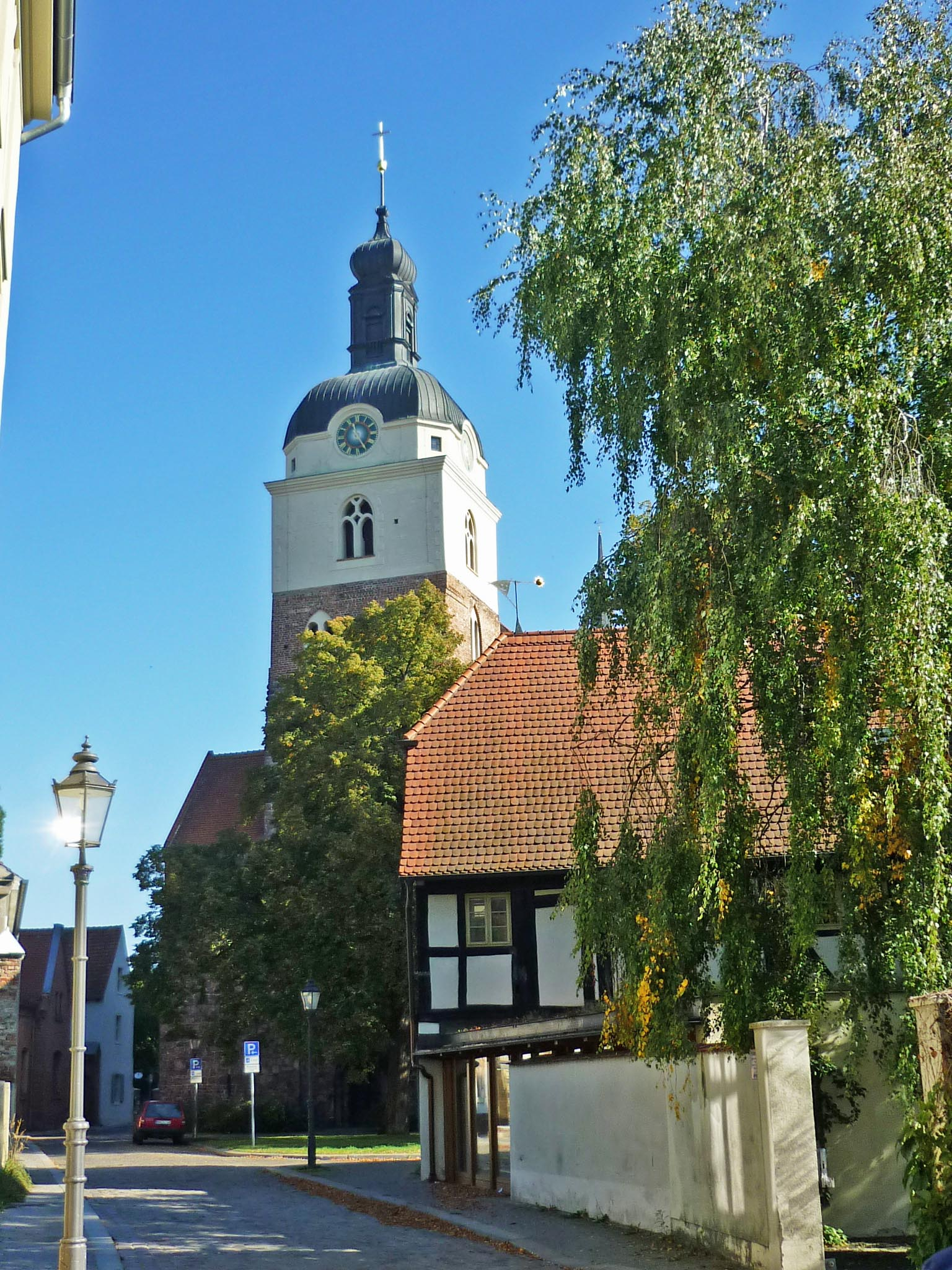
St.-Gotthardt-Kirche, erbaut 12.–15. Jahrhundert

Auf der Dominsel lag die zentrale Brandenburg (Brendanburg) der slawischen Heveller, die 928/929 von König Heinrich I. erobert wurde. Otto I. errichtete hier 948 – nach einigen Quellen 949 oder 965 – das Bistum Brandenburg und das zugehörige Reichsfürstentum Hochstift Brandenburg.
Im großen Slawenaufstand von 983 wurden neben der Brandenburg auch die Gebiete östlich der Elbe wieder zurückerobert. Damit wurde die nach der ersten deutschen Invasion neu errichtete Reichsherrschaft durch den Liutizenbund zunächst beseitigt. Für die nun wieder slawische Region folgte daraus ein Stopp der Christianisierung für die nächsten 150 bis 200 Jahre. Das Bistum bestand formal mit kontinuierlicher Besetzung von Titularbischöfen im Exil in Magdeburg weiter und kehrte nach der Wiedereroberung 1157 zurück.
Der letzte, bereits zum Christentum übergetretene Hevellerfürst Pribislaw-Heinrich herrschte von der auf der Dominsel gelegenen Burg mit Petrikirche. Er rief die Prämonstratenser nach Brandenburg, die sich vor 1147 in der Kaufmannssiedlung Parduin bei der St.-Gotthardt-Kirche niederließen.
Nach seinem Tode 1150 fiel das Land durch Erbvertrag an Markgraf Albrecht den Bären. Zunächst besetzte allerdings der polnische Vasall Jacza von Köpenick Burg und Land. Während Kaiser Friedrich Barbarossa 1157 einen Kriegszug gegen Polen führte, eroberte Albrecht der Bär das ihm zugesagte Erbe Pribislaws und begründete die Mark Brandenburg. Die beiden Domkietze sowie der Altstädter und der Neustädter Kietz dürften bald darauf entstanden sein. Die Prämonstratenser siedelten 1165 auf die Burginsel, heute Dominsel über, wo im selben Jahr die Errichtung des Doms begann.

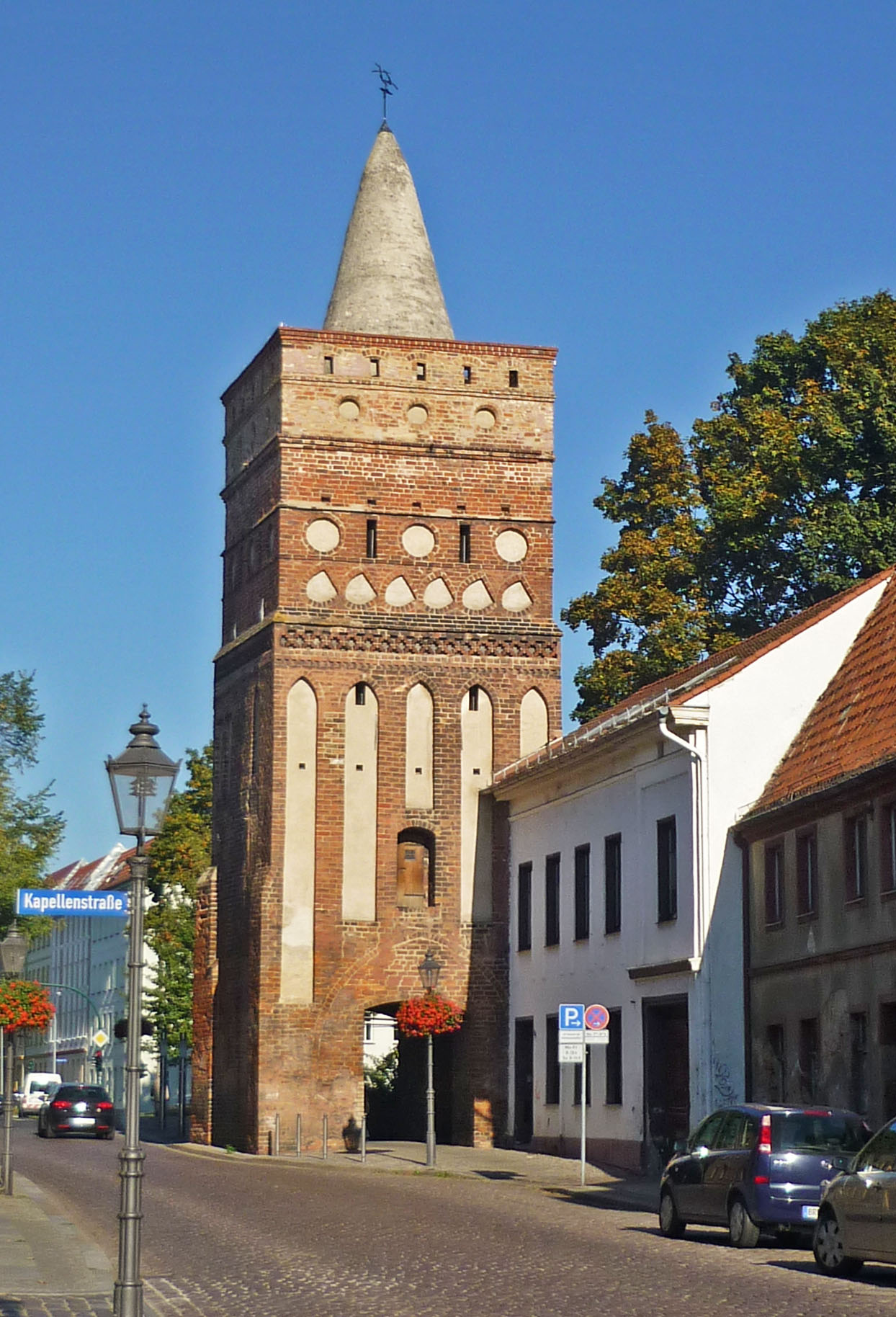
Rathenower Torturm, erbaut 1290–1582

Die Siedlung um die Gotthardtkirche weitete sich nach 1160 zur Altstadt an der Straße von Magdeburg über Köpenick und Lebus nach Posen aus. 1170 wurde Brandenburg in einer von Markgraf Otto I. ausgestellten Urkunde als Stadt erwähnt. Westlich vor der Altstadt deutet die vor 1173 entstandene Nikolaikirche im Dorf Luckenberg auf eine alte Kaufmannssiedlung hin. Südlich der Altstadt wurde am Ende des 12. Jahrhunderts die Neustadt mit der Katharinenkirche planmäßig angelegt (erstmalige urkundliche Erwähnung 1196). Beide Städte wurden getrennt mit Mauern versehen und bildeten zwei eigenständige Kommunen. Diese gehörten zum weltlichen Markgrafentum Brandenburg, während Dom Brandenburg zwischenzeitlich Hauptort des kirchlichen Hochstifts Brandenburg war. Die Havel bildete die Grenze zwischen den beiden Fürstentümern.
In der Altstadt gründeten die Franziskaner nach 1234 das Kloster St. Johannis, in der Neustadt wurde der markgräfliche Hof 1286 den Dominikanern zum Bau des Klosters St. Pauli überlassen. Ein wohl in der Mitte des 12. Jahrhunderts eingesetztes Burggrafengeschlecht verschwindet seit 1243 aus der Überlieferung. Als Hauptstadt der Markgrafschaft Brandenburg, als Bischofssitz, als Ort eines von weither angerufenen, seit 1326 bezeugten Schöppenstuhls und als Fernhandelsstadt bildeten die beiden Städte Brandenburg im Spätmittelalter zusammen das unbestrittene Zentrum zwischen Elbe und Oder.
Die auf Fernhandel hinweisende Judengemeinde wurde um 1350, 1446 und 1510 auf das schwerste verfolgt. Der 1402 erwähnte erste Roland auf dem Neustädtischen Markt drückte die städtischen Freiheiten aus, seit 1230 lagen die Obergerichte in der Hand bürgerlicher Schulzen und Schöppen.
Am 21. und 22. Juni 1412 zog Friedrich I., der vorherige Burggraf von Nürnberg und erster Fürst der Mark aus dem Haus Hohenzollern, als neuer Kurfürst über die wichtige Heerstraße Brandenburg–Magdeburg in die Stadt. Ihm beziehungsweise diesem Ereignis zu Ehren wurde später an der damaligen Grenze der Mark in der Neustädter Heide der Hohenzollernstein, ein Denkmal errichtet. Gegen Beeinträchtigen durch die neuen Landesherren schlossen beide Brandenburg-Städte 1431 einen Städtebund mit Berlin, Kölln und Frankfurt (Oder). Bis 1518 gehörten sie der Hanse an.
Auf dem gegenwärtigen Stadtgebiet finden sich mehrere Ortslagen, die im Verlauf der Geschichte aus verschiedenen Gründen wüst fielen, aufgelassen oder vom expandierenden urbanen Raum vereinnahmt wurden. Solche Wüstungen sind teilweise quellenbezogen nachgewiesen, teils sind sie unsicher erwähnt, wie beispielsweise der Weiler Harlungate am Westhang des Marienbergs.
Bei einigen Wüstungen ist die Dorflage ungefähr zu lokalisieren, wie zum Beispiel Luckenberg, dessen Kirche, die Basilika Nikolaikirche, noch immer davon zeugt, dass Luckenberg möglicherweise perspektivisch mit Markt- und Stadtrecht versehen werden, also zu einer mittelalterlichen Stadtgründung führen sollte. Das Vorwerk Silo hingegen ist topografisch präzise zu bestimmen. Andere Dorflagen sind nur vage zu verorten, wie beispielsweise Wendgräben an der Buckau, Derenthin in der Nähe des Gränert, Görne auf dem Gebiet des heutigen Stadtteils Görden, Schmölln im Bereich der alten Planemündung, Blosendorp in der Gemarkung Neuendorf, Steenow auf dem Mühlenfeld zwischen Brandenburg an der Havel und dem Ortsteil Klein Kreutz, der Krug Krakow im Zuge der Alten Heerstraße nordöstlich der Krakower Vorstadt.
Andere Ortslagen wie beispielsweise das mutmaßliche Stutzdorf, was früher als slawischer Fischerkietz am Rande der Neustadt angesehen wurde, durch neuere archäologische Grabungen jedoch als deutscher Siedlungskern bestimmt werden konnte, sind durch komplette Überbauung kaum noch präzise fassbar und überlebten bestenfalls als Straßenname. Über die Siedlungsfläche des alten Stutzdorf führt nunmehr die den südöstlichen Zug der Brandenburger Stadtmauer der Neustadt begleitende Straße Deutsches Dorf. Die Archäologie konnte vorerst somit die Berechtigung des Straßennamens untermauern. Allerdings weist Reinhard E. Fischer dem Namen Stutzdorf einen slawischen Ursprung zu und übersetzt ihn mit „Ort, wo es Hechte gibt“ (vgl. das polnische Wort für Hecht Szczupak oder russisch Щука, Schtschuka). Die Topographie Stutzdorfs in Ufernähe zur Havel widerspricht Fischers Deutung nicht. Ein ähnliches Schicksal widerfuhr der Siedlung Parduin, aus der die spätere Altstadt hervorging.
Weitere Wüstungen im Bereich der näheren Umgebung der Stadt Brandenburg an der Havel sind das Dorf Beetz, das dem Beetzsee den Namen gab und an dessen westlichem Ufer zwischen Brielow und Radewege lag, Deutsch Briest am westlichen Havelufer, Planow, Duster Reckahn, Borsdorf (Gemarkung Prützke), Ludekendorf (ebenfalls Gemarkung Prützke), Rokitz/Rotscherlinde. Ein weiteres untergegangenes Dorf Görne wird südöstlich der heutigen Ortslage von Prützke, auf dem Görnberg über dem gleichnamigen Görnsee vermutet. Beim Bau der Reichsautobahn im Jahre 1934 fanden sich „spätslawische Scherben, Grauware, Reste von Häusern und Herden sowie 110 Gräber des Dorffriedhofs“. Manche Autoren halten dieses Dorf Görne für identisch mit dem bereits erwähnten Ludekendorf.

### Neuzeit 1500–1800

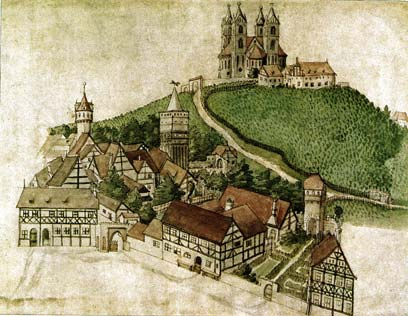
Stadtansicht mit Marienkirche 1588

Im Jahr 1521 bestätigte Kurfürst Joachim I. offiziell den Titel Chur- und Hauptstadt für Brandenburg an der Havel. Außerdem legte er die Reihenfolge der märkischen Städte bei Huldigungen und im Felde fest. Die Reihenfolge hierbei war: Brandenburg Alt- und Neustadt, Berlin, Kölln, Stendal, Prenzlau, Perleberg, Ruppin, Frankfurt (Oder) und Cüstrin. In der Folge kam es später bei Erbhuldigungen deshalb noch bis ins 19. Jahrhundert zu Rangstreitigkeiten mit Berlin.
Zwischen 1536 und 1555 setzte sich die Reformation in Stadt und Domkapitel durch, das Bistum wurde säkularisiert und 1571 wurde das Hochstift Brandenburg dem Kurfürstentum Brandenburg eingegliedert. Gleichzeitig verloren die Städte infolge des Aufstiegs Berlins zur kurfürstlichen Residenzstadt ihre führende Stellung.

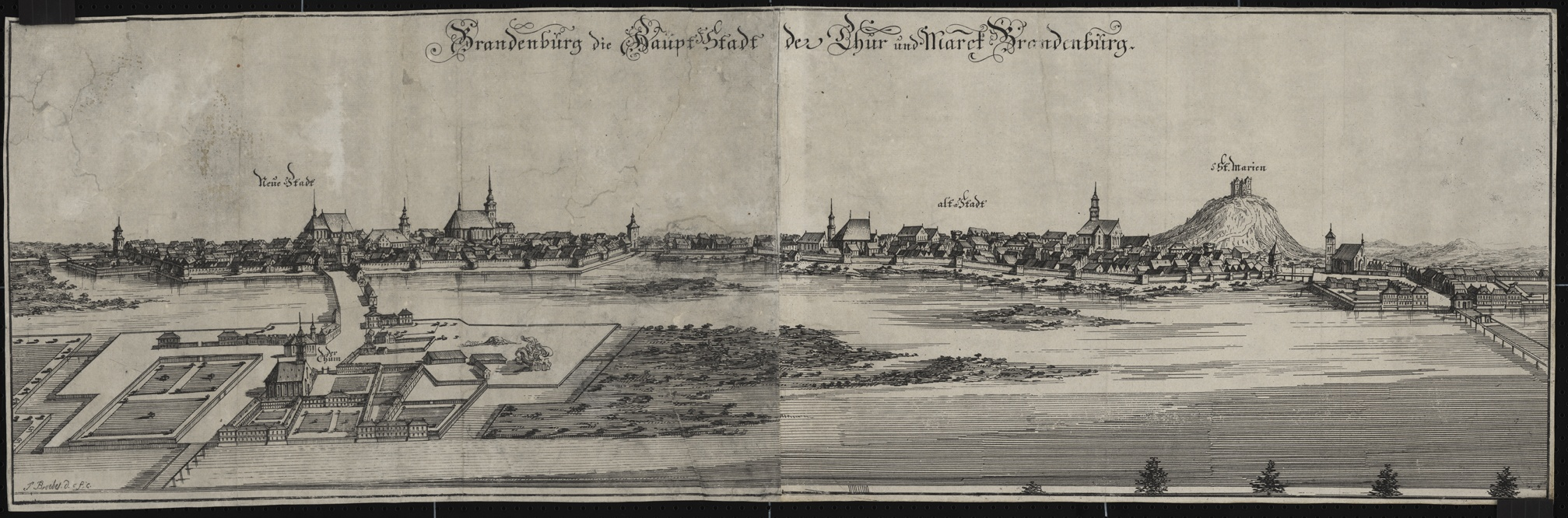
Brandenburg an der Havel um 1700

1619 wurde die freie Ratswahl abgeschafft, die Münzverschlechterung löste 1622 Tumulte bei der städtischen Bevölkerung aus. 1627 wurde das Kurfürstentum Brandenburg während des Niedersächsisch-Dänischen Krieges von kaiserlichen und dänischen Truppen verheert. Bürgermeister und Rat der Altstadt am rechten Ufer der Havel einigten sich darauf, den Kaiserlichen die Tore zu öffnen, während die Ratsherren der Neustadt am linken Ufer der Havel beschlossen, sich abzuschotten. Sie zerstörten sämtliche Brücken zwischen den beiden Stadtteilen, verbarrikadierten die Tore und nahmen die anrückenden Angreifer unter Beschuss. Es kam zu einer erbitterten Schlacht, an deren Ende es der kaiserlichen Artillerie gelang, die Verteidigungsanlagen der Neustadt zu durchbrechen, wonach Brandenburg gestürmt und in allen Stadtteilen schwer geplündert wurde. Die Zerstörungen und der Niedergang im Dreißigjährigen Krieg (1618–1648) konnten erst nach 1800 aufgeholt werden. Von den 10.000 Einwohnern vor dem Krieg lebten 1648 nur noch 3.000. Die Ansiedlung von Hugenotten 1685 brachte mit der Gerberei und Lederverarbeitung eine wirtschaftliche Belebung; eine reformierte Gemeinde entstand. Der Aufbau des brandenburgischen Heeres seit dem späten 17. Jahrhundert machte beide Brandenburgs zu Garnisonstädten (siehe auch Geschichte Brandenburgs).
Im frühen 18. Jahrhundert, 1704 gründete das Domstift mit Zustimmung des Königs die Ritterakademie als Ausbildungsstätte des Adels für den Staats- und Militärdienst. 1715 wurden auf Befehl des preußischen Königs Friedrich Wilhelm I. die Stadtverwaltungen von Brandenburg Altstadt und Brandenburg Neustadt vereinigt. Es gab nun eine gemeinsame Stadtverwaltung, aber jede Stadt behielt ihre Ratsmannen. Im Zusammenhang mit der Vereinigung der beiden Städte wurde von Christoph Gottlieb Hedemann das erste Kataster mit einem dazu gehörigen sehr präzisem Stadtplan von 1722 bis 1724 angefertigt. Das Zusammenwachsen beider vorher eigenständiger Städte war ein langwieriger Prozess. Dom Brandenburg war weiterhin eine selbstständige Gemeinde und gehörte bis 1929 nicht zur vereinten Stadt Brandenburg.

### 1800–1933

Karte von Brandenburg und Umgebend (1833)

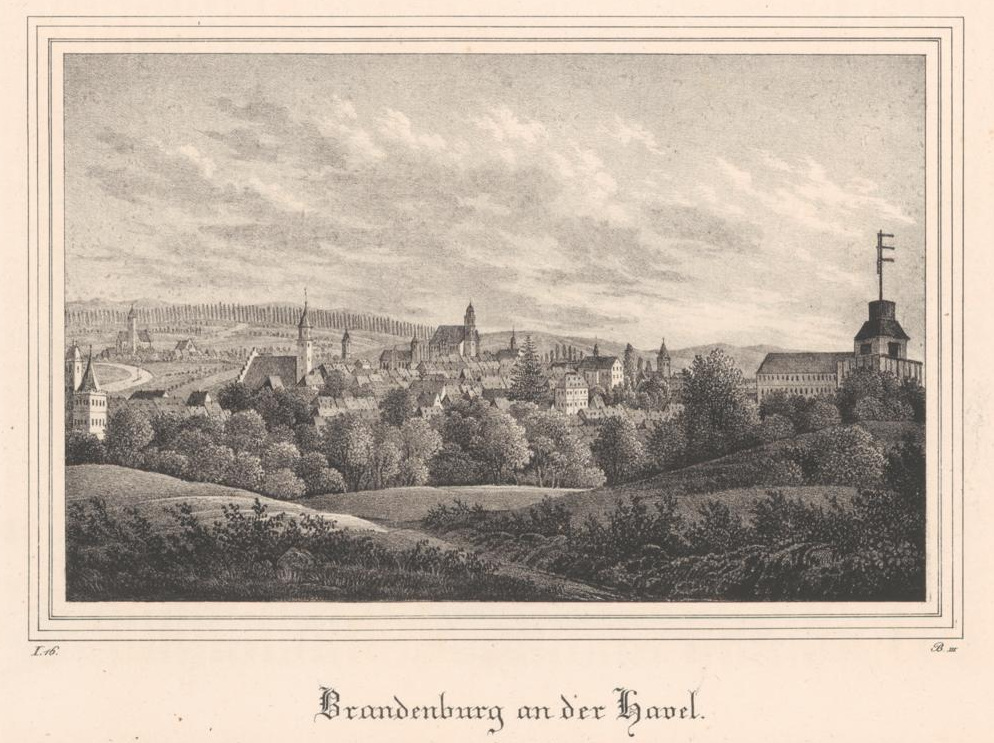
Brandenburg an der Havel, 1838

Nach der Niederlage der preußischen Armee in der Schlacht bei Jena und Auerstedt besetzten französische Truppen die Stadt von 1806 bis 1808. Napoleon zwang besetzte Städte wie Brandenburg, sich hoch zu verschulden. Erst mit der Industrialisierung in der zweiten Hälfte des 19. Jahrhunderts (Gründerzeit) konnten die Schulden getilgt werden. Mit den preußischen Verwaltungsreformen nach dem Wiener Kongress wurde die Stadt ab 1816 den neu geschaffenen Verwaltungsgliederungen zugeordnet, dem Landkreis Westhavelland im Regierungsbezirk Potsdam, Teil der Provinz Brandenburg (seit 1939 „Mark Brandenburg“).
Im Jahr 1846 erhielt Brandenburg eine erste Bahnverbindung nach Berlin und Magdeburg. Während der Revolution 1848 tagte vom 8. November bis zu ihrer Auflösung am 5. Dezember 1848 die vom König aus Berlin vertriebene Preußische Nationalversammlung im Brandenburger Dom. Die Gebrüder Reichstein gründeten 1871 die Brennabor-Werke, die mit der Herstellung von Kinderwagen begannen, aber schließlich vor allem Fahrräder und Autos produzierten.

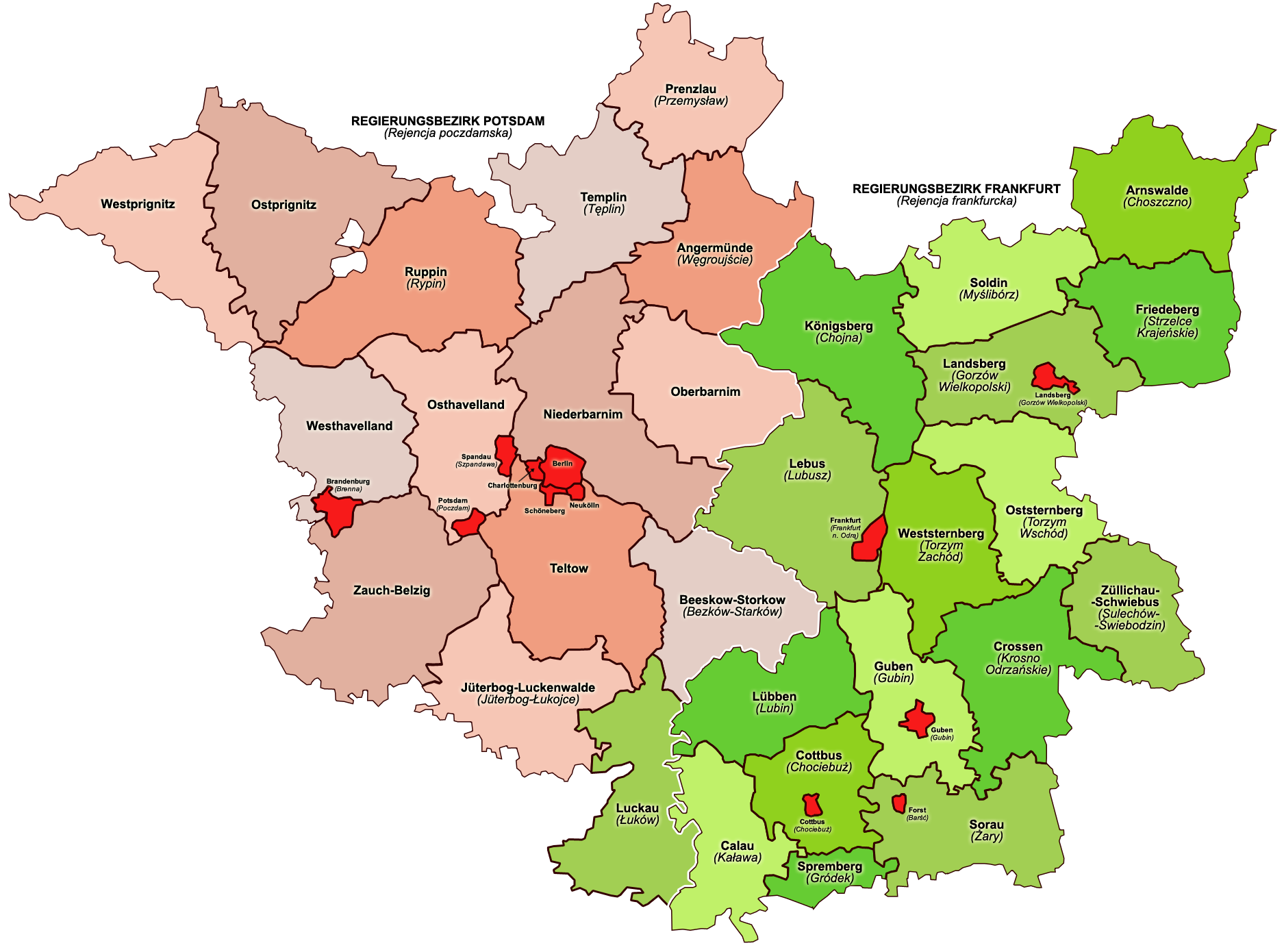
Der Stadtkreis Brandenburg in der preußischen Provinz Brandenburg (1881)

Mit dem industriellen Aufstieg verdoppelte sich in den letzten Jahrzehnten des 19. Jahrhunderts die Bevölkerungszahl durch Zuzug aus der Umgebung der Stadt, aber auch aus dem Ruhrgebiet, aus Ost- und Westpreußen, aus Danzig, Pommern und Schlesien. Am 1. April 1881 schied die Stadt Brandenburg aus dem Kreis Westhavelland aus und bildete fortan einen eigenen Stadtkreis.
Die Infrastruktur wurde parallel der industriellen Entwicklung um 1900 weiter entscheidend ausgebaut, während zur selben Zeit mehrere Fahrradwerke, eine Schiffswerft, eine Eisengießerei, Fabriken für Blechspielwaren, Textilien und Möbel in Brandenburg angesiedelt wurden. Die erste Pferdestraßenbahn fuhr 1897. Zur Erschließung der näheren Umgebung eröffneten die Westhavelländische Kreisbahnen 1901/1912 drei Kleinbahnen. Mit der Eröffnung der Brandenburgischen Städtebahn von Rathenow nach Belzig wurde Brandenburg 1904 zum Bahnknotenpunkt. Der Silokanal zur Umfahrung der Innenstadt wurde 1910 eröffnet. An diesem entstand 1913 ein Stahl- und Walzwerk, während eine alte Tuch- und Seidenweberei einging.
Am Anfang des 20. Jahrhunderts wurde Brandenburg durch Stahl-, Metall-, Textil- und Spielwarenindustrie geprägt. Der wachsenden Bedeutung der Stadt wurde auch durch die Stationierung des Füsilier-Regiment „Prinz Heinrich von Preußen“ (Brandenburgisches) Nr. 35, Feldartillerie-Regiment „General-Feldzeugmeister“ (1. Brandenburgisches) Nr. 3 und Kürassier-Regiment „Kaiser Nikolaus I. von Russland“ (Brandenburgisches) Nr. 6 Rechnung getragen.
Zur Herstellung von Flugzeugen des Typs Etrich Taube eröffnete kurz vor Ausbruch des Ersten Weltkriegs die neu gegründete Brandenburgische Flugzeugwerke GmbH ihr Werk am späteren Flugplatz Brandenburg-Briest. Das 1914 zu Hansa-Brandenburg fusionierte Unternehmen musste nach dem Zweiten Weltkrieg den Flugzeugbau aufgeben. Die 1929 ausgebrochene Weltwirtschaftskrise traf auch die Stadt schwer.

### Nationalsozialismus 1933–1945
Durch die verkehrsgünstige Lage und die bereits etablierte Stahlproduktion wurde Brandenburg 1933 zu einem immer wichtigeren Standort der Flugzeug- und Lkw-Produktion ausgebaut. Im Zuge der Aufrüstung der Wehrmacht errichtete der Flugzeugbauer Arado ab 1934 Zweigwerke am Flugplatz Briest und speziell für Wasserflugzeuge im Ortsteil Neuendorf. Zur Herstellung von Opel-„Blitz“-Lkw für die Wehrmacht folgte 1935 das Opelwerk Brandenburg am Silokanal.
In der Zeit des Nationalsozialismus war 1933/34 im Alten Zuchthaus Brandenburg eines der ersten Konzentrationslager untergebracht. Das Zuchthaus Brandenburg-Görden war bis zur Befreiung durch sowjetische Truppen am 27. April 1945 ein Gefängnis und (als Zentrale Hinrichtungsstätte für den Vollstreckungsbezirk IV) der Hinrichtungsort für zahlreiche Widerstandskämpfer. Zwischen 1940 und 1945 wurden 1772 Menschen im Zuchthaus hingerichtet und die meisten von ihnen im Krematorium am Marienberg verbrannt. Das Zuchthaus beherbergt aus diesem Grund eine Dokumentationsstelle für die Opfer der NS-Justiz.
Die Spezialeinheit des Heeres Baulehrkompanie z. b. V. 800 hatte seit dem 25. Oktober 1939 ihren Sitz in Brandenburg a. d. Havel. Am 1. Juni 1940 erreichte die Größe des Verbandes einen Umfang, der eine Umbenennung in Lehrregiment Brandenburg z. b. V. 800 sinnvoll machte. Nun erst, nach zahlreichen Einsätzen, wurde die Bezeichnung Brandenburger auch zum Synonym für deutsche Kommandoeinheiten. Neben dieser Spezialeinheit waren das Infanterie-Regiment 68 (als Teil der 23. Infanterie-Division), das Artillerie-Regiment 59, das Flak-Regiment 22 und ein Pionier-Bataillon hier stationiert.
In Brandenburg befindet sich an der Anton-Saefkow-Allee eine Landesklinik für Psychiatrie (ehemals: „Landesirrenanstalt“, dann: „Brandenburgische Psychiatrische Landesanstalt Görden“, später nur noch kurz „Landesanstalt Görden“). Ihr damaliger Direktor, Professor Hans Heinze, war einer der Haupttäter der verschiedenen Formen der Krankenmorde im Nationalsozialismus. Die Klinik war unmittelbar in die Euthanasie-Aktion T4 eingebunden. Die Morde wurden zum größten Teil in der unmittelbar vor der historischen Altstadt gelegenen Tötungsanstalt ausgeführt, zum Teil in der Nachfolgeeinrichtung in der Tötungsanstalt Bernburg. In der Brandenburger Tötungsanstalt wurden 9772 Patienten ermordet. Ebenfalls wurde in der „Kinderfachabteilung“ der Landesanstalt Görden systematisch gemordet.
Im Zweiten Weltkrieg richteten Luftangriffe 1944/1945 und die Bodenkämpfe der Roten Armee im Umfeld der Schlacht um Berlin Ende April 1945 erhebliche Zerstörungen im Stadtgebiet Brandenburgs an.
Von April 1944 bis 20. April 1945 erfolgten sieben Luftangriffe der 8. US-Luftflotte auf Brandenburg. Insgesamt über 800 viermotorige Boeing B-17 „Flying Fortress“ warfen mehr als 2000 Tonnen Bombenlast auf die Industrieanlagen, aber zunehmend auch auf die Innenstadt Brandenburg. Alleine nach den beiden Angriffen vom 31. März und 20. April 1945 wurden über 1650 Tote registriert. Nach Luftangriffen und Bodenkämpfen waren von 23.800 Wohnungen vor dem Krieg 10.000 zerstört oder beschädigt, von den Industriebetrieben 70 %. Praktisch alle größeren Industriebetriebe (vornehmlich stahlverarbeitende) hatten während des Zweiten Weltkrieges der Rüstungsproduktion gedient.

### Deutsche Teilung 1945–1990

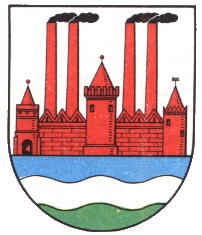
Stadtwappen 1950–1990

Brandenburg wurde ab 1945 Teil der SBZ. An vielen Orten demontierte die Sowjetunion in großem Stil Industrieanlagen und versetzte sie als Reparationen aus Deutschland in die Sowjetunion. In Brandenburg wurde unter anderem das Opel-Werk demontiert bzw. abgerissen. Die zuvor vom deutschen Militär genutzten Kasernen an der Magdeburger Straße wurden bis zum endgültigen Abzug in den 1990er Jahren von der Gruppe der Sowjetischen Streitkräfte in Deutschland genutzt. Hier befanden sich neben den Kasernen unter anderem ein Haus der Offiziere, eine Schule und ein Lebensmittelgeschäft (магазин).
Die 1950er Jahre waren Jahre des industriellen Neuanfangs. Der Bau des Walzwerkes in Kirchmöser ab 1949 und des Stahl- und Walzwerkes Brandenburg ab 1950 gab der Stadt ihre Schwerindustrie wieder. Stahl-, Maschinenbau- und Bauindustrie sowie Betriebe der Deutschen Reichsbahn in Kirchmöser wurden Symbole der Stadt. Im Jahr 1956 wurde der VEB Brandenburger Kinderkleidung (BRAKI) gegründet, der aus dem Vorläufer Militäreffektenfabrik Richter und Rohrlapper hervorgegangen ist. Ende der 1970er Jahre arbeiteten dort 850 Personen, die sowohl für das Inland wie das Ausland produzierten. Die Einwohnerzahl stieg bis zum Jahr 1989 kontinuierlich.

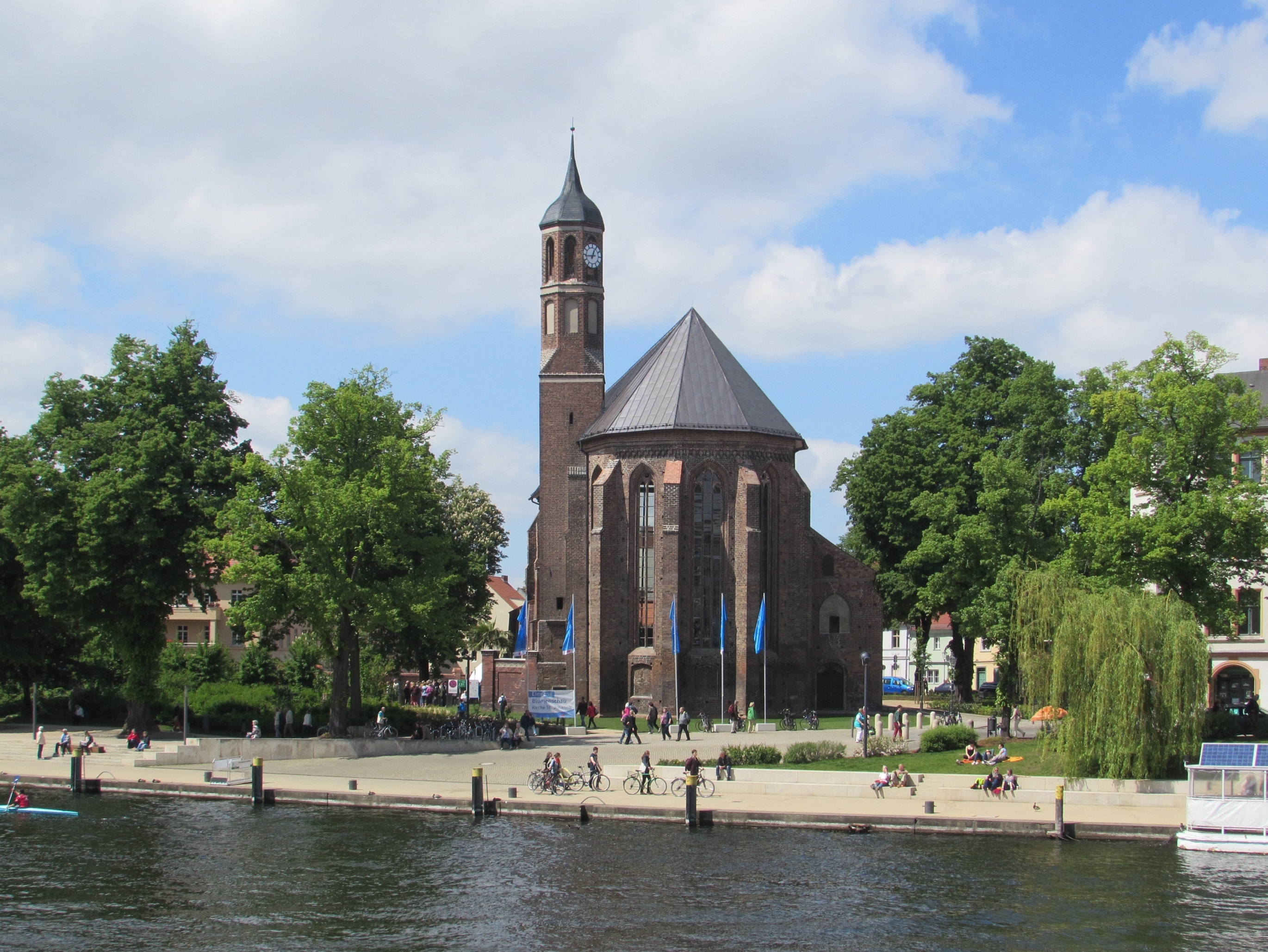
St. Johannis während der BUGA 2015

### Gegenwart seit 1990
1990 wurden bei der ersten freien Wahl nach der politischen Wende in der DDR der SPD-Politiker Helmut Schliesing zum Oberbürgermeister gewählt. Nach der deutschen Wiedervereinigung übernahm die Treuhandanstalt die Privatisierung, Verkleinerung oder Schließung vieler Volkseigener Betriebe (VEB) in Brandenburg. Dies ging mit einer ausgeprägten Deindustrialisierung einher. Die Einwohnerzahl sank, die Arbeitslosenquote stieg bis 2005 weit über den bundesdeutschen Schnitt.
Am 25. Mai 2009 erhielt die Stadt den von der Bundesregierung verliehenen Titel „Ort der Vielfalt“.
Im Jahr 2015 war Brandenburg an der Havel einer der Austragungsorte der Bundesgartenschau 2015. Durch Förderprogramme und Sanierungsmaßnahmen im Stadtumbau wurden bis 2016 zahlreiche Gebäude neugestaltet oder instand gesetzt.

## Bevölkerung

### Bevölkerungsentwicklung
Die beiden Städte Brandenburg (Altstadt und Neustadt) hatten im Mittelalter bereits einige tausend Einwohner. Die Bevölkerungszahl wuchs nur langsam, ging allerdings durch die zahlreichen Kriege, Seuchen und Hungersnöte immer wieder zurück. Bis in das Jahr 1600 stieg sie auf rund 10.000, sank aber durch die Auswirkungen des Dreißigjährigen Krieges bis 1648 auf nur noch 3.000 Bewohner. Erst im Jahre 1715 wurde der Vorkriegsstand wieder erreicht. Mit dem Beginn der Industrialisierung im 19. Jahrhundert wuchs die Bevölkerung der Stadt sehr schnell. 1818 lebten lediglich 12.800 Menschen in der Stadt und im Verlauf des 19. Jahrhunderts besiedelten deutlich mehr Menschen die Kleinstadt. Seit jener Zeit lebten dort rund 50.000 Einwohner. Durch die Folgen des Zweiten Weltkriegs verlor die Stadt 18 Prozent ihrer Einwohner, und damit rund 15.000 Personen. Die Einwohnerzahl sank von 84.000 im Jahre 1939 auf ca. 69.000 im Dezember 1945. Im Jahr 1952 lebten in der Stadt wieder so viele Menschen, wie einst vor dem Krieg.
Bis 1988 stieg die Bevölkerungszahl der Stadt Brandenburg auf ihren historischen Höchststand von rund 95.000. Nach 1989 sank die Einwohnerzahl jedoch wieder stark. Seit der politischen Wende in der DDR im Jahr 1989 kam es zu einem Rückschritt in der Bevölkerungsentwicklung, denn die Wasserstadt verlor durch Abwanderung und Geburtenrückgang bis Ende 2013 etwa 24 Prozent ihrer Bewohner (über 22.000 Personen). Ab 2014 konnte dieser Trend umgekehrt werden, die Einwohnerzahl stabilisierte sich bei gut 71.000 und nahm sogar wieder zu.
Die folgende Übersicht zeigt die Einwohnerzahlen nach dem jeweiligen Gebietsstand. Bis 1830 handelt es sich meist um Schätzungen, danach um Volkszählungsergebnisse (¹) oder amtliche Fortschreibungen der Staatlichen Zentralverwaltung für Statistik der DDR (bis 1990), des Landesamtes (1991–2000) bzw. Landesbetriebes für Statistik und Datenverarbeitung Brandenburg (2001–2006) und des Amtes für Statistik Berlin-Brandenburg (ab 2006). Die Angaben beziehen sich ab 1871 auf die „ortsanwesende Bevölkerung“, ab 1925 auf die Wohnbevölkerung und seit 1966 auf die „Bevölkerung am Ort der Hauptwohnung“. Vor 1871 wurde die Einwohnerzahl nach uneinheitlichen Erhebungsverfahren ermittelt.
Die Daten wurden ab 2011 auf Basis des Zensus 2011, ab 2022 auf Basis des Zensus 2022 errechnet.
(Quelle: Volkszählungsergebnis)
| Jahr             | Einwohner |
| ---------------- | --------- |
| 1600             | 10.000    |
| 1648             | 03.000    |
| 1715             | 11.000    |
| 1818             | 12.800    |
| 1830             | 13.538    |
| 1. Dezember 1840 | 14.395    |
| 3. Dezember 1855 | 21.058    |
| 1. Dezember 1858 | 21.619    |
| 3. Dezember 1864 | 26.100    |
| 3. Dezember 1867 | 25.500    |
| 1. Dezember 1871 | 25.828    |
| 1. Dezember 1875 | 27.776    |
| 1. Dezember 1880 | 29.066    |
| 1. Dezember 1885 | 33.129    |
| 1. Dezember 1890 | 38.212    |

| Jahr              | Einwohner |
| ----------------- | --------- |
| 2. Dezember 1895  | 42.690    |
| 1. Dezember 1900  | 49.250    |
| 1. Dezember 1905  | 51.239    |
| 1. Dezember 1910  | 54.002    |
| 1. Dezember 1916  | 48.039    |
| 5. Dezember 1917  | 49.565    |
| 8. Oktober 1919   | 52.972    |
| 16. Juni 1925     | 59.748    |
| 16. Juni 1933     | 64.190    |
| 17. Mai 1939      | 79.052    |
| 1. Dezember 1945  | 68.927    |
| 29. Oktober 1946  | 70.632    |
| 31. August 1950   | 82.215    |
| 31. Dezember 1955 | 87.143    |
| 31. Dezember 1960 | 86.722    |

| Jahr              | Einwohner |
| ----------------- | --------- |
| 31. Dezember 1964 | 89.697    |
| 1. Januar 1971    | 93.983    |
| 31. Dezember 1975 | 93.765    |
| 31. Dezember 1981 | 94.680    |
| 31. Dezember 1985 | 94.862    |
| 31. Dezember 1988 | 94.872    |
| 31. Dezember 1989 | 93.441    |
| 31. Dezember 1990 | 89.889    |
| 31. Dezember 1995 | 85.994    |
| 31. Dezember 2000 | 77.516    |
| 31. Dezember 2005 | 74.129    |
| 31. Dezember 2006 | 73.475    |
| 31. Dezember 2007 | 72.954    |
| 31. Dezember 2008 | 72.516    |
| 31. Dezember 2009 | 72.264    |
| 31. Dezember 2010 | 71.778    |

| Jahr              | Einwohner |
| ----------------- | --------- |
| 9. Mai 2011       | 71.569    |
| 31. Dezember 2011 | 71.381    |
| 31. Dezember 2012 | 71.149    |
| 31. Dezember 2013 | 71.032    |
| 31. Dezember 2014 | 71.032    |
| 31. Dezember 2015 | 71.574    |
| 31. Dezember 2016 | 71.664    |
| 31. Dezember 2017 | 71.886    |
| 31. Dezember 2018 | 72.124    |
| 31. Dezember 2019 | 72.184    |
| 31. Dezember 2020 | 72.040    |
| 31. Dezember 2021 | 72.461    |
| 31. Dezember 2022 | 73.612    |
| 31. Dezember 2023 | 73.939    |
| 31. Dezember 2024 | 74.113    |

### Konfessionsstatistik
Wie in weiten Teilen des Bundeslandes ist auch in Brandenburg an der Havel die Mehrheit der Bevölkerung konfessionslos. Gemäß dem Zensus 2022 waren (15. Mai 2022) 7,8 % der Einwohner evangelisch, 2,7 % katholisch und 89,5 % waren konfessionslos, gehörten einer anderen Glaubensgemeinschaft an oder machten keine Angabe.

## Politik

### Stadtverordnetenversammlung
| Wahl zur Stadtverordnetenversammlung 2024Wahlbeteiligung: 58,0 % 3020100 23,823,618,79,58,97,25,02,80,6 AfDCDUSPDBVB/FWGrüneLinkeBSWFDPEinzel- bewerberGewinne und Verlusteim Vergleich zu 2019 %p 10 8 6 4 2 0 −2 −4 −6+9,6−3,1+1,8−1,3−4,9−5,8+5,0−1,7+0,6AfDCDUSPDBVB/FWGrüneLinkeBSWFDPEinzel- bewerber | Sitzverteilung in der Stadtverordnetenversammlung von Brandenburg 2024Insgesamt 46 Sitze - Linke: 3 - BSW: 2 - SPD: 9 - Grüne: 4 - BVB/FW: 5 - FDP: 1 - CDU: 11 - AfD: 11 |

Die Stadtverordnetenversammlung hat 46 Mitglieder. Die Amtsperiode der Stadtverordnetenversammlung beträgt fünf Jahre. Per Gesetz hat die neue Versammlung spätestens am 30. Tag nach der Wahl zusammenzutreten.
| Partei oder Wahlbündnis                        | Sitze |
| ---------------------------------------------- | ----- |
| CDU                                            | 11    |
| Alternative für Deutschland                    | 11    |
| SPD                                            | 09    |
| BVB/Freie Wähler/Gartenfreunde                 | 05    |
| Bündnis 90/Die Grünen                          | 04    |
| Die Linke                                      | 03    |
| Bürger für Frieden, Vernunft und Gerechtigkeit | 02    |
| FDP                                            | 01    |
| Gesamt                                         | 46    |

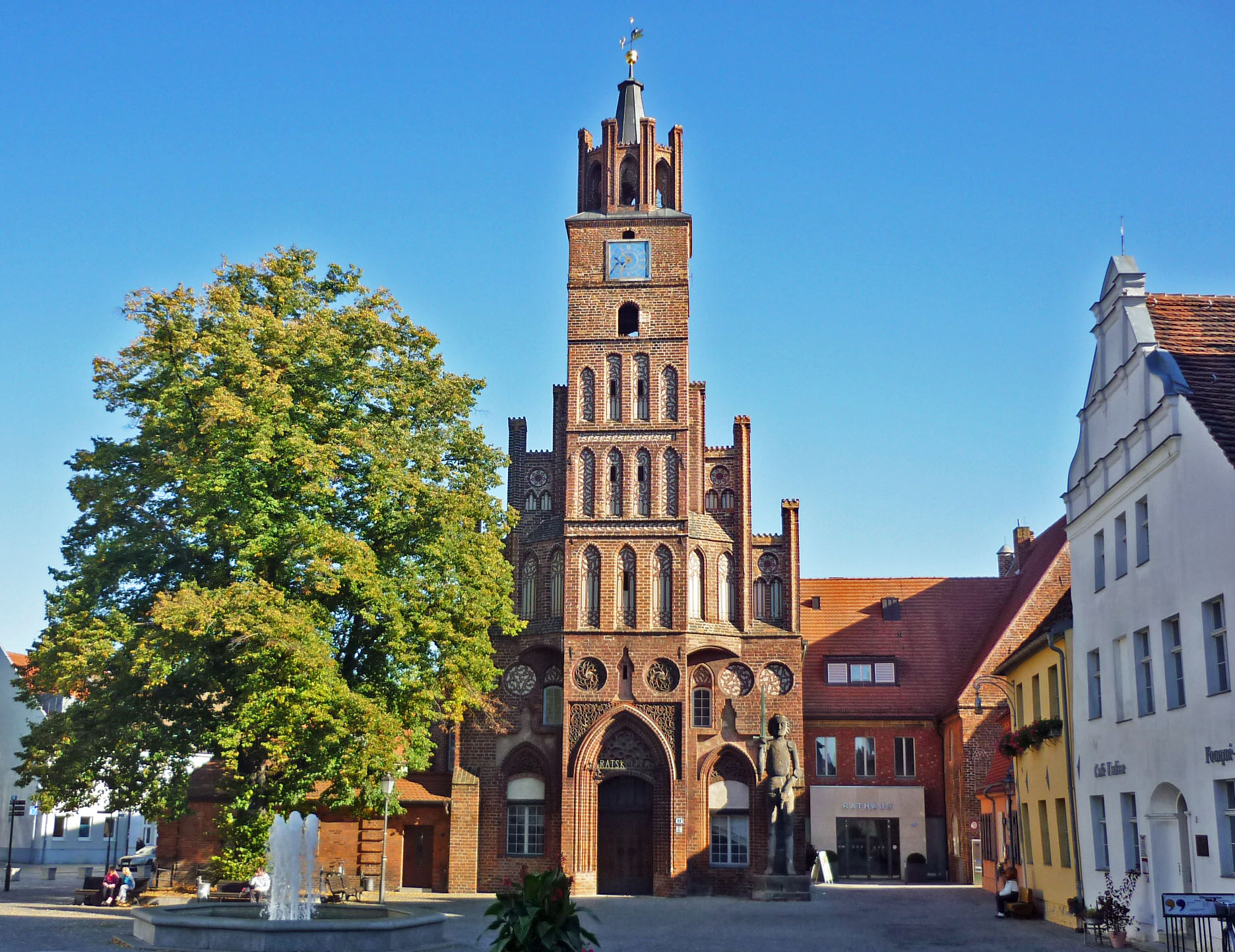
Das Altstädtische Rathaus der Stadt Brandenburg an der Havel, Sitz des Oberbürgermeisters

Alle zur Wahl angetretenen Listen (Parteien, Wählervereinigungen, politischen Vereinigungen und Listenverbindungen) haben jeweils eine eigene Fraktion gegründet.

### Bürgermeister
Oberbürgermeister ist seit dem 2. März 2018 Steffen Scheller (CDU), der nach dem Ausscheiden der vorherigen Oberbürgermeisterin Dietlind Tiemann (CDU) bereits seit 2017 als Bürgermeister die Stadt führte. Er wurde am 28. Februar 2018 mit 66,6 Prozent der gültigen Stimmen für eine Amtsperiode von acht Jahren gewählt. Er ist zugleich Mitglied der Stadtverordnetenversammlung.

### Städtepartnerschaften
Die Stadt Brandenburg an der Havel unterhält vier Städtepartnerschaften:
- Ivry-sur-Seine, Frankreich, seit 1963
- Kaiserslautern, Deutschland, seit 1988
- Magnitogorsk, Russland, seit 1989
- Ballerup Kommune, Dänemark, seit 2017

### Hoheitszeichen

Wappen
Hissflagge
Bannerflagge

Die Stadt Brandenburg an der Havel führt ein Siegel, ein Wappen sowie eine Hiss- und eine Bannerflagge.
Im Jahr 1990 wählte die Stadt wieder das historische Doppelwappen, das am 13. März 1995 offiziell genehmigt wurde. Es handelt sich dabei um ein Doppelwappen aus den historischen Wappen der Altstadt und der Neustadt. Das Altstadtwappen befindet sich dabei in der Draufsicht links, heraldisch rechts. Das Wappen der Altstadt zeigt dabei auf weißem, in der Blasonierung silbernem Grund eine rote Burg. Das Burgtor ist mit aufgezogenem goldenen Fallgitter schwarz. Die vier bezinnten Türme der Burg sind mit grünen spitzen Dächern versehen. Die Spitzen der Dächer sind goldbeknauft. Die beiden mittleren Türme sind jeweils mit einem silbernen Schild belegt. Im heraldisch rechten, in der Draufsicht linken Schild befindet sich ein schwarzer (preußischer), im linken Schild ein roter (brandenburgischer), schwarz tingierter Adler. Im Wappen der Neustadt befindet sich auf silbernem Grund ebenfalls eine rote Burg. Diese besitzt eine Zinnenmauer und fünf bezinnte Türme unterschiedlicher Größe. Die Spitzdächer sind blau gedeckt und auf den Spitzen ebenfalls goldbeknauft. Im offenen Torbogen steht auf schwarzem Hintergrund ein silberner Bewaffneter mit einem geschulterten Schwert in der Rechten und einen aufgestellten silbernen Spitzschild mit der Linken haltend. Im Schild befindet sich ein roter Adler. Das Wappen ist ein Allianzwappen und soll die Vereinigung der Alt- und der Neustadt im Jahr 1715 verdeutlichen.
Von 1950 bis 1990 führte die Stadt ein Wappen, das über einer vereinfacht dargestellten roten Stadtsilhouette bis zum Schildhaupt zwei Paare roter Schornsteine zeigt, aus denen nach heraldisch links, in der Draufsicht rechts schwarzer Rauch zieht. Der Schildfuß war blau-weiß-grün gewellt.

### Wahlspruch
Einen offiziellen Wahlspruch Brandenburgs gibt es nicht. Allerdings wurde die Phrase „In trinitate robur“ als Mosaik unterhalb der Bismarckwarte/Friedenswarte eingelassen. Im Allgemeinen wird dieser Wahlspruch dem gleichlautenden Bismarckschen Motto zugeschrieben, das frei übersetzt lautet: „Meine Kraft in dem dreieinigen Gott“. Die Erklärung ist plausibel, widerspricht jedoch nicht grundsätzlich der ebenfalls verbreiteten Deutung, das Motto beziehe sich auf die Vereinigung der ehemaligen Dreistadt Brandenburg (Altstadt, Neustadt, Dom) in den Jahren 1715 und 1928. Dessen ungeachtet wird unter den Inschriften der Bismarckwarte eine weitere inoffizielle Devise genannt, die bis in die Gegenwart präsent ist und auch immer wieder bei offiziellen Anlässen Verwendung findet: „Hie guet Brandenburg allewege“, auch im gleichnamigen Marsch. Diese Phrase entstammt wohl einer Landsknechtsparole aus der Epoche der Konsolidierung der Herrschaft der Hohenzollern in der Mark Brandenburg. Es ist nicht sicher geklärt, ob die Stadt oder die Mark gemeint war. Möglicherweise wurde dieser Wahlspruch je nach Erfordernis gebraucht. Als Logo verwendet die Stadtverwaltung die Wortmarke „Stadt Brandenburg. Leben an der Havel“, wobei das Wort „Leben“ je nach Kontext ausgetauscht werden kann, z. B. durch „Willkommen“, „Bildung“, „Umweltbewusst“ o. Ä.

### Behörden
Die Stadt ist Dienstsitz der Generalstaatsanwaltschaft des Landes Brandenburg, der Zentralen Zulagenstelle für Altersvermögen (ZfA) der Deutschen Rentenversicherung Bund sowie des Brandenburgischen Oberlandes- und des Arbeitsgerichtes Brandenburg an der Havel. Die Justizvollzugsanstalt ist im Stadtteil Görden.
Zum 1. Januar 2021 ist das Bundesamt für Auswärtige Angelegenheiten in Brandenburg an der Havel eingerichtet worden.
Mit dem Dienstort Brandenburg (ehemals Wasserstraßen- und Schifffahrtsamt Brandenburg) des Wasserstraßen- und Schifffahrtsamtes Spree-Havel (WSA) ist eine Bundesunterbehörde schon länger in der Stadt angesiedelt.

## Wirtschaft

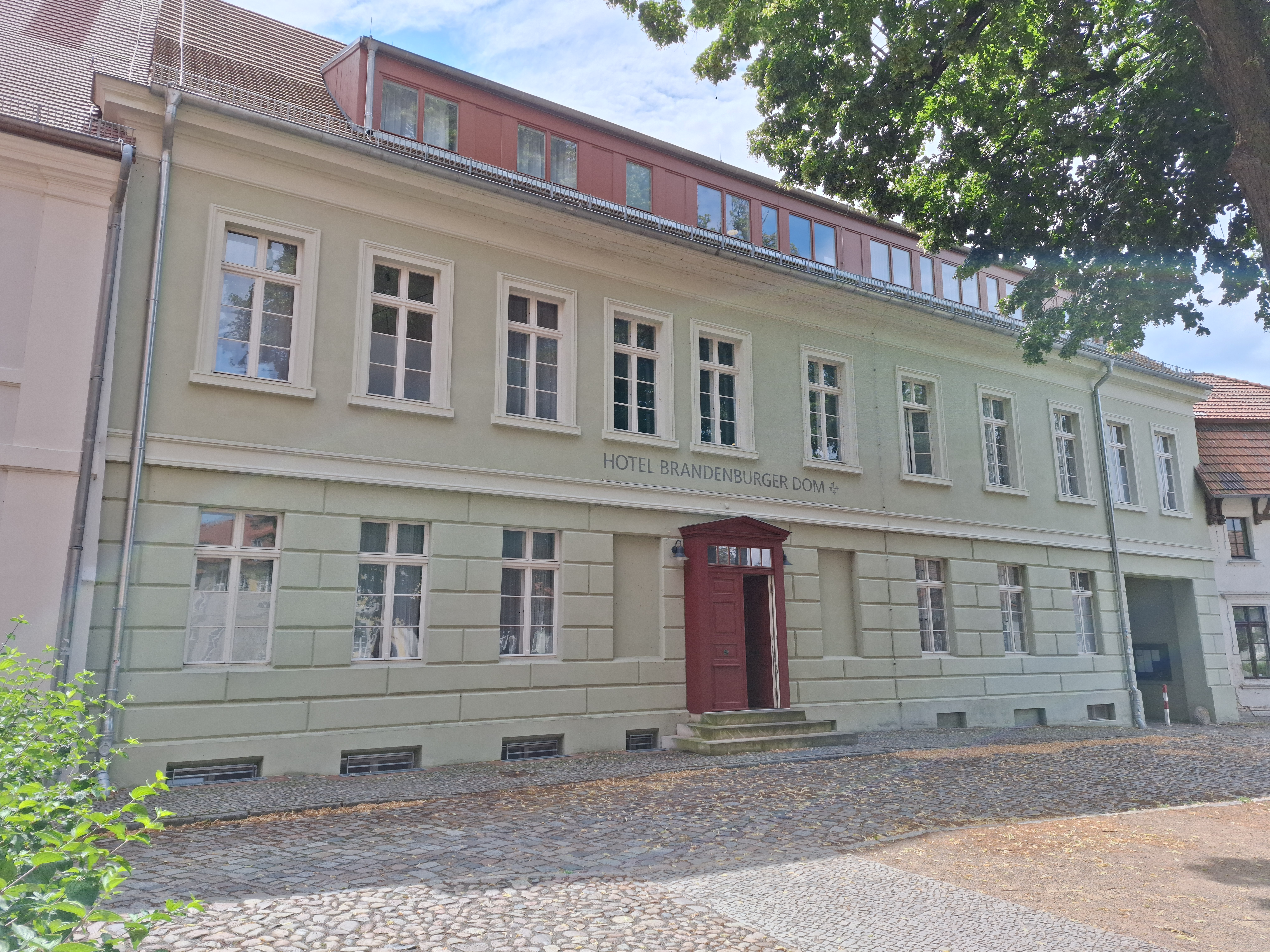
Hotel Brandenburger Dom

Im Jahre 2016 erwirtschaftete Brandenburg an der Havel innerhalb seiner Stadtgrenzen ein Bruttoinlandsprodukt von 2,16 Milliarden Euro. Das BIP pro Kopf lag im selben Jahr bei 30.164 Euro pro Kopf (Brandenburg: 26.887 Euro, Deutschland 38.180 Euro) und damit unter dem nationalen Durchschnitt. Das BIP je Erwerbsperson betrug 56.222 Euro. In der Stadt waren 2016 etwa 38.400 Erwerbstätige beschäftigt. Die Arbeitslosenquote lag im Dezember 2018 bei 8,1 % und damit über dem Durchschnitt von Brandenburg von 5,9 %.
Zwischen 1898 und 1933 war Brandenburg Sitz der Industrie- und Handelskammer Brandenburg an der Havel. Die Stadt war bis zum Ende der DDR 1990 in erster Linie ein Standort der Schwerindustrie. Das Stahl- und Walzwerk war wichtigster und größter Arbeitgeber. Infolge der weitgehenden Deindustrialisierung ab 1990 sind nur ein Elektrostahlwerk und ein Getriebewerk (s. u.) erhalten geblieben. Die ehemaligen Werke der Reichsbahn in Kirchmöser sind heute Unternehmen der Bahntechnik. Aus dem Stahlwerk wurde der SWB Gewerbe- und Industriepark. Seit den 1990er Jahren befindet sich eine Nebenstelle der IHK Potsdam im historischen Kammergebäude. Der Wirtschaftsstandort ist einer von 15 Regionalen Wachstumskernen im Land Brandenburg. Dadurch werden ausgewählte zukunftsorientierte Branchen gefördert.

### Arbeitgeber

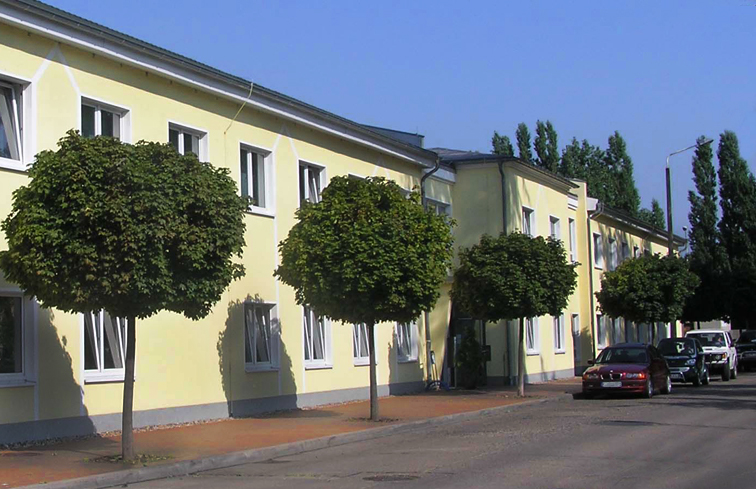
Sitz der Brandenburger Bank

Wichtige Wirtschaftszweige und Arbeitgeber in der Stadt sind die Stahlindustrie mit dem Elektrostahlwerk des Riva-Konzerns, der Maschinenbau unter anderem mit der ZF Friedrichshafen und der Heidelberger Druckmaschinen AG, Eisenbahnausrüstungen unter anderem durch die RAIL.ONE GmbH Pfleiderer track systems im Ortsteil Kirchmöser und die Energieversorgung durch die Stadtwerke Brandenburg und e.on. Hauptträger des kommunalen Wohnungsbaus ist die wobra Wohnungsbaugesellschaft der Stadt Brandenburg an der Havel mbH. Brandenburg an der Havel ist Sitz der Telekommunikationsfirmen RFT Kabel Brandenburg GmbH und RFT elkom Brandenburg GmbH. Im Zuge der Errichtung der Tesla-Automobilfabrik in Grünheide wurde die Tesla Manufacturing Brandenburg SE gegründet, die ihren Sitz in der Stadt Brandenburg hat. Die Brandenburger Bank Volksbank-Raiffeisenbank eG hat ihren Sitz ebenfalls in der Stadt.

### Medizinische Einrichtungen

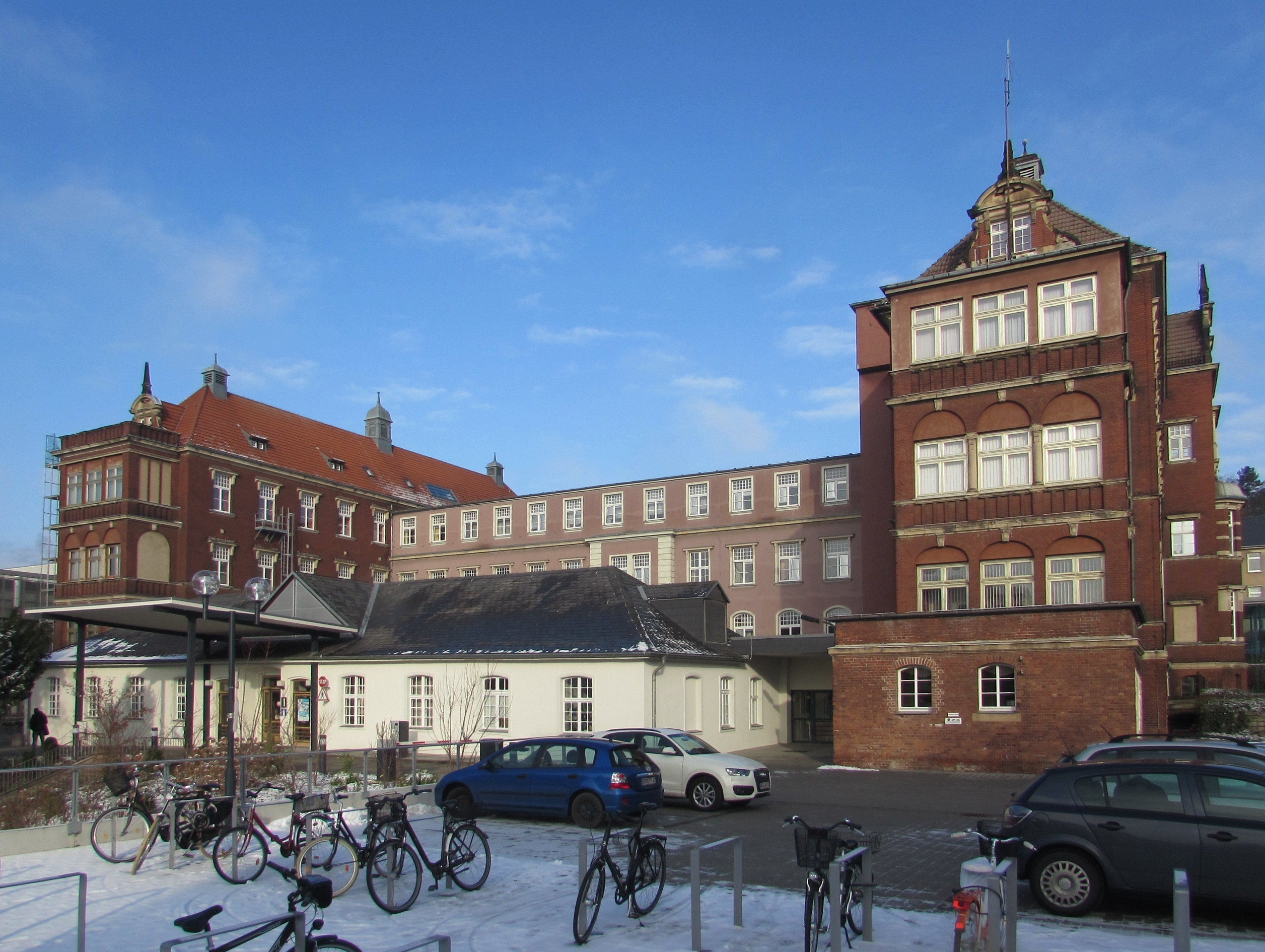
Hauptgebäude des Universitätsklinikums Brandenburg an der Havel

In Brandenburg gibt es vier Krankenhäuser. Das Universitätsklinikum Brandenburg an der Havel als größte medizinische Einrichtung der Region ist ein Krankenhaus der Schwerpunktversorgung. Es wurde am 1. Juli 1901 am Fuße des Marienbergs in der Altstadt eröffnet. Das Hauptgebäude wurde vom Berliner Baurat Heino Schmieden im Stile der norddeutschen Neo-Renaissance errichtet. Es ist eines der vier Hochschulkrankenhäuser der Medizinischen Hochschule Brandenburg.
Das Asklepios Fachklinikum Brandenburg ist eine neurologische und psychiatrische Fachklinik im Stadtteil Görden. Errichtet wurde sie 1911 bis 1915. Heute befindet sich im Fachklinikum unter anderem die Klinik für Forensische Psychiatrie, der sogenannte Maßregelvollzug Brandenburg/Havel, in dem psychisch kranke Straftäter behandelt werden.
Die katholisch-konfessionelle Caritas-Klinik Sankt-Marien-Krankenhaus, ebenfalls unterhalb des Marienbergs gelegen, ist ein geriatrisches Spezialkrankenhaus.
Im Jahr 2000 kam die Reha-Klinik Hohenstücken als neurologisches Rehabilitationszentrum für Kinder und Jugendliche hinzu. Sie wurde zunächst von der Helios-Gruppe betrieben und 2018 an die Vamed-Gruppe übergeben. Am 29. Mai 2024 beschloss die Stadtverordnetenversammlung die Gründung einer städtischen „Rehaklinik Brandenburg an der Havel GmbH“ als Tochterfirma des Uniklinikums, um den Betrieb der Reha-Klinik Hohenstücken zu übernehmen. Der darauf folgende Vergaberechtsstreit ging zunächst zugunsten der Vamed-Gruppe aus.

### Medien
Einzige lokale Tageszeitung ist die in Potsdam erscheinende Märkische Allgemeine Zeitung mit einem Lokalteil für Brandenburg, deren Lokal-Redaktion ihren Sitz in der Stadt hat. Seit 1995 gibt es das Brandenburger Wochenblatt, ein Anzeigenblatt des Märkischen Verlags- und Druckhauses, das auflagengeprüft ist und sonntags erscheint.
Mit dem SKB Stadtfernsehen gab es von 1996 bis 2022 einen privaten lokalen Fernsehsender, der über Kabel und Internet verbreitet wurde. Weiterhin gibt es in der Stadt seit 1998 das Online-Nachrichtenportal Meetingpoint Brandenburg.

## Infrastruktur

### Schienenverkehr

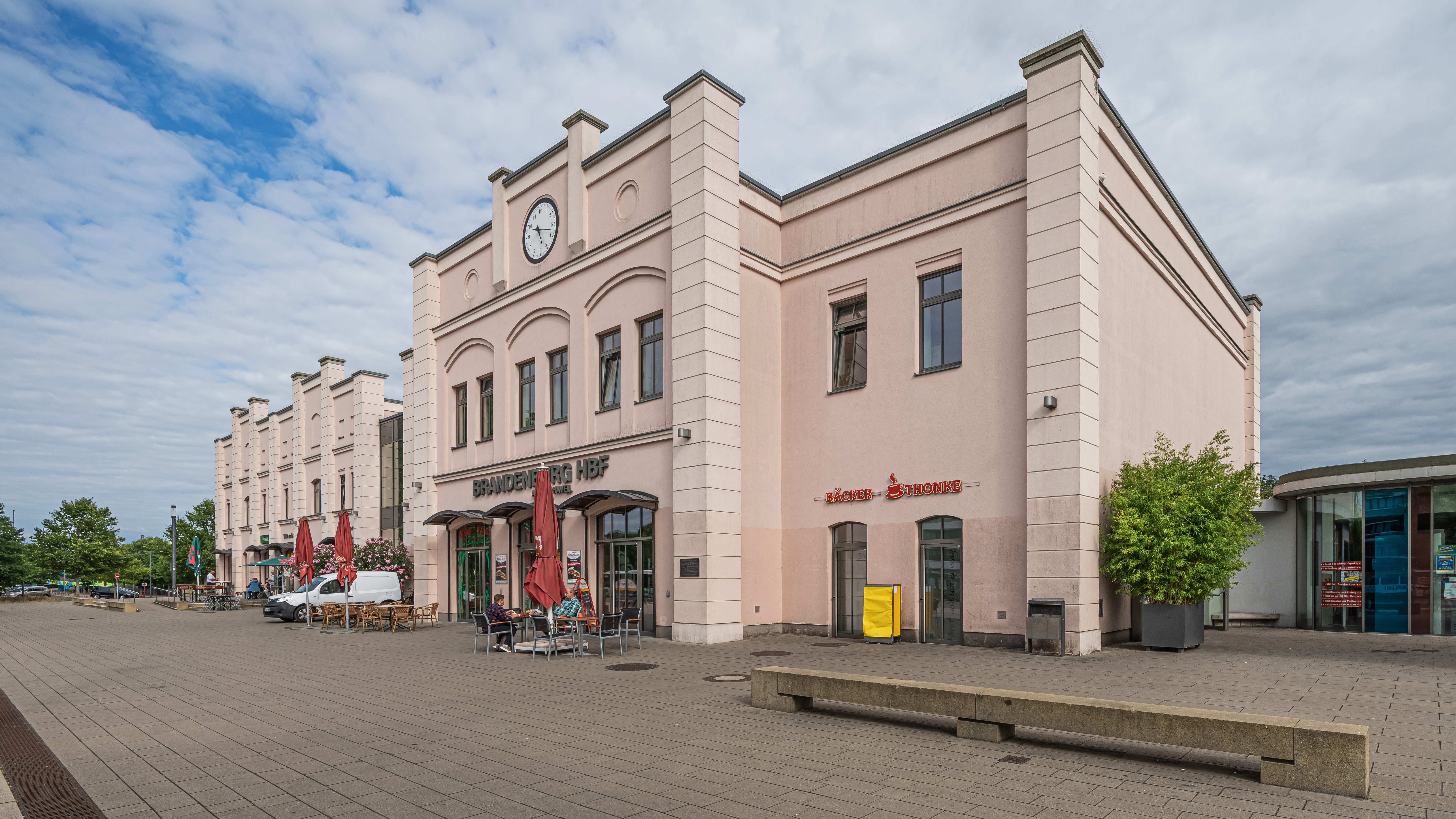
Hauptbahnhof Brandenburg

Brandenburg erhielt 1846 durch den Bau der Bahnstrecke Berlin–Magdeburg der Berlin-Potsdam-Magdeburger Eisenbahngesellschaft Eisenbahnanschluss. 1901 erhielt die Stadt zusätzlich Anschluss an die Westhavelländischen Kreisbahnen. Vom Bahnhof Brandenburg Krakauer Tor führte eine Strecke nach Nauen-Röthehof, ab 1904 eine zweite vom Bahnhof Brandenburg-Altstadt nach Roskow. Die Brandenburgische Städtebahn wurde 1904 eröffnet. Deren Bahnhof Brandenburg Neustadt befand sich unmittelbar neben dem Brandenburger Hauptbahnhof und verschmolz später mit diesem. Die Städtebahn führte von Treuenbrietzen über Belzig, Brandenburg (Havel), Rathenow nach Neustadt (Dosse). Während die Kreisbahnen nach 1945 abgebaut wurden, ist letztgenannte Strecke zwischen Brandenburg und Rathenow heute noch in Betrieb. Sie wird seit Dezember 2011 von der ODEG bedient.
Brandenburg Hauptbahnhof wird seit Mitte der 1990er Jahre vom Regional-Express der Linie RE 1 auf der Strecke (Eisenhüttenstadt–)Frankfurt (Oder)–Berlin–Potsdam–Brandenburg bedient, der etwa alle 30 Minuten verkehrt, von dem jedoch nur jeder zweite an allen Unterwegsbahnhöfen hält. Jeder zweite Zug fährt über Brandenburg hinaus weiter in Richtung Genthin–Burg–Magdeburg. Der Fernverkehr ist im Gegensatz zu früheren Jahrzehnten eingeschränkt. 2014 hielt einmal täglich ein Intercity auf der Strecke Cottbus–Berlin–Potsdam–Magdeburg–Hannover–Emden Außenhafen in Brandenburg.
Gegenwärtig (Stand September 2018) wird der Brandenburger Hauptbahnhof noch von zwei überregionalen Eisenbahnverbindungen des nationalen und internationalen Fernverkehrs bedient. Es ist dies jeweils einmal täglich NJ 471 nach Zürich Hauptbahnhof sowie der Intercity-Express ICE 949 zwischen Berlin Ostbahnhof und Köln Hauptbahnhof.
Bahnhöfe

In Brandenburg gibt es seit der Stilllegung der Verbindung nach Belzig noch vier Bahnhöfe. Der größte ist der Hauptbahnhof Brandenburg im Süden der Neustadt an der Bahnstrecke Berlin–Magdeburg. In ihm zweigt eine Regionalbahnverbindung nach Rathenow ab. Diese Regionalbahnverbindung war ursprünglich in einem separaten Kopfbahnhof, dem Bahnhof Brandenburg Neustadt untergebracht, der in den Hauptbahnhof integriert wurde. Frühere Bezeichnungen waren Staatsbahnhof und Reichsbahnhof.

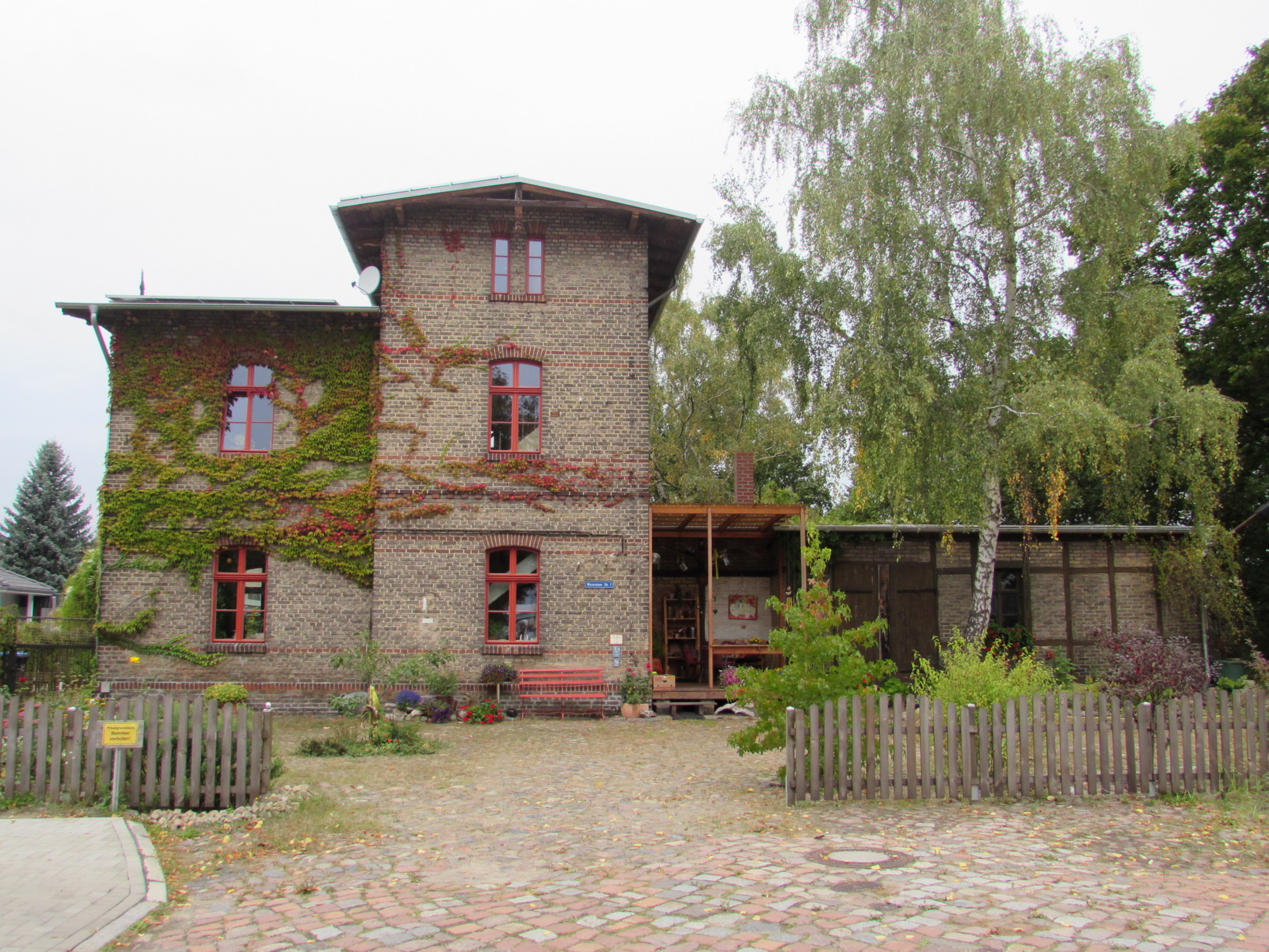
Baudenkmal Bahnhof Krakauer Tor

Der Bahnhof Brandenburg-Altstadt war ein bedeutender Güter- und Rangierbahnhof auf der Städtebahn. An ihm zweigten unter anderem die Züge zu den Westhavelländischen Kreisbahnen, zum Stahl- und Walzwerk und zum Hafen der Stadt ab. Mit dem Ende der Kreisbahnen und einer weitgehenden Deindustrialisierung der Stadt ging das Verkehrsaufkommen stark zurück. Seit der Sanierung der Regionalbahnstrecke nach Rathenow ist er in erster Linie Haltepunkt auf dieser Verbindung, besitzt als Güterbahnhof jedoch noch immer Bedeutung für die Häfen am Silokanal, das Elektrostahlwerk und weitere Industriebetriebe. Ein weiterer Haltepunkt an der Strecke nach Rathenow ist der Bahnhof Görden. Der regionale Bahnhof Kirchmöser liegt an der Strecke nach Magdeburg.
Ehemalige Bahnhöfe im Stadtgebiet waren der Bahnhof Brandenburg Krakauer Tor bzw. Dom Brandenburg als Kopfbahnhof der Westhavelländischen Kreisbahnen, der Bahnhof Brandenburg Silokanalbrücke ebenfalls an der Kreisbahn, der Bahnhof Bohnenland an der Strecke nach Rathenow und der Haltepunkt Göttin an der stillgelegten Strecke nach Bad Belzig.

### Individualverkehr

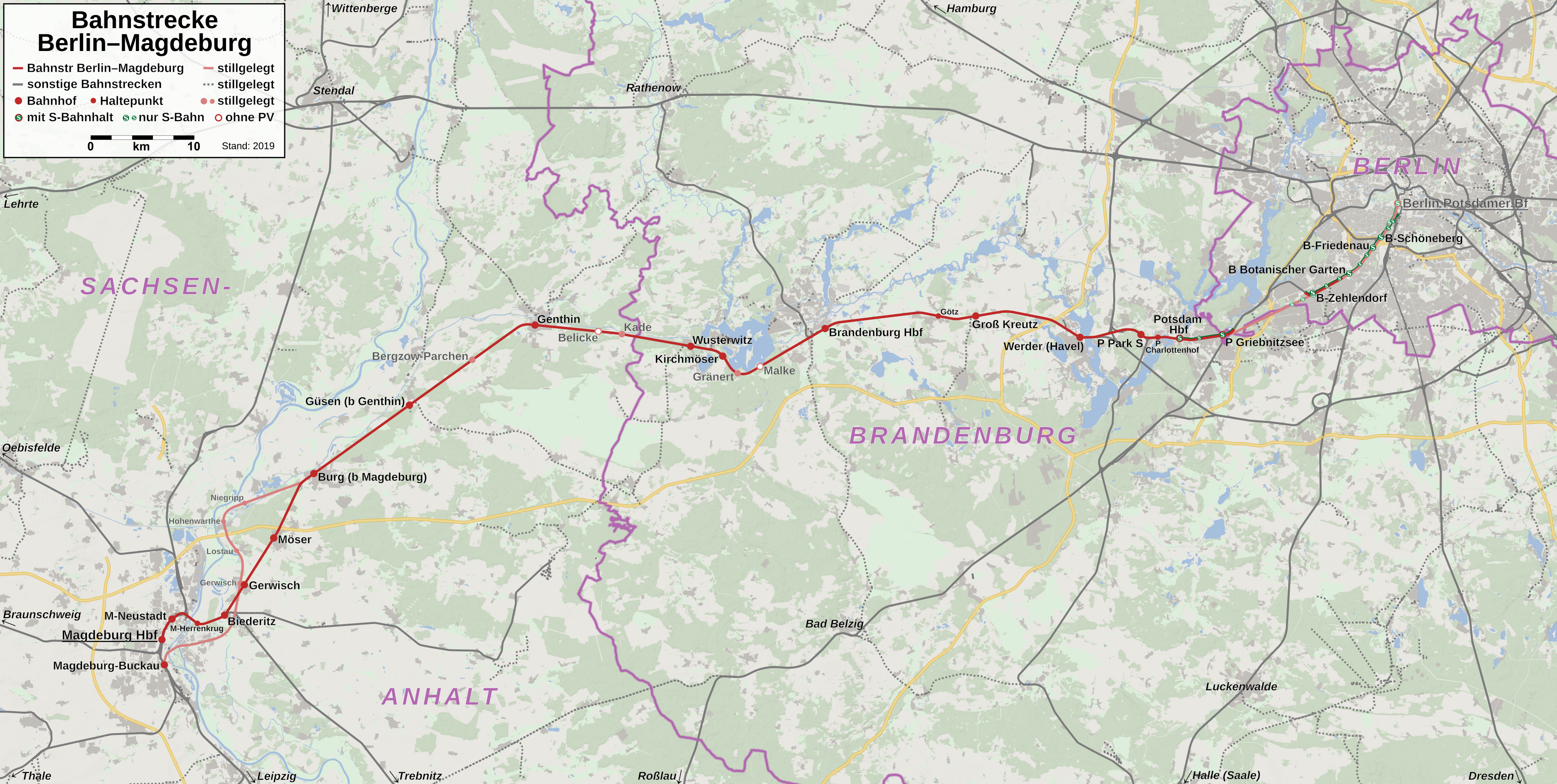
Die A2 (gelb) und die Bahnstrecke Berlin-Magdeburg (rot)

Brandenburg an der Havel wird südlich von der Bundesautobahn 2 tangiert. Die Entfernung zur Autobahn beträgt rund zehn Kilometer. In der Stadt ist der Schnittpunkt der Bundesstraßen B 1 und B 102. Außerdem führt die Deutsche Alleenstraße durch die Stadt.
Mitte des 19. Jahrhunderts wurde der Bahnhof südlich der Neustadt erbaut, worauf es zu einer städtebaulichen Ausweitung Brandenburgs in Richtung Süden kam. Über die Große Gartenstraße wurde vom Steintor aus der Bahnhof erreicht. Fast parallel dazu führte die Bauhofstraße, die bis 1891 als Sackgasse an der Havel endete. Da sich die Stadt auch nach Westen ausgedehnt hatte, war der Bau einer zweiten Havelbrücke notwendig geworden, die den Schleusenkanal und die Havel überspannte und auf der Altstädtischen Seite in die Luckenberger Straße mündet. Dadurch war seit dem Ende des 19. Jahrhunderts der Verkehr über die Lange Brücke, die zunehmend zum Nadelöhr wurde, entlastet worden. Ende der 1980er Jahre wurde dann zur weiteren Umgehung des Brandenburger Stadtzentrums der Bau einer neuen Havelbrücke in der Fortsetzung der Zanderstraße beschlossen. Sie führte zur Otto-Sidow-Straße und über diese zum Hauptbahnhof.

### Schiffs- und Fährverkehr
Über die Havel, den Silokanal und den Elbe-Havel-Kanal ist die Stadt für die Berufsschifffahrt an das Europäische Wasserstraßennetz angebunden. Sie verfügt über einige Häfen im Stadtgebiet am Silokanal sowie über einen weiteren Industriehafen im Ortsteil Kirchmöser (Plauer See (Brandenburg)). Der größte Hafen ist der Öffentliche Hafen am Silokanal auf dem Areal des SWB-Gewerbeparks mit 36.000 Quadratmetern, einem Tiefgang von 3,8 Metern, einer Kailänge von 400 Metern, einer Kranlast von 50 Tonnen und Liegeplätzen für sechs Gütermotorschiffe sowie einer Pier mit sieben Elektro- und drei Frischwasseranschlüssen. Daneben gibt es noch einige Wasserstraßen wie den Stadtkanal, der bis zur Fertigstellung des Silokanals von der Berufsschifffahrt genutzt wurde, die nur dem Freizeit- und Sportverkehr zur Verfügung stehen.

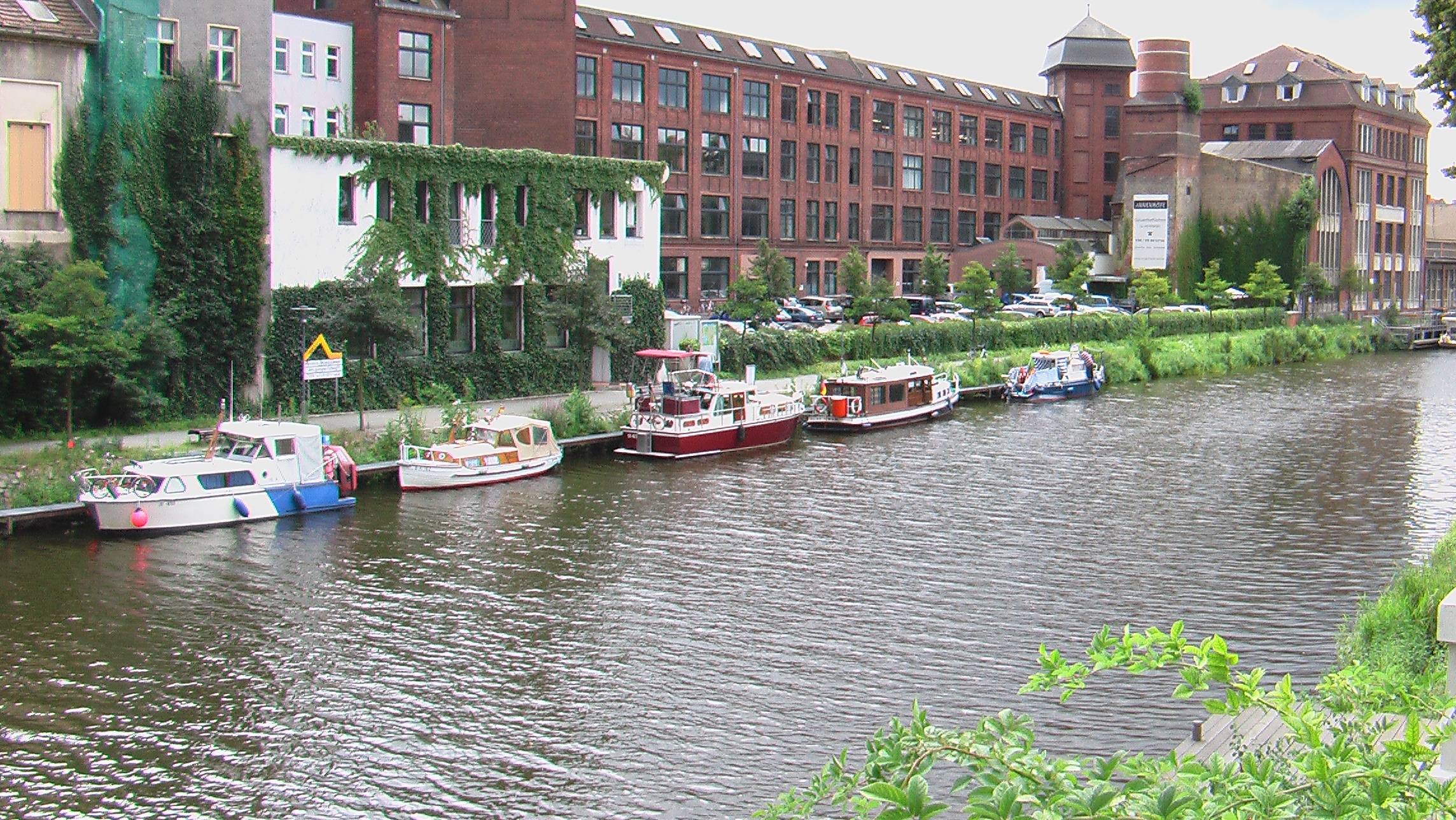
Der Stadtkanal in Brandenburg

Im Stadtgebiet gibt es drei Schleusenbauwerke. Die Stadtschleuse Brandenburg im Bereich des Stadtkanals heute als Sportbootschleuse und die Schleuse Brandenburg in erster Linie für die Berufsschifffahrt schleusen Schiffe über die im Mittelalter angelegten Mühlenstaue in der Stadt. Die Schleuse Plaue im Woltersdorfer Altkanal, dem östlichen Ende des vormaligen Plauer Kanals wurde mit dem Ausbau des Elbe-Havel-Kanals und der Errichtung des Schleuse Wusterwitz außer Betrieb genommen. Die Schleusenkammern sind noch gut erhalten, sodass eine Sanierung und Wiederinbetriebnahme für die Freizeitschifffahrt möglich wäre. Für die Kanalpassage würde es jedoch eines weiteren Schleusenbaus im Altkanal an einer zweiten Staustufe bedürfen.
Die Fähre Neuendorf ist eine Fährverbindung in der Stadt Brandenburg. Sie verbindet als Seilfähre das zur Stadt gehörende Dorf Neuendorf und den Wohnplatz Buhnenhaus über die Havel. Es handelt sich um eine nicht frei fahrende Autofähre, die an einem Stahlseil geführt ist.
Eine weitere Fährverbindung wird von der Nordstern Reederei betrieben. Diese Fährverbindung im Ausflugsverkehr verbindet die Stationen Salzhof in der Innenstadt mit dem Buhnenhaus an der Havelmündung in den Breitlingsee und der Malge am Südufer des Breitling. Eingesetzt wird das 1930 gebaute Schiff Anna. 2014 war die Frieda im Einsatz.

### Luftverkehr

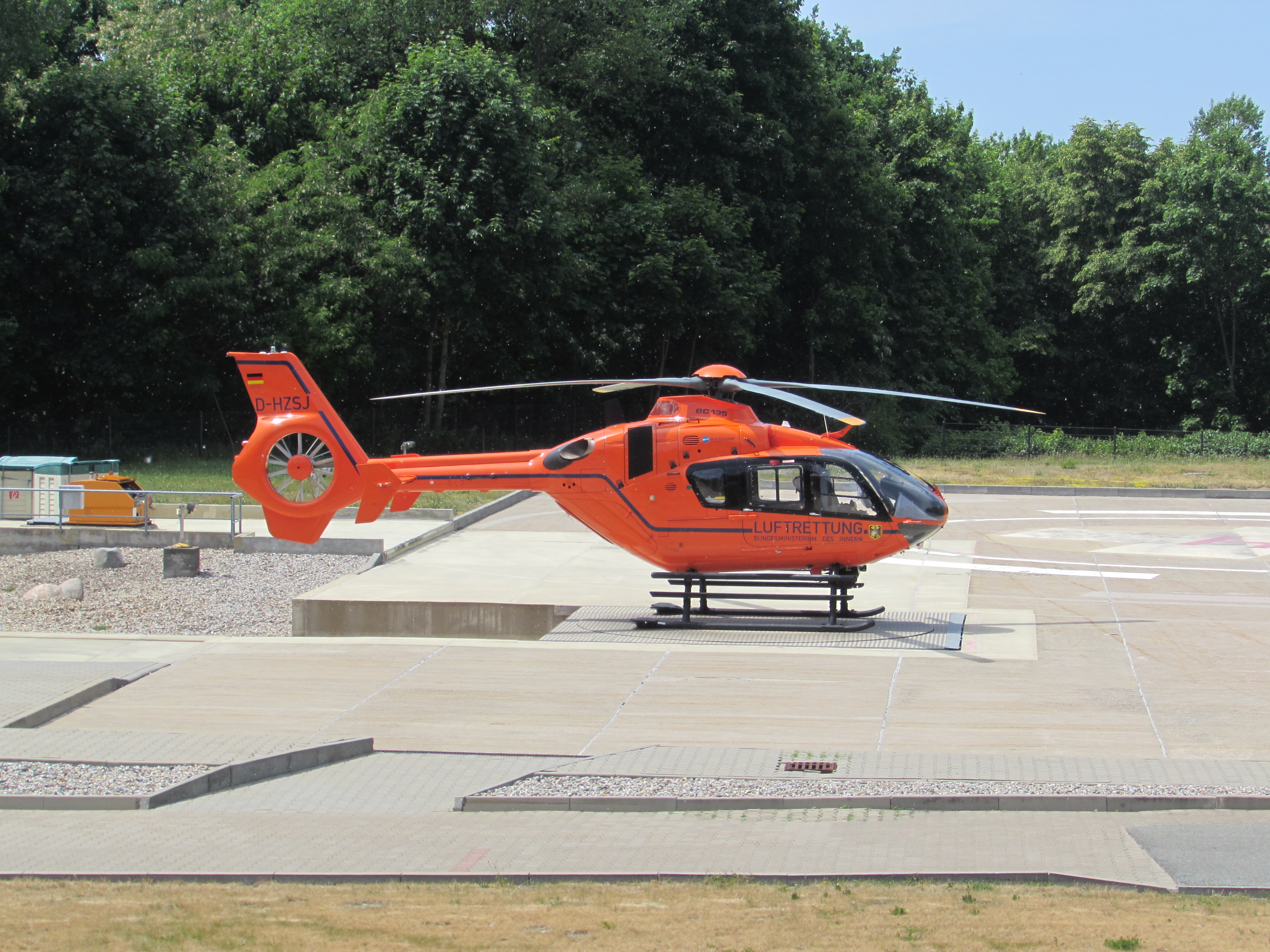
Rettungshubschrauber Christoph 35 am Start- und Landeplatz auf dem Marienberg

Im Osten der Stadt, auf der Gemarkung der Wüstung Stenow, östlich der Krakower Vorstadt beziehungsweise westlich des Ortsteils Klein-Kreutz befindet sich als Sonderlandeplatz der Flugplatz Brandenburg/Mühlenfeld (EDBE). Er dient vorrangig der Segelfliegerei. Im Westen zwischen dem Stadtteil Görden und dem Ortsteil Plaue nördlich der Bundesstraße 1 lag der ebenfalls als Sonderlandeplatz ausgewiesene Flugplatz Brandenburg-Briest (EDUB), der das Potential zum Regionalflughafen hatte. Es handelte sich dabei um einen seit 1914 genutzten Militärflugplatz, dessen militärische Nutzung jedoch Anfang der 1990er Jahre aufgegeben wurde. Bis 2009 stand er als Sonderlandeplatz der zivilen Luftfahrt zur Verfügung. Dann erfolgte die Entwidmung. Eine Wiederinbetriebnahme ist nicht mehr vorgesehen.
Noch während der DDR-Zeit wurde Brandenburg im Jahr 1990 Standort eines Rettungshubschraubers. Dieser war Teil des ersten flächendeckenden Netzes. Auf dem Marienberg wurde unmittelbar hinter dem Universitätsklinikum Brandenburg an der Havel auf dem Areal einer ehemaligen Rollschuhbahn bis zum September 1994 ein Flugplatz mit Hangarhalle eingerichtet. Auf ihm ist ein Eurocopter EC 135 als Rettungshubschrauber mit dem Rufnamen Christoph 35, Luftfahrzeugkennzeichen D-HZSK, stationiert. Der Rettungshubschrauber wird vom Bundesministerium des Innern betrieben.

### Innerstädtischer Nahverkehr

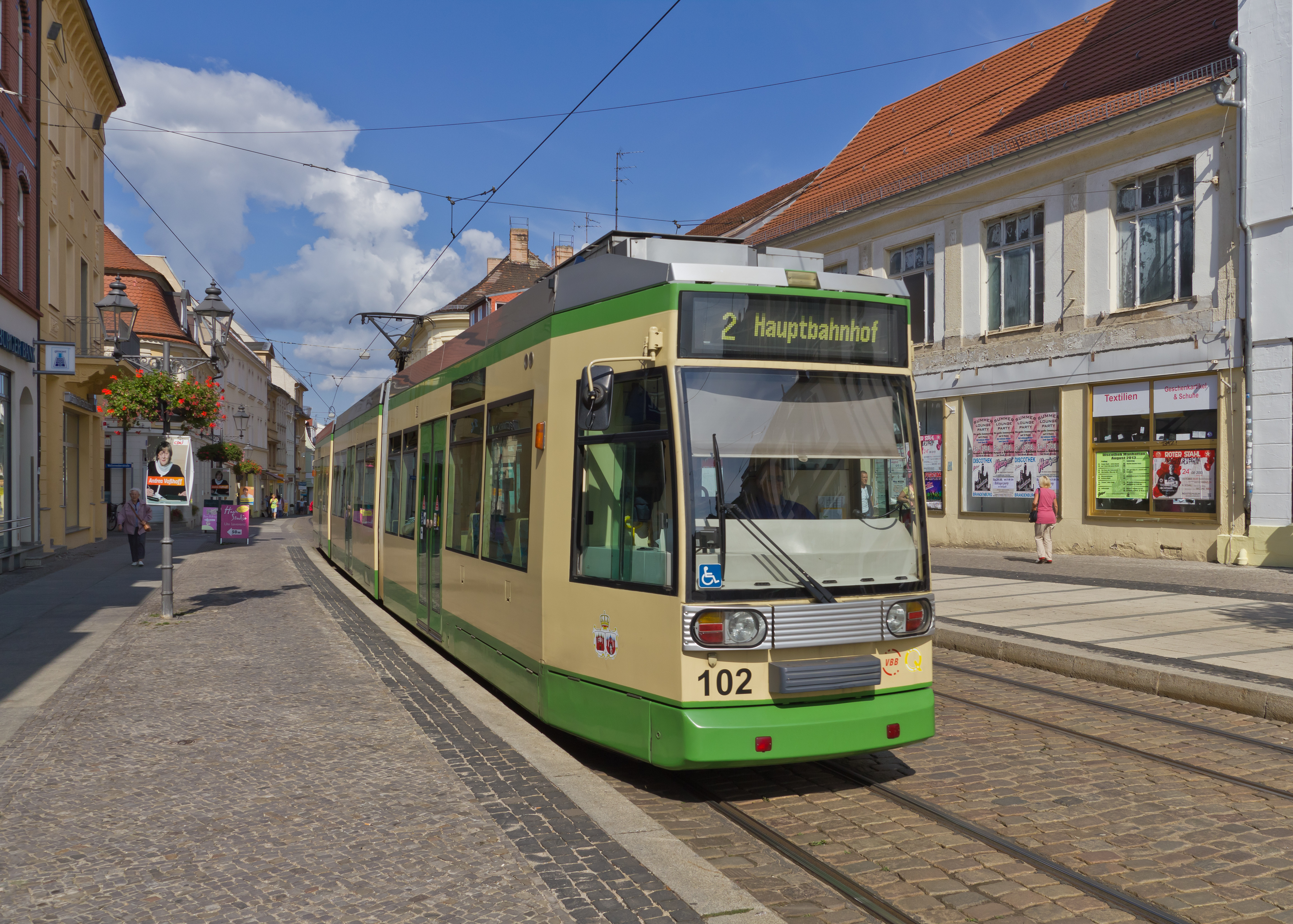
Straßenbahn in der Hauptstraße

Die Brandenburger Straßenbahn wurde 1897 als Pferdebahn eröffnet und 1911 auf elektrischen Betrieb umgestellt. Derzeit gibt es zwei Straßenbahnlinien, elf Buslinien sowie drei Nachtbuslinien.
Zwei Drittel der Fahrgäste nutzen die Straßenbahn, die eine Streckenlänge von 18,9 Kilometern aufweist und mit Gleisen in Meterspur betrieben wird. Die zwei Linien der Straßenbahn (1 und 6) beginnen alle am Hauptbahnhof. Aufgrund der Vollsperrung und des Abrisses der Brücke „20. Jahrestag“ werden die Linien 2 und 12 derzeit nicht bedient. Diese werden durch die Buslinie 2 ersetzt, welche von der Fontanestraße über den Hauptbahnhof bis zur Quenzbrücke verkehrt. Die Brücke am Altstädtischen Bahnhof wird seit 2024 neugebaut; nach deren Fertigstellung soll die Straßenbahn dann ab 2029 wieder bis zur Quenzbrücke verkehren können.
Der öffentliche Personennahverkehr wird unter anderem durch den PlusBus des Verkehrsverbund Berlin-Brandenburg erbracht. Folgende Verbindungen führen, betrieben von der Regiobus Potsdam-Mittelmark und Fritz Behrendt, ab Brandenburg:
- Linie 554: Brandenburg ↔ Götz ↔ Schenkenberg ↔ Damsdorf ↔ Lehnin
- Linie 581: Brandenburg ↔ Golzow ↔ Dippmannsdorf ↔ Bad Belzig
- Linie 645: Brandenburg ↔ Netzen ↔ Lehnin ↔ Fichtenwalde ↔ Beelitz-Heilstätten ↔ Beelitz

### Brücken

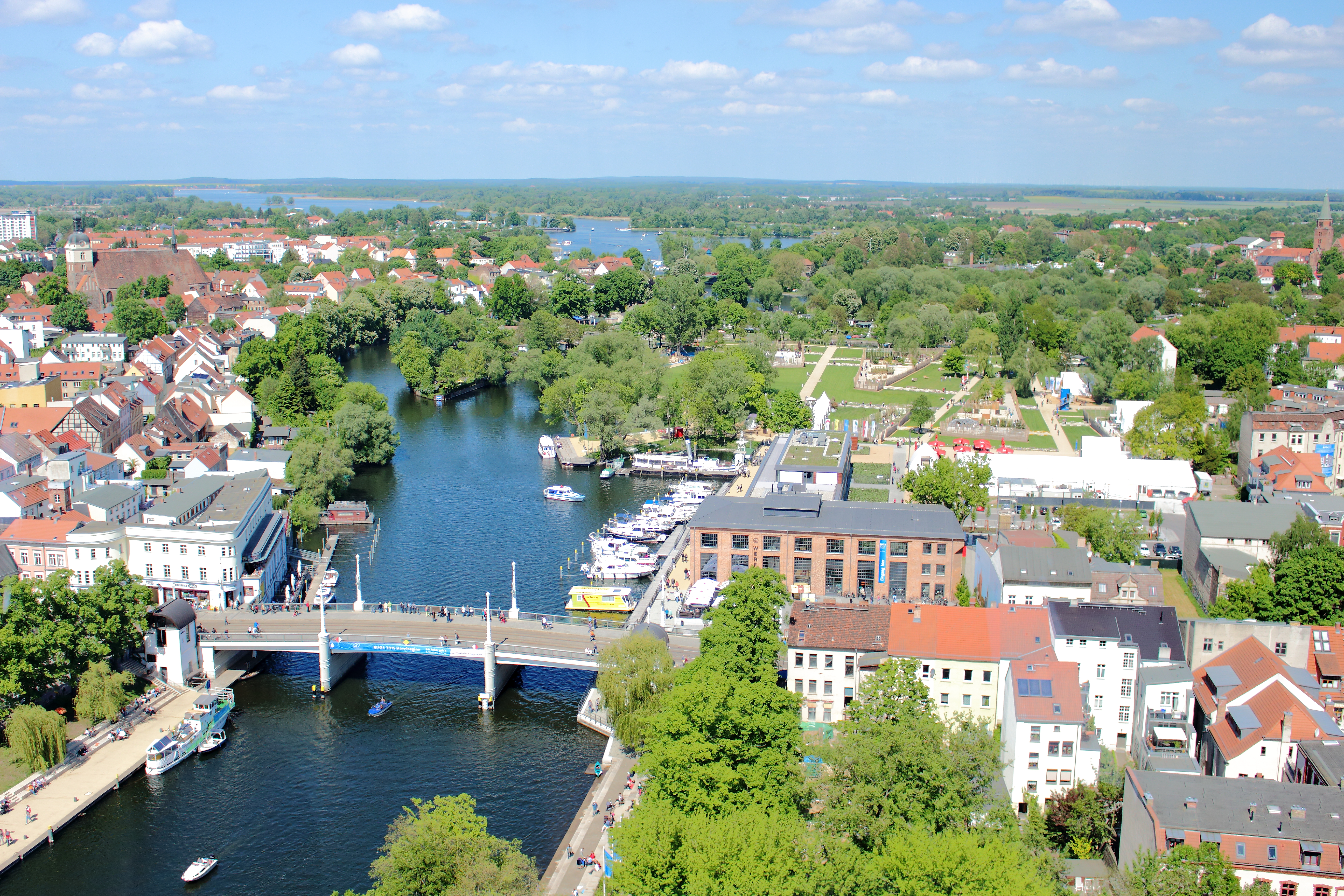
Jahrtausendbrücke und Heinrich-Heine-Ufer, 2015

Brandenburg hat 58 Brücken. Nur einen Teil davon kann man mit einem Boot unterqueren. Die größten sind die Jahrtausendbrücke, die bis 1928 Lange Brücke hieß und die Hauptverbindung zwischen der Alt- und der Neustadt Brandenburgs gewährleistete, die Luckenberger Brücke und die Seegartenbrücke in Kirchmöser. Besondere Bekanntheit hat die halbrund sich über den Pumpergraben wölbende Gottfried-Krüger-Brücke längs zum Südufer der Havel erlangt, die ihrer Form wegen im Volksmund „Bauchschmerzenbrücke“ genannt wird. Fabrikant Krüger wählte diese Brückenform, um den einstigen Lieferverkehr zu Wasser zwischen der Havel und der dem Pumpergraben anliegenden Mostrichmühle zu gewährleisten. Ebenfalls von Bedeutung ist die Homeyenbrücke, die mit ihrer Lage eine alte, dem Stadttor vorgelagerte Wehranlage des Altstädtischen Mühlentores bezeichnet. Ein schönes Beispiel einer genieteten Stahlträgerkonstruktion ist die alte Plauer Brücke, die einst die Bundesstraße 1 bei Plaue über die Havel führte. Diese Brücke wird zurzeit saniert und ist für den Fuß- und Radverkehr gesperrt.

### Energie
In Brandenburg befindet sich eine Photovoltaik-Freiflächenanlagen mit 86 MW v. a. im Solarpark Brandenburg-Briest. Daneben werden 21 MW PV-Leistung auf Dächern der Stadt erzeugt (Stand 15. Februar 2023).

## Städtebau
Die Stadt ist Mitglied in der Arbeitsgemeinschaft „Städte mit historischen Stadtkernen“ sowie Teil der Europäischen Route der Backsteingotik.
In der Liste der Baudenkmale in Brandenburg an der Havel, in der Liste der Baudenkmale in Brandenburg an der Havel (Außenbereiche) sowie in der Liste der Bodendenkmale in Brandenburg an der Havel stehen die in der Denkmalliste des Landes Brandenburg eingetragenen Kulturdenkmale.

### Bauwerke

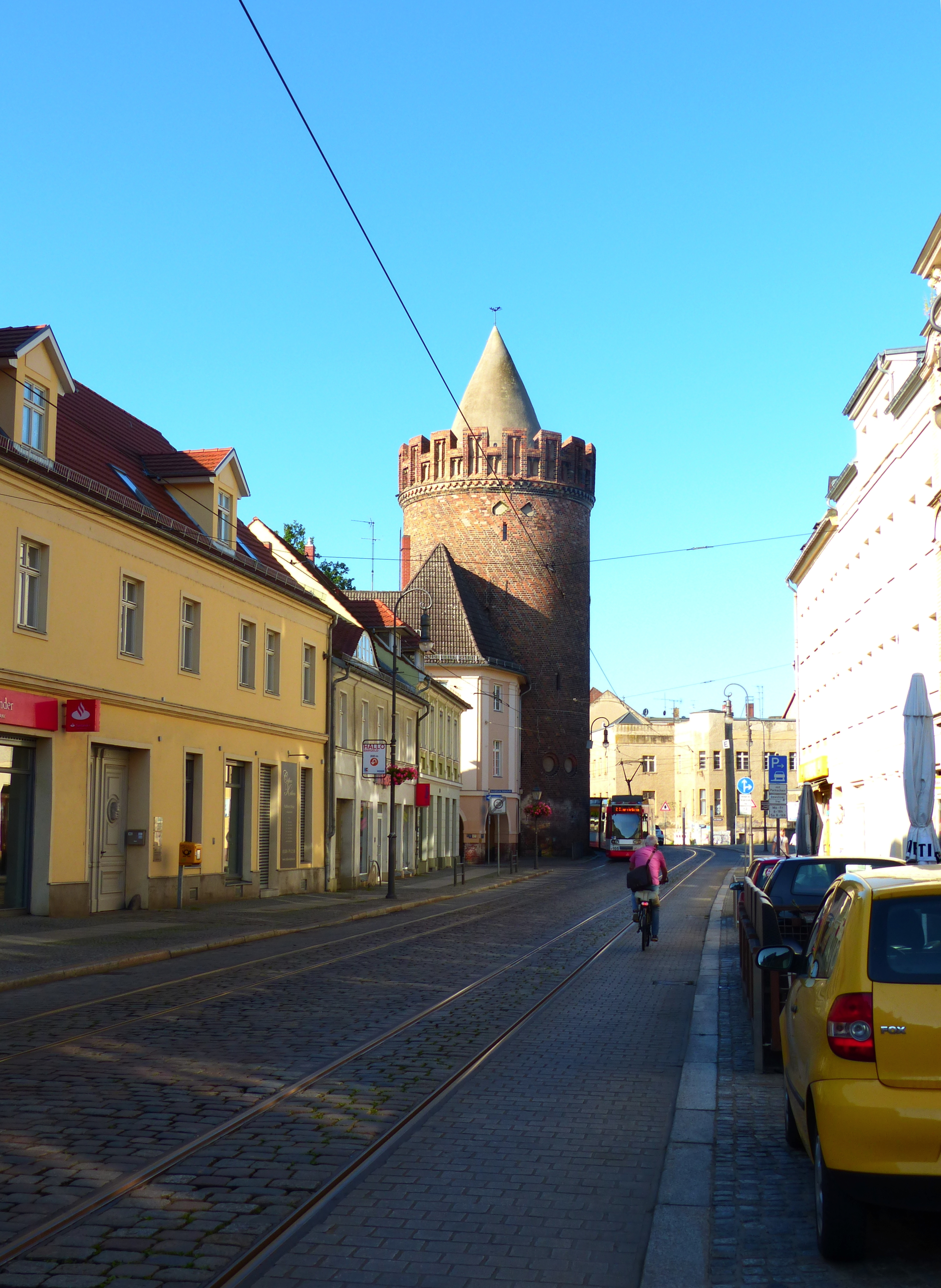
Steinstraße mit Steintorturm in der Neustadt

Die völlig voneinander getrennten mittelalterlichen Mauerringe der Brandenburger Altstadt und Neustadt sind in Teilen erhalten. Es existieren auch noch vier Stadttortürme. Zur Stadtbefestigung der Altstadt gehören der Rathenower Torturm und der Plauer Torturm, benannt nach den Zielen der hier beginnenden Landstraßen. Die anderen beiden Tortürme gehören zur Neustadt: Der Steintorturm ist der größte Brandenburger Torturm und kontrollierte Verkehr in Richtung Südwesten über die Heerstraße nach Magdeburg. Vom Neustädtischen Mühlentorturm wurde die Ausfahrt über den Mühlendamm zum Dom und weiter nach Nordosten überwacht.
Das Altstädtische Rathaus am Altstädtischen Markt ist ein herausragendes Beispiel der Backsteingotik des 15. Jahrhunderts. Es blieb im Zweiten Weltkrieg im Gegensatz zum Neustädtischen Rathaus unbeschädigt. Im Altstädtischen Rathaus haben heute die Stadtverordnetenversammlung und der Oberbürgermeister ihren Sitz. Das angrenzende Ordonnanzhaus unter der Adresse Schusterstraße 6 ist ein gotischer Bau, dessen älteste Teile aus dem 14. Jahrhundert stammen. Er gilt als ältester bürgerlicher Profanbau der Mark Brandenburg. Weitere Gebäude am Markt sind das Sekretariats- und Syndikatshaus, ein Doppelhaus mit eindrucksvollem Renaissancegiebel, und das Inspektorhaus, ein eingeschossiger Barockbau mit Mansardendach.

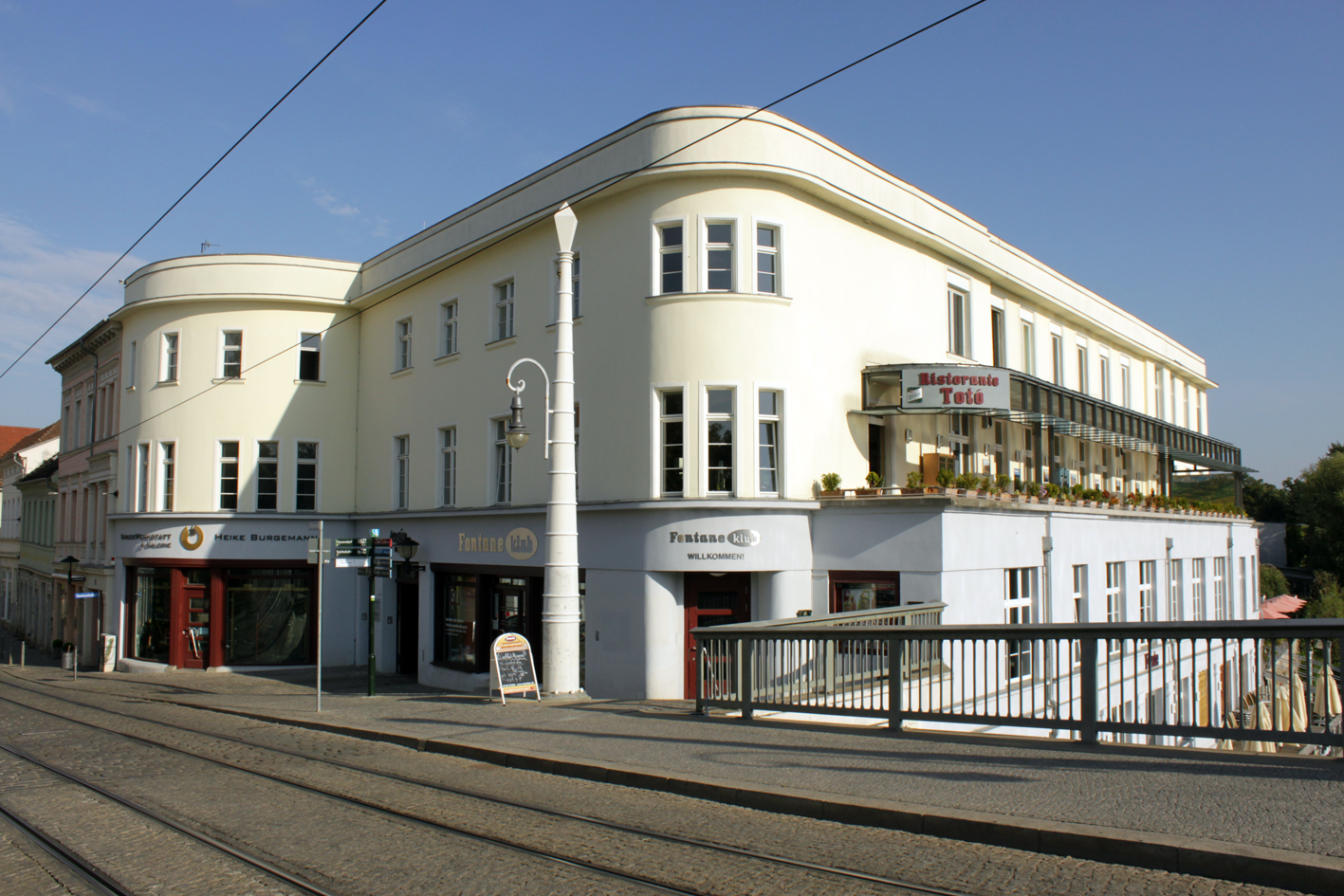
Fontaneklub

Das Gotische Haus in der Ritterstraße Ecke Johanneskirchgasse in der Altstadt zählt in seiner beinahe vollständig original erhaltenen, spätmittelalterlichen Kubatur und Bausubstanz zu den wichtigsten Zeugnissen märkischer Profanbauweise innerhalb der norddeutschen Backsteingotik. Weiteres bedeutendes Gebäude ist das Quitzowhaus in der Bäckerstraße, Ecke Schusterstraße als der einzige erhaltene Renaissance-Fachwerkbau mit Schmuckfachwerk niedersächsischer Prägung in Brandenburg. Ins alte Schulgebäude der Altstädtischen Lateinschule Saldria am Gotthardtkirchplatz wurde Anfang des 20. Jahrhunderts das Renaissanceportal des Carpzowschen Hauses aus der Neustadt eingefügt. Das Wohnhaus des Fabrikanten Ernst Paul Lehmann an der Plauer Straße ist seit Umbau und Ausstattung durch den Berliner Architekten Bruno Möhring (* 1863; † 1929) ein herausragendes Beispiel für Jugendstil-Architektur.
Zu den Profanbauten der Neustadt gehört das Carpzowsche Haus in der Steinstraße 57, der Stammsitz der Gelehrtenfamilie Carpzov. Das Haus ist ein giebelständiger Renaissancebau aus dem Jahr 1563. Die alte Neustädtische Gelehrtenschule am Katharinenkirchplatz ist ein frühklassizistischer Bau und beherbergt das Standesamt der Stadt. In der Packhofstraße steht ein ehemaliger Tattersall (Stall für Gastpferde), der 1939 von der neuapostolischen Gemeinde erworben und bis 2008 als Kirche genutzt wurde.
Die Brandenburger Domklausur reicht bis in die Romanik zurück. Einer der gotischen Trakte hat seinen Charakter behalten, einer wurde in schlichtem Barock umgestaltet, einer im 19. Jahrhundert durch ein neugotisches Schulgebäude ersetzt. Die Domkurie V hat einen aufwendig gestalteten gotischen Backsteingiebel und weist trotz Veränderungen aus dem 20. Jahrhundert auch an den Längsseiten gotische Details auf. Die übrigen Domkurien sind in einem schlichten barocken Stil gehalten. Eine ist das Pfarrhaus der Dompfarrei.

### Quartiere
Außer über architekturhistorisch bemerkenswerte Einzelobjekte verfügt die Stadt Brandenburg auch über einige architektonisch geschlossene Stadtquartiere:
Das älteste dieser Quartiere und gleichzeitig der älteste Siedlungskern der Stadt ist die Dominsel. Hier befinden sich der Dom, die St.-Petri-Kapelle, die Domklausur (Domkloster)
, die Domkurien oder Domherrenhäuser und Reste der Burg Brandenburg.

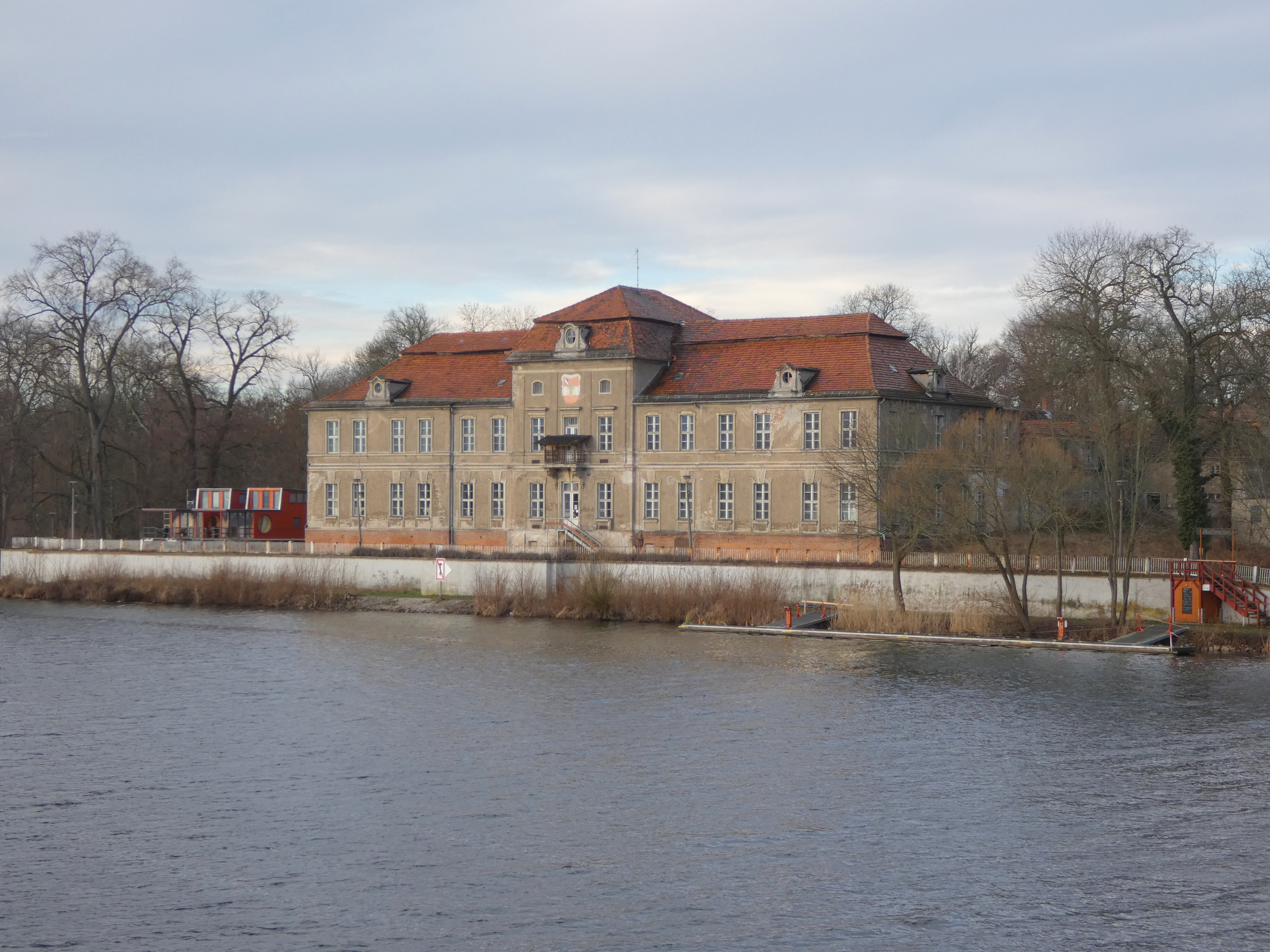
Schloss Plaue

Das Temnitzquartier zwischen der Sankt-Annen-Straße und dem Paulikloster ist ein Zeugnis des Wiederaufbaus nach dem Zweiten Weltkrieg. Zwischen 1952 und 1958 wurde es als kompaktes, stileinheitliches Ensemble neugebaut. Der Planungswettbewerb, dessen 1. Preis Professor Wagner und dessen 2. Preis die Brandenburger Architekten Kluge und Stolze gewinnen konnten, forderte eine strikte Ausrichtung nach den Vorgaben durch die Berliner Stalinallee. Bildhauer Hans Klakow konnte für die Gestaltung besonderer Werksteinelemente gewonnen werden. Mit ihrer kaum neoklassizistischen Handschrift unter besonderer Berücksichtigung lokaler Traditionen konnten die Architekten einen „angepassten, standortbezogenen Ausdruck“ umsetzen.
Im Zuge von Eingemeindungen kamen mehrere Schlösser beziehungsweise Herrenhäuser zur Stadt. Das Schloss Plaue entstand im frühen 18. Jahrhundert im Stil des Barock, geht jedoch bereits auf eine mittelalterliche Burg zurück, die ihrerseits ihre Ursprünge bereits in einem slawischen Burgwall hatte. Aus der zweiten Hälfte des 18. Jahrhunderts stammt das ebenfalls barocke Gutshaus Gollwitz. Das Gutshaus Mahlenzien ist ein klassizistischer Bau des frühen 19. Jahrhunderts.
Auch einige Hochhäuser der Stadt Brandenburg an der Havel sind beispielhaft für ihre Entstehungsepoche. Wie viele andere Gebäude in den neueren Wohnquartieren sind sie ab den 1990er Jahren durch das kommunale Wohnungsbauunternehmen Wobra, dem Rechtsnachfolger des ehemaligen VEB Gebäudewirtschaft der Stadt Brandenburg, aufwändig saniert. Das Hochhaus Sankt-Annen-Straße, ehemals Friedensstraße, am südlichen Stadteingang der Neustadt (Sankt-Annen-Straße 10–12), wurde in den Jahren 1959 und 1960 nach den Entwürfen des Architekten Gerhard Herrmann gebaut. Ein elfgeschossiges Gebäude in der Brielower Straße am nordöstlichen Stadteingang entstand im Jahre 1963 unter demselben Architekten. Als größtes der Brandenburger Hochhäuser entstand 1977 das sogenannte Buchhochhaus als ebenfalls elfgeschossiges Haus mit 108 Wohneinheiten in Plattenbauweise.

### Kirchen

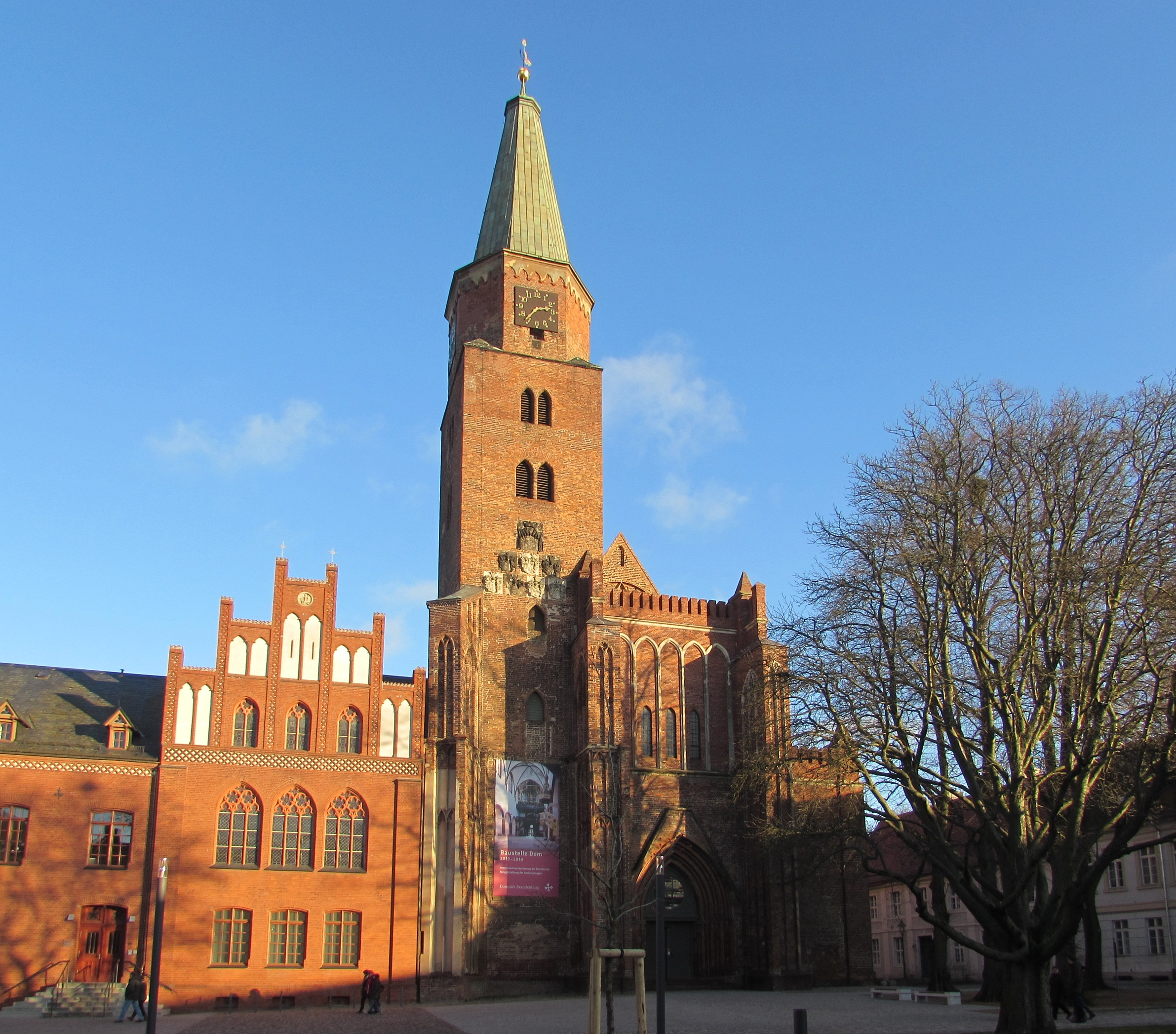
Dom St. Peter und Paul

Die Domkirche St. Peter und Paul erhebt sich auf der Dominsel, bis ins 20. Jahrhundert war dies die separate Gemeinde Brandenburg Dom. Als Pfarrkirche für die weltlichen Bewohner von Brandenburg Dom diente seit 1320 die St.-Petri-Kapelle, hervorgegangen aus der Burgkapelle des Markgrafensitzes, der allerdings 1230 in die Brandenburger Neustadt verlegt worden war.
Die St.-Katharinen-Kirche ist die evangelische Pfarrkirche der Neustadt und ein herausragendes Beispiel der Backsteingotik aus dem 15. Jahrhundert. Das Dominikanerkloster und Kirche St. Pauli befindet sich auf dem Gelände des ehemaligen markgräflichen Hofes im Südwesten der Neustadt. Der Komplex beherbergt das Archäologische Landesmuseum.
St. Gotthardt, die evangelische Stadtpfarrkirche der Altstadt, zählt zu den ältesten Kirchenbauten der Stadt und diente vor der Errichtung des Doms auch als Bischofskirche. Sie beinhaltet drei Baustile. Das Portal wurde im romanischen Stil errichtet, das Kirchenschiff ist gotisch, der Turm barock. Die 2015 restaurierte St.-Johannis-Kirche befindet sich am südwestlichen Rand der Altstadt und war die Kirche des Franziskanerklosters. Sie steht am sogenannten Salzhof am Nordufer der Havel.

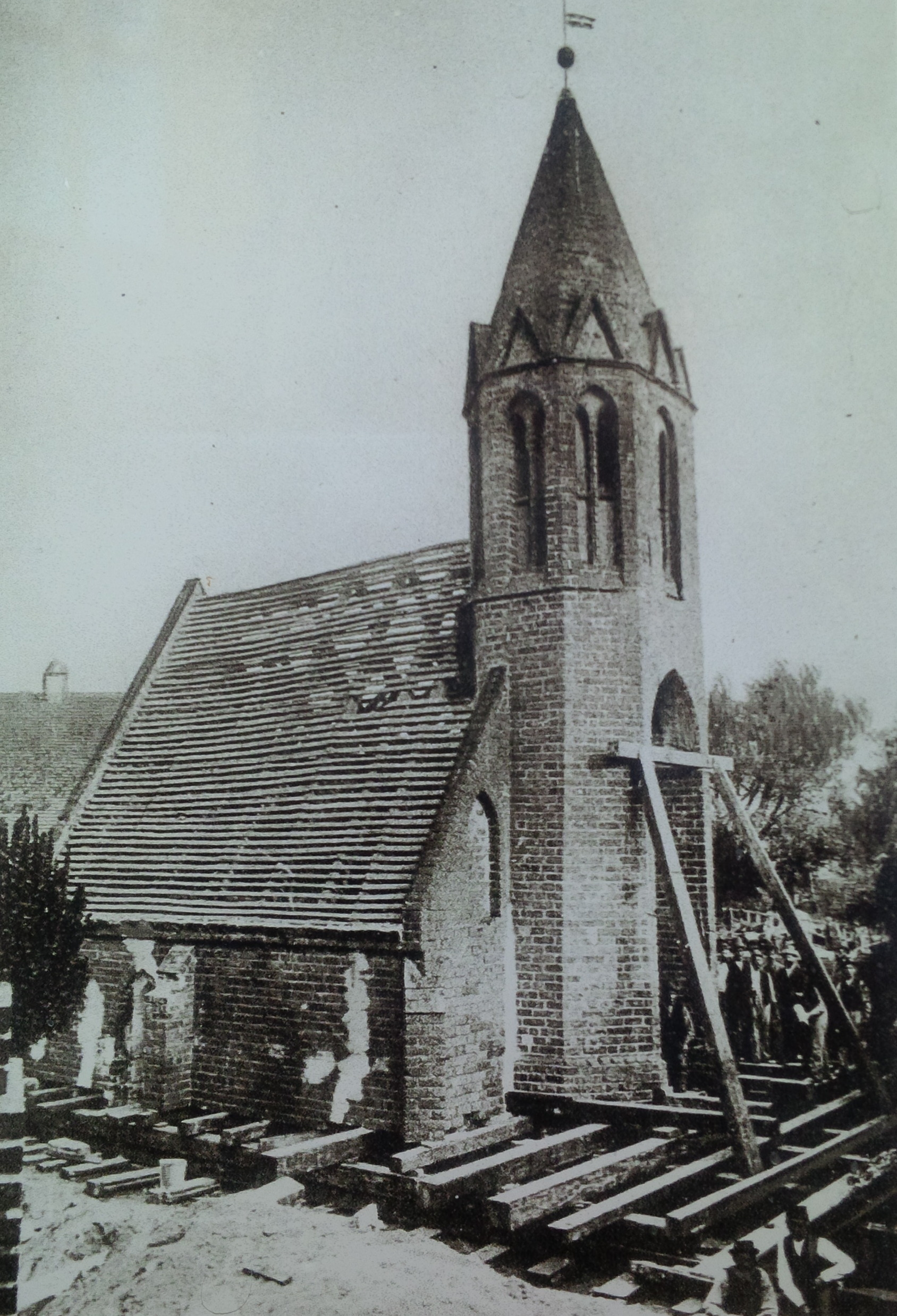
Die „Verrückte Kapelle“
(St. Jakob) während der Umsetzung 1892

Vor den Toren der Städte wurden ebenfalls mittelalterliche Kirchenbauten errichtet. Die Nikolaikirche steht knapp 300 m vor dem Plauer Tor der Altstadt. Die romanische Backsteinbasilika mit offenem Dachstuhl wurde ab 1170 errichtet. Sie soll für die nur urkundlich belegte Siedlung Luckenberg vorgesehen gewesen sein, möglicherweise eine dann nicht verwirklichte Kaufmannsstadt. Die Kirche wurde bei einem Luftangriff am 31. März 1945 teilzerstört und 1953–1956 wiederaufgebaut. Die Kapelle St. Jakob, etwa 400 m westlich des Steintores der Neustadt gelegen, wird im Volksmund auch Verrückte Kapelle genannt, da das ganze Bauwerk im Zuge einer Straßenerweiterung im Jahr 1892 um elf Meter nach Westen verschoben wurde. Auf dem Harlunger- oder Marienberg befand sich von 1220 bis 1722 die viertürmige Marienkirche, eine bekannte Wallfahrtskirche mit angeschlossenem Prämonstratenser-Chorherrenstift.
Die katholische Pfarrkirche Heilige Dreifaltigkeit in der Neustadt wurde 1851 geweiht und erfuhr Anfang des 20. Jahrhunderts grundlegende Renovierungen. Nach Zerstörungen zum Ende des Zweiten Weltkriegs wieder aufgebaut, wurde sie Anfang der 1970er Jahre erneut umgestaltet. In den Jahren 2005 und 2006 wurde die Dreifaltigkeitskirche mit modernen Glasfenstern ausgestattet, einem Zyklus des Londoner Künstlers Graham Jones mit dem Grundthema creation. from dark to light. Die katholische Kirche St. Elisabeth auf dem Görden gehört zur Dreifaltigkeitsgemeinde. Die katholische St.-Bernhard-Kapelle in der denkmalgeschützten Walzwerksiedlung wurde 2014 profaniert.

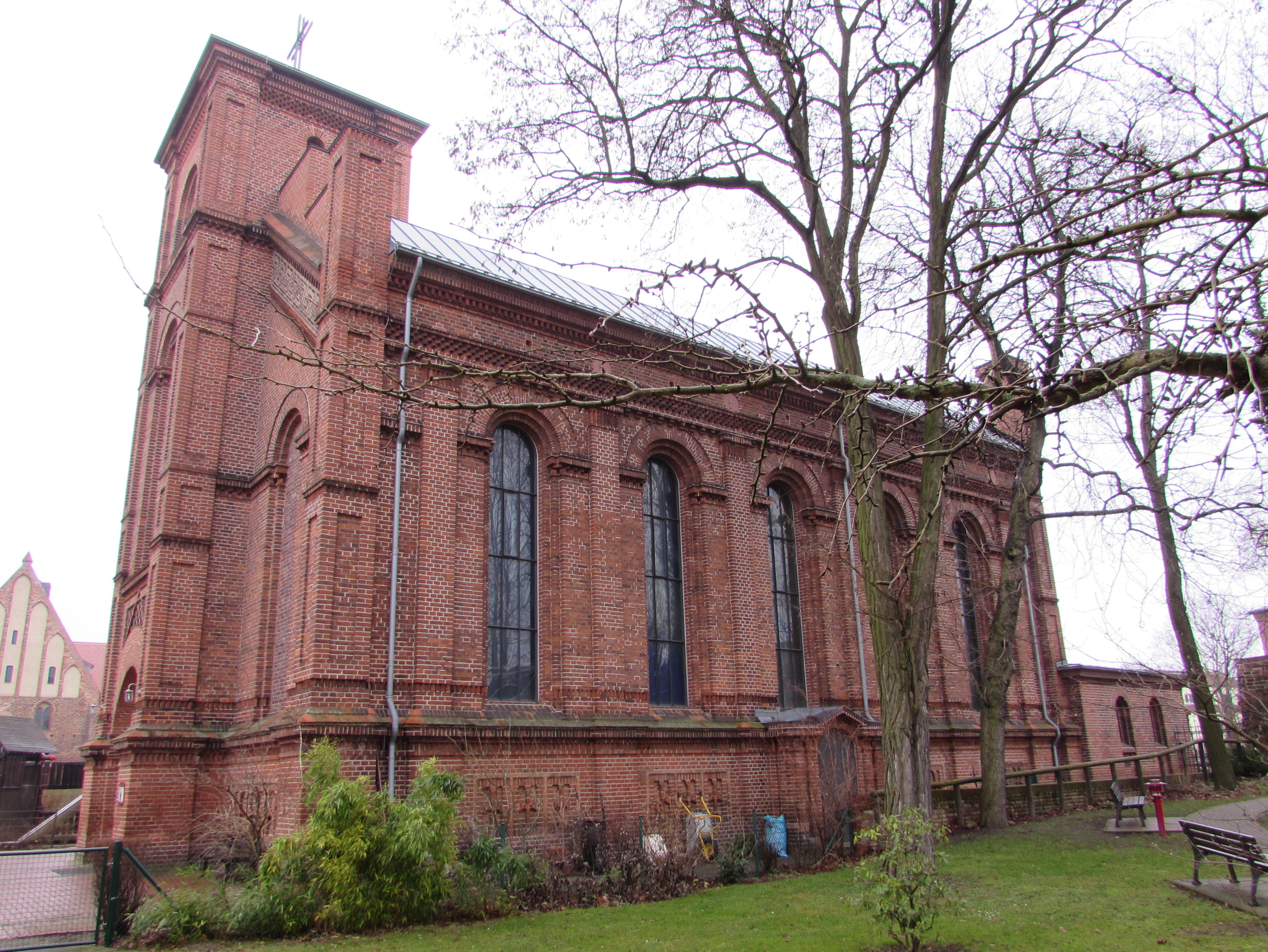
Die katholische Pfarrkirche Heilige Dreifaltigkeit

In der Walzwerksiedlung befindet sich die evangelische Christuskirche, die im Stil der Neuen Sachlichkeit erbaut wurde. Auf dem Görden gibt es die evangelische Auferstehungskirche. Der modernste Kirchenbau in Brandenburg ist die 2011 geweihte Neuapostolische Kirche am Mühlengraben.
Die Pfarrkirche Plaue wurde Anfang des 13. Jahrhunderts zunächst spätromanisch errichtet und im 16. Jahrhundert im Stil der Backsteingotik zu einer zweischiffigen Hallenkirche ausgebaut. Sie war Grablege mehrere adligen Besitzerfamilien des Schloss Plaue. Grüfte und das Grabmal von Lily Gräfin von Koenigsmarck erinnern daran. Die katholische Heilig-Geist-Kirche in Kirchmöser gehört zum Pfarrgebiet der St. Marien in Genthin in Sachsen-Anhalt und zum Bistum Magdeburg. Hintergrund ist die Tatsache, dass Kirchmöser historisch zum Landkreis Jerichow II in der preußischen Provinz Sachsen gehörte.
Mehrere Dorfkirchen kamen im Zuge von Eingemeindungen zum Stadtgebiet. Die Dorfkirche Neuendorf ist eine kleine barocke Saalkirche. In Wilhelmsdorf steht ein neubarockes Schul- und Bethaus. Die Dorfkirche Klein Kreutz stammt in den unteren Anteilen des Turms aus der Gotik, während der weiteren Kirchbau im 19. Jahrhundert im Mischstil der Neuromanik und Neugotik an Stelle des Vorgängerbaus neu errichtet wurde. In der Kirche befinden sich ein Marienaltar und Bildtafeln aus dem Vorgängerbau. Eine romanische Feldsteinkirche ist die Dorfkirche Mahlenzien. Sie stammt aus dem 13. Jahrhundert. Die barocke Innenausstattung der Kirche stammt aus dem 18. Jahrhundert. Auffällig ist der nicht vorhandene Farbanstrich des Kanzelaltars, des Patronats- und weiteren Kirchengestühls und der Empore.

## Kultur

### Musik und Theater

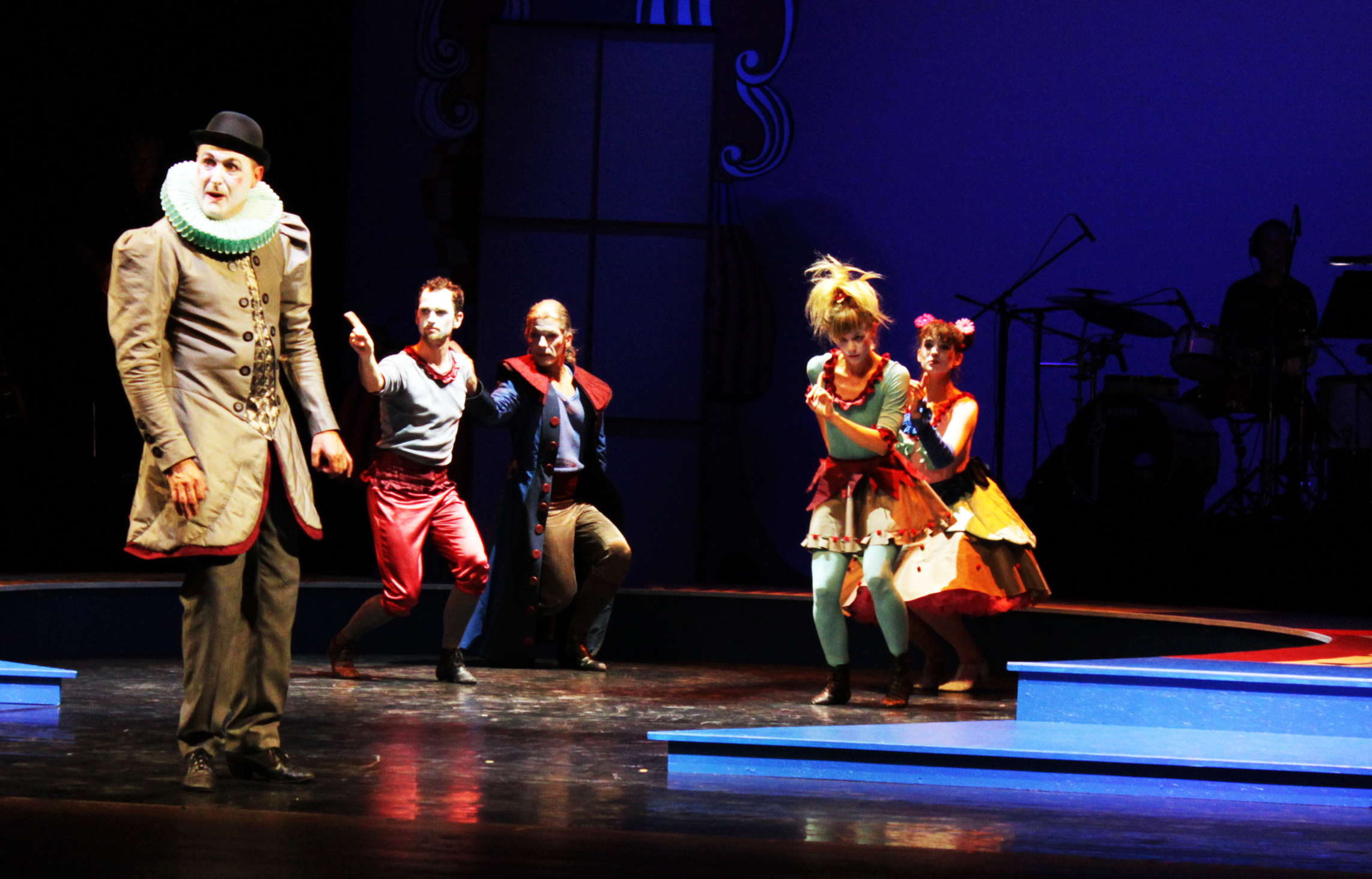
Musikalische Eigenproduktion des Brandenburger Theaters

Das Brandenburger Theater ist das städtische Theater. Es verfügt seit Mitte der 1990er Jahre über kein eigenes Ensemble mehr, jedoch ein eigenes Symphonieorchester. Es ist Heimstätte der Brandenburger Symphoniker und wird mit Gastspielen bespielt.
Das Event-Theater ist ein freies Theater in der Stadt, das beispielsweise den Fontaneklub, ein Kulturhaus, betreibt, das eine Kleinkunstbühne, ein Programmkino und Gastronomie beheimatet. Der Stahlpalast ist Brandenburgs größte Mehrzweckveranstaltungshalle. Er wird unter anderem für Konzerte genutzt.
Brandenburger Symphoniker

Die Brandenburger Symphoniker sind mit ihren Veranstaltungen ein Bestandteil des Brandenburger Kulturlebens. In Brandenburg an der Havel sind die Sinfoniekonzerte und Sonderkonzerte u. a. im Industriemuseum, Brandenburger Dom, St.-Pauli-Kloster oder das Open Air am Beetzsee feste Programmpunkte im Kulturleben der Stadt.
Das Orchester wirkt nicht nur als Sinfonieorchester, sondern auch bei Opernaufführungen in Brandenburg an der Havel und spielt seit Jahren bei den Opernproduktionen der Kammeroper Schloss Rheinsberg. Regelmäßig treten die Brandenburger Symphoniker in Berlin (Konzerthaus, Philharmonie), Potsdam (Nikolaisaal), Frankfurt (Oder) (Kleist Forum), Stendal (Theater der Altmark) sowie in anderen Städten des Landes Brandenburg auf, gastieren aber auch im ganzen Bundesgebiet und im Ausland. So führten Gastspiele das Orchester in die USA, nach Japan, Südafrika, Spanien und China. Die Brandenburger Symphoniker sind regelmäßiger Gast beim Festival MúsicaMallorca in Palma de Mallorca.
Das Jacaranda Ensemble (gegründet 1997) ist ein deutsches Instrumentalensemble, das sich aus fünf Musikern und Solisten der Brandenburger Symphoniker zusammensetzt. Das Ensemble möchte mit seiner Musik eine Brücke zwischen den Kulturen der Welt bauen. Konzertreisen führten das Jacaranda Ensemble durch ganz Europa, die USA und Asien.

### Museen

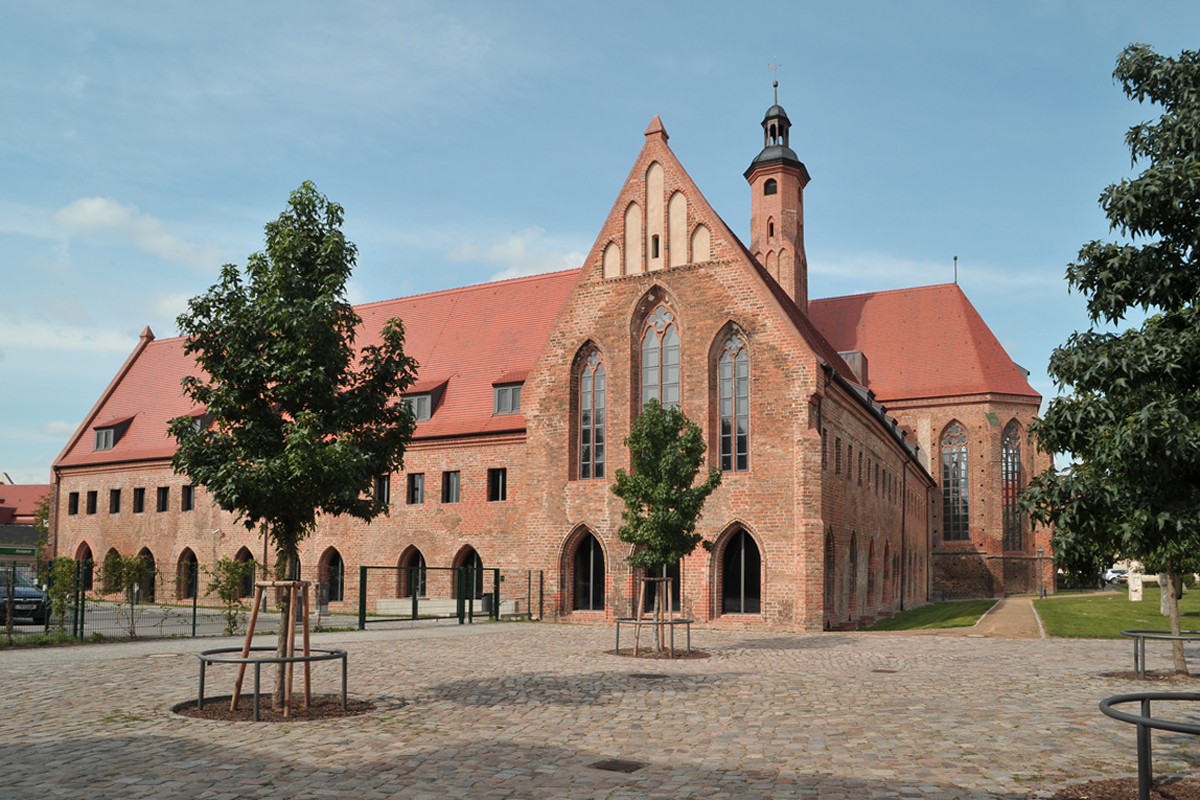
Das Archäologisches Landesmuseum Brandenburg im Paulikloster

Das Archäologische Landesmuseum im Paulikloster wurde am 24. September 2008 eröffnet. Es präsentiert rund 130.000 Jahre Geschichte der brandenburgischen Region.
Das Dommuseum in der Domklausur beherbergt unter anderem die Urkunden der Ersterwähnung der Städte Kölln und Berlin. Vor allem bewahrt es sakrale Kunst wie Kelche und liturgische Gewänder.
Im ehemaligen VEB Stahl- und Walzwerk am Silokanal befindet sich das Industriemuseum Brandenburg. Das Stahlwerk war das letzte in Westeuropa, in dem bis 1993 Stahl im Siemens-Martin-Verfahren hergestellt wurde. Neben der alten Technik zum Siemens-Martin-Verfahren beherbergt das Industriemuseum die Ausstellung „Brennabor in Brandenburg“, die einen Einblick in die Firmengeschichte dieses Unternehmens bietet. Mit dem Museum ist die Stadt auch Teil der Europäischen Route der Industriekultur.
Das Stadtmuseum Brandenburg ist an zwei Standorten angesiedelt. Das Museum im Frey-Haus als Filiale des Stadtmuseums beherbergt das Stadthistorische Museum. Dieses befindet sich im ehemaligen Stadtpalais Frey-Haus des Obersten Ewald Weding von Massow in der Ritterstraße 96 der Brandenburger Altstadt. Es entstand, nachdem der Industrielle Ernst Paul Lehmann das Gebäude des Frey-Hauses 1922 zur Verfügung gestellt hatte. Es beherbergt unter anderem das sogenannte Katte-Schwert. In der Dauerausstellung Der Kletteraffe Tom wird in Brandenburg gefertigtes mechanisches Blechspielzeug unter anderem aus der Spielzeugfabrik Lehmanns gezeigt. Das Museum im Steintorturm, welches ebenfalls dem Stadtmuseum angegliedert ist, bietet ständige Ausstellungen zur Brandenburger Havelschifffahrt. Daneben ist der Torturm ein Aussichtsturm mit Blick über die Stadt.

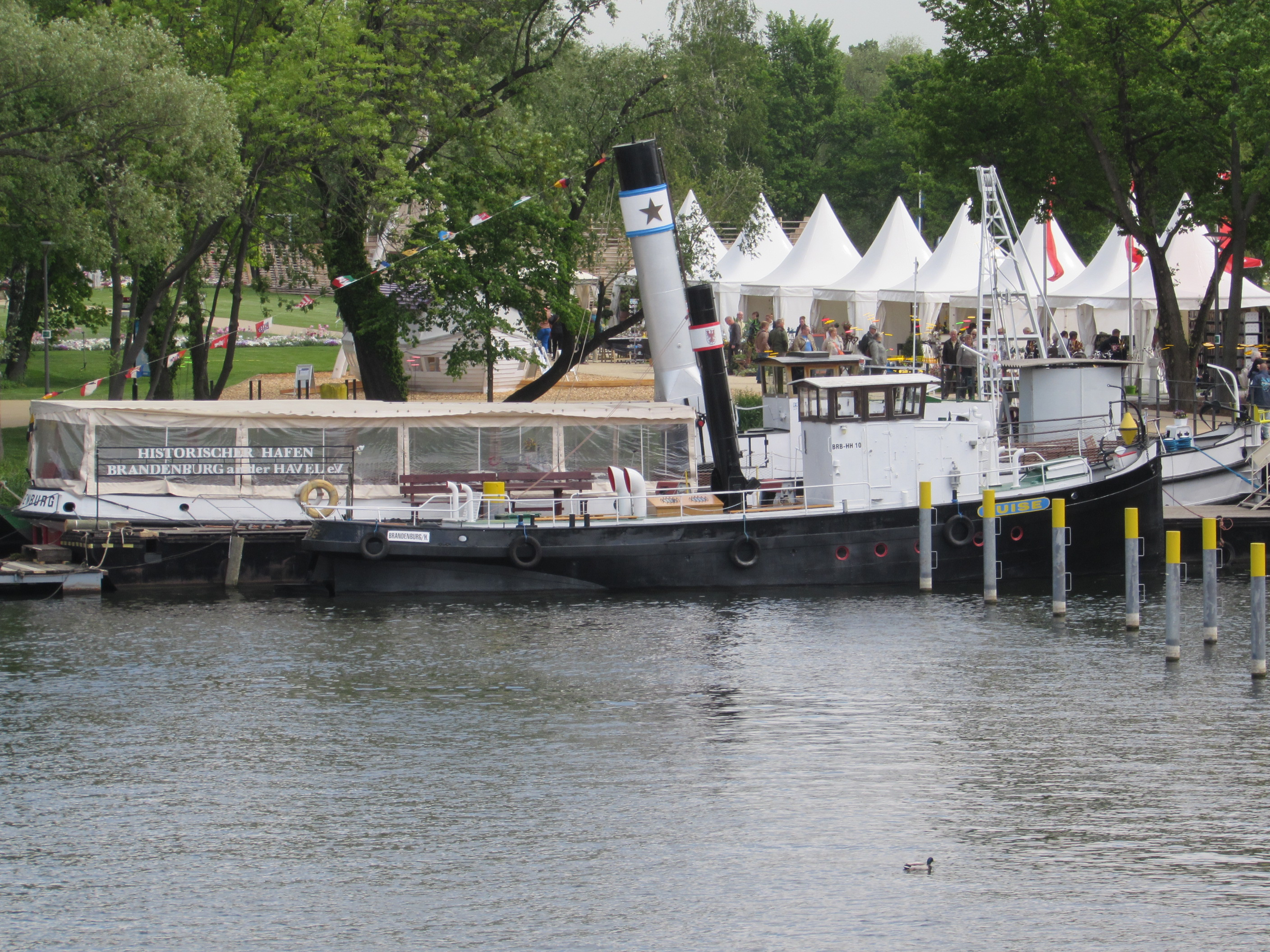
Die Dampfschlepper Nordstern (im Hintergrund) und Luise im Museumshafen

Am Hafen der ehemaligen Werft Gebr. Wiemann an der Havel zwischen Altstadt und Neustadt wurde der Museumshafen Brandenburg an der Havel eingerichtet. Ausgestellte Schiffe sind beispielsweise die Dampfschlepper Nordstern der Nordstern Reederei und Luise des Historischer Hafen Brandenburg a. d. Havel e. V.
Die Stiftung Brandenburgische Gedenkstätten unterhält in der Stadt die Gedenkstätte Zuchthaus Brandenburg-Görden und die Gedenkstätte für die Opfer der Euthanasie-Morde.
Im psychiatrisch-neurologischen Asklepios Fachklinikum Brandenburg im Stadtteil Görden ist ein Psychiatriemuseum der Öffentlichkeit zugänglich.
Das Straßenbahnmuseum der Verkehrsbetriebe Brandenburg in einem ehemaligen Betriebshof in der Bauhofstraße zeigt Exponate aus der über 100-jährige Geschichte der Straßenbahn in Brandenburg.
Das Freilichtmuseum Slawendorf am rechten Havelufer flussabwärts der Altstadt wird von der für diesen Zweck gegründeten Zeitreise Brandenburg UG zusammen mit der in verschiedenen Bereichen der Sozialarbeit tätigen BAS betrieben. In ihm wurden verschiedentliche dörfliche und andere Bauten der mittelalterlichen Slawenzeit vor 1157 nachgebildet.

### Kunstwerke und Denkmäler

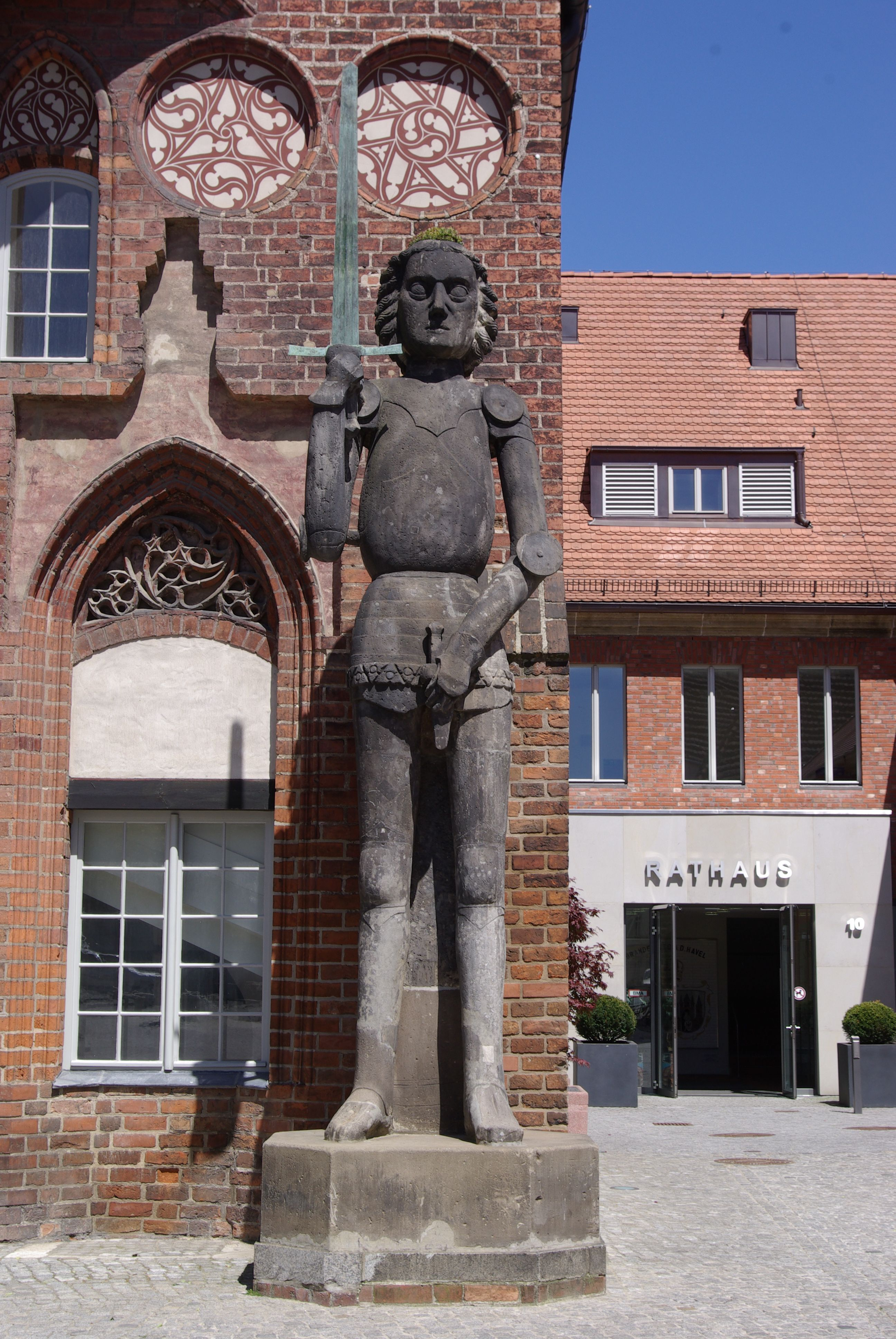
Roland in Brandenburg an der Havel

- Der Roland von Brandenburg wurde 1474 auf dem Marktplatz der Neustadt aufgestellt und hat eine Höhe von 5,35 Meter. 1716 wurde die Sandsteinfigur zum Rathaus umgesetzt, da sie die preußischen Garnisonstruppen beim Exerzieren störte. Seit 1946 sie ihren jetzigen Platz neben dem Portal des Altstädtischen Rathauses. Neben der Betonung der städtischen Eigenständigkeit galt die Errichtung des Brandenburger Rolands auch als Ausdruck der wirtschaftlichen Prosperität der Stadt. Dieser Roland von 1474 hatte einen vermutlich hölzernen Vorgänger aus dem Jahre 1402. Eine Kopie des Brandenburger Rolands wurde 1905 für das Märkische Museum Berlin hergestellt und vor dem Eingangsportal errichtet.
- Die Bronzeskulptur Frieden am Südaufgang des Marienberges wurde von dem Bildhauer Karl Mertens geschaffen, Rathenower Ehrenbürger und Träger der Johannes-R.-Becher-Medaille. Die Bronzebüste Heinrich Heines, ebenfalls von Karl Mertens, die seit 1960 am Heinrich-Heine-Ufer stand, wurde 2014 gestohlen und wurde durch einen Nachguss ersetzt.[75]
- Seit 2015 stehen über die Stadt verteilt mehrere Plastiken von Waldmöpsen der Künstlerin Clara Walter. Die Figur Waldmops geht auf den Brandenburger Humoristen Loriot zurück.

An die Opfer Nationalsozialismus erinnern mehrere Denkmale in Brandenburg:
- Das Denkmal für die Verfolgten des NS-Regimes wurde von dem Bildhauer Hans Klakow geschaffen und steht auf dem Gertrud-Piter-Platz. Der parkartige Platz ist nach einer Widerstandskämpferin benannt, die trotz langer Folterungen im Konzentrationslager Brandenburg ihre Mitstreiter nicht verraten hat.
- Der Gedenkstein für zwei Widerstandskämpfer gegen den Nationalsozialismus, Hermann Friedrich und Karl Miethe, steht im Ortsteil Plaue.
- Auf die Opfer der nationalsozialistischen Euthanasie verweist eine Gedenkstätte auf dem Gelände des Alten Zuchthauses
- Auf dem Glände des ehemaligen Jüdischen Friedhofs in der Geschwister-Scholl-Straße steht eine Gedenkstätte für die jüdischen Opfer des NS-Regimes.
- Eine Gedenkstätte für ermordete evangelische Christen befindet sich in der Krypta des Doms St. Peter und Paul auf der Dominsel.
- Am Nordhang des Marienberges erinnert das Ehrenmal für die im Zuchthaus Brandenburg-Görden hingerichteten antifaschistischen Widerstandskämpfer an die im 1927 bis 1935 errichteten Zuchthaus Brandenburg-Görden überwiegend wegen politischer Aktivitäten oder aus rassistischen Gründen dort ermordeten Insassen. Von den unter den Nazis im Zuchthaus hingerichteten 2743 Männern waren 1789 „Politische“ gewesen.[76]
- Gedenkstein auf dem Nordfriedhof Hohenstücken für die ermordeten Zwangsarbeiter aus der Sowjetunion, Polen, Serbien und der Tschechoslowakei
- Einen sowjetischen Ehrenfriedhof gibt es auf der Halbinsel Wusterau.
- Eine Gedenkstätte für die Opfer der sowjetisch-stalinistischen Geheimpolizei wurde in der Neuendorfer Straße von T. Fischer geschaffen.
- Auf dem Marienberg steht der 32 Meter hoher Aussichtsturm Friedenswarte. Hier wurde zu DDR-Zeiten erst die alte „Bismarckwarte“ gesprengt und dann 1974 auf ihrem Fundament der neue Turm errichtet.

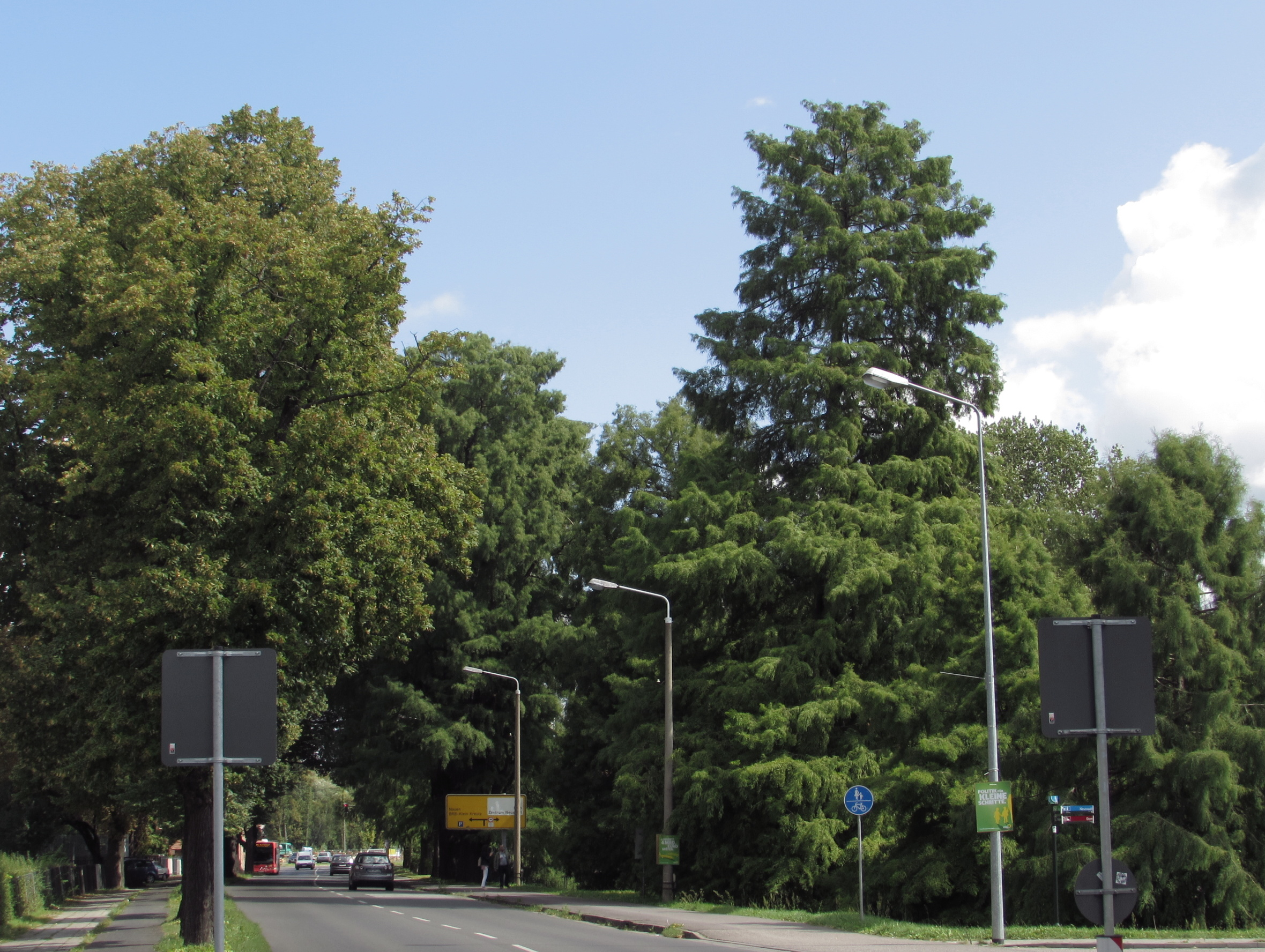
Sumpfzypressenallee Grillendamm

- Die Stadt besitzt mit einer Sumpfzypressenallee am Grillendamm ein botanisches Wahrzeichen. Bereits 1841 wurden die ersten Zypressen gepflanzt. Diese Pflanzenart kommt heutzutage in der Natur nur noch in Nordamerika vor. Durch Stürme erheblich beschädigt, mussten einige der Sumpfzypressen Anfang des 21. Jahrhunderts gefällt werden. Unter erheblichem Kostenaufwand wurden wieder Bäume nachgepflanzt. Die Allee ist als Naturdenkmal ausgewiesen.
- An der Stadtgrenze zur Gemeinde Beetzsee befinden sich die als Bodendenkmal geschützten Schwedenwälle beziehungsweise Schwedenschanzen. Diese sind eine spätmittelalterliche beziehungsweise frühneuzeitliche Verteidigungsanlage zwischen dem nördlichen Bohnenländer See und dem Grönschen Bruch Brielow. Die beiden Wälle und drei Gräben wurden von der Altstadt Brandenburg als Landwehr angelegt und später im Zuge des Dreißigjährigen Krieges vom Volksmund mit ihrem heutigen Namen benannt.[77]
- Ein weiteres Bodendenkmal ist die mittelalterliche Motte von Mahlenzien, der Burgstall einer Holzburg im Südwesten. In der Denkmalliste der Stadt ist sie als slawischer Burgwall ausgewiesen.

### Parks

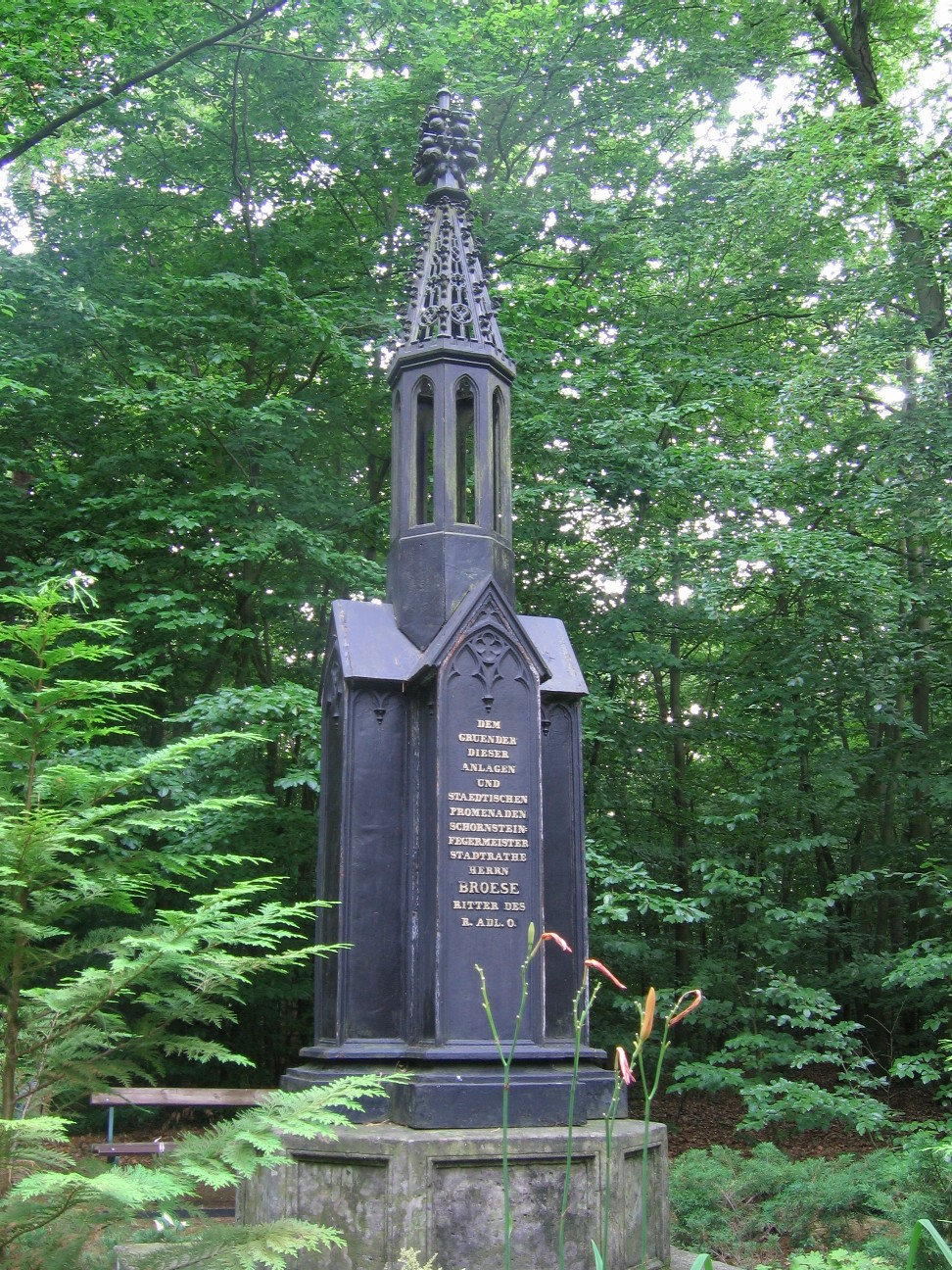
Denkmal für Johann Gottfried Bröse im Krugpark

Der Humboldthain erstreckt sich entlang der mittelalterlichen Stadtmauer vom Salzhofufer zum Plauer Torturm. Vorher „Johannispromenade“ genannt, erhielt er seinen jetzigen Namen anlässlich des 100. Geburtstags Alexander von Humboldts. Es handelt sich hierbei um den ehemaligen doppelläufigen Stadtgraben im Südwesten der Altstadt Brandenburgs, der auf dem Verlauf des heutigen Humboldthaines beinahe eingeebnet und im Volksmund bis ins 19. Jahrhundert hinein „Ratzenwall“ genannt wurde. Er bietet viele dendrologische Besonderheiten, die mit Schrifttafeln versehen sind, u. a. den Ginkgo biloba.
Der anschließende Teil des trockengelegten Doppelbefestigungsgrabens ist zwischen Plauer und Rathenower Torturm als Wallpromenade erhalten geblieben. Dieser Wallabschnitt trug auch den Namen Kurfürstenwall.
Der folgende und letzte Abschnitt der die Stadtmauer begleitenden Wehranlage ist zur Parkanlage Walther-Rathenau-Platz (zunächst „Kreisgarten“) umgestaltet worden. Er erstreckt sich vom Rathenower Torturm bis zum Anschluss des ehemaligen Doppelgrabens an die Brandenburger Niederhavel, etwa einhundert Meter nördlich der Homeyenbrücke.
Der Leue-Park auf dem Marienberg ist ein in den 1970er Jahren umgestalteter Volkspark auf der höchsten Erhebung der Stadt. Auf ihm befindet sich der Aussichtsturm Friedenswarte und eine Ausflugsgaststätte aus der Kaiserzeit in unmittelbarer Nähe. Von der Straße Am Rosenhag führt ein terrassenförmiger Aufgang hinauf, auf dessen Etagen sich Wasserspiele befinden, wie z. B. die Muschelgrotte. Auf dem Berg selbst ist der Park weitläufig. Es befindet sich die 1956 erbaute und 2007 rekonstruierte Freilichtbühne auf ihm. Auf der westlichen Seite befindet sich weiterhin das Marienbad und am Fuße des Berges auf der nördlichen Seite auch das Ehrenmal für die Opfer der nationalsozialistischen Gewaltherrschaft im Zuchthaus Brandenburg mit einer Bronzeplastik eines gefesselten Kämpfers von Albert Treyne.
Der Krugpark ist ein 1825 auf Initiative des Stadtrates Johann Gottfried Bröse angelegter Park im Stadtteil Wilhelmsdorf, benannt nach der nahegelegenen Gaststätte Zum Neuen Krug. Der Park zeichnet sich besonders durch seine Naturnähe aus. Er ähnelt einem Laub-Mischwald. Es befindet sich außerdem ein Naturschutzzentrum auf seinem Gelände.
Mit einem temporär angelegten Park zwischen dem ehemaligen Packhof und der Havel, den ausgedehnten Parkflächen auf dem Marienberg und der Johanniskirche als Blumenhalle war Brandenburg eine der Ausrichterstädte der Bundesgartenschau 2015.
Der Puschkinpark ist ein ehemaliger Kirchhof rund um die Nikolaikirche.
Der Schlosspark Plaue ist ein englischer Landschaftsgarten im Stadt- und Ortsteil Plaue. In diesem befindet sich der weltweit älteste erhaltene Tontaubenschießstand.

### Sport

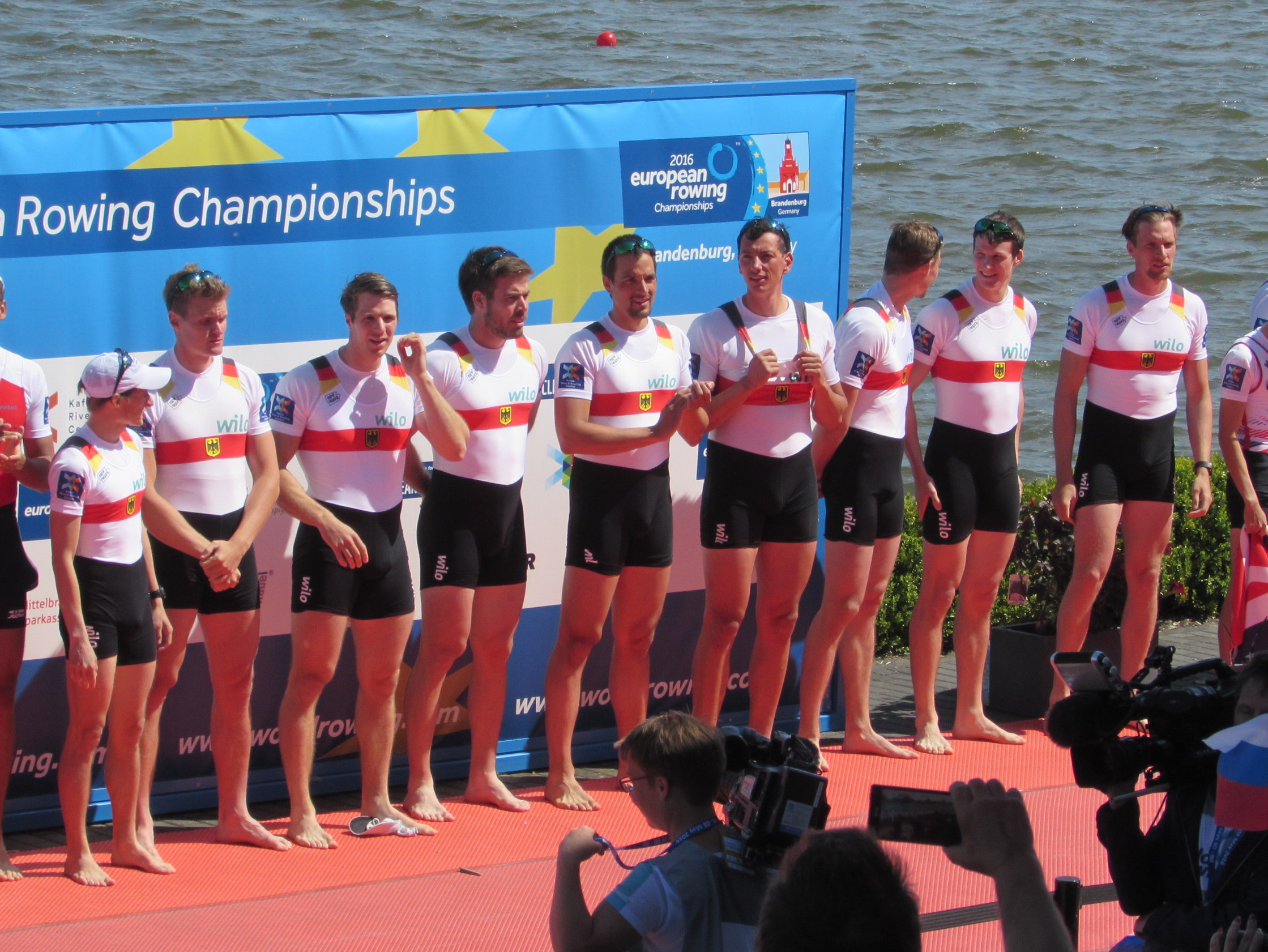
Ruder-Europameisterschaften 2016

Aufgrund der Nähe zu zahlreichen Seen und Flüssen sind in der Stadt eine Reihe von Wassersportvereinen ansässig. Neben den Wassersportarten Rudern und Kanu sind in Brandenburg vor allem Fußball, Rugby, Handball, Wasserball, Tennis, Kampfsport als auch Hockey vertreten.
Bekannteste Sportlerin und Ehrenbürgerin der Stadt ist die Kanutin Birgit Fischer, die bei Olympischen Spielen insgesamt achtmal Gold und viermal Silber gewann, womit sie die erfolgreichste deutsche Olympionikin der Geschichte ist.
Größter Verein der Stadt ist die SG Stahl Brandenburg mit den Abteilungen Behindertensport, Bowling, Billard, Tischtennis, Kraftsport, Flossenschwimmen, Boxen, Gymnastik und Rugby dem Verein angegliedert. Die früheren Abteilung Fußball, die lange in der DDR-Oberliga spielte und 1986 am UEFA-Pokal teilnahm, und Handball, ebenfalls mehrjährig in der Oberliga, gliederte sich in den 1990er Jahren als BSV Stahl Brandenburg aus dem Verein aus. Nach Insolvenz des BSV wurde der, im Jahr 2022 in BSG Stahl Brandenburg umbenannte, FC Stahl Brandenburg gegründet. Die in den 1980er und 1990er Jahren zeitweise in der Oberliga der DDR und der 1. Bundesliga spielende Sektion Handball wurde aufgelöst.
Neben Stahl Brandenburg erfolgreichster und bekanntester Fußballverein der Stadt ist der Brandenburger SC Süd 05. Die PSG Dynamo Brandenburg Mitte war vor allem für ihre Sektion Judo bekannt. So kämpfte die Damenmannschaft in der 1. Bundesliga und wurde vierfacher Deutscher Meister. Das Herrenteam der Wasserballer des ASC Brandenburg spielte unter anderem in der Deutschen Wasserball-Liga. Der nach dem Niedergang der Mannschaft Stahl Brandenburgs erfolgreichste Handballverein der Stadt ist der SV 63 Brandenburg-West.

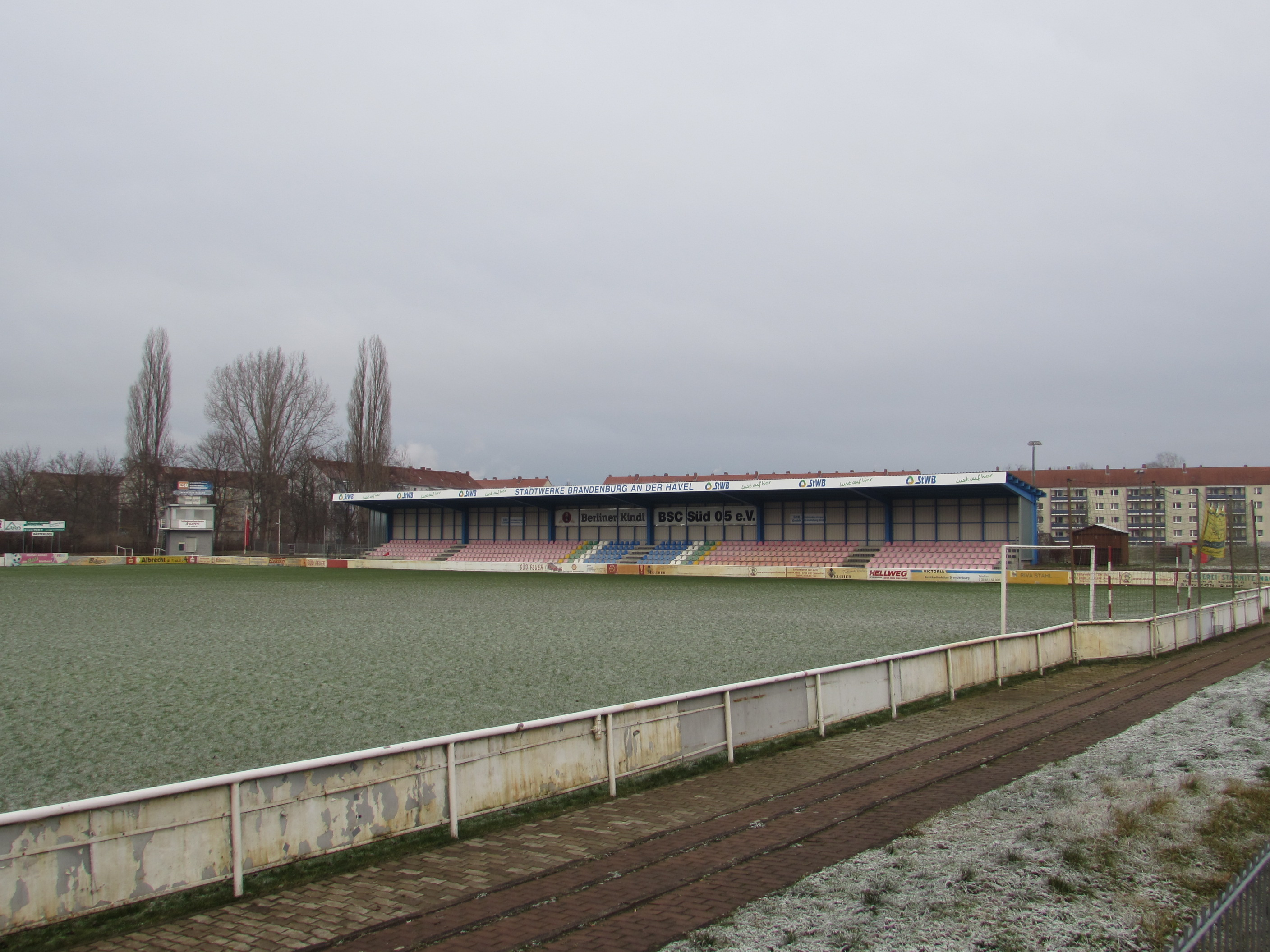
Der Werner-Seelenbinder-Sportplatz: Heimstätte des BSC Süd 05

International bedeutende Wettkampfstätte ist die Regattastrecke Beetzsee, auf der 1985 und 2005 die Junioren-Weltmeisterschaften im Rudern, 2008 die U23-Weltmeisterschaften im Rudern und 2009 die Europameisterschaften im Kanurennsport sowie zahlreiche deutsche Meisterschaften in verschiedenen Wassersportarten ausgetragen wurden beziehungsweise werden. Wettkampfstätten im Stadtgebiet sind darüber hinaus als Leichtathletik- und Fußballstadion das Stadion am Quenz, in dem bereits Fußball- und Rugbyländerspiele, ein nationales Pokalendspiel und UEFA-Pokalspiele ausgetragen wurden und das die Heimspielstätte des FC Stahl ist, das Fußballstadion des Brandenburger SC Süd 05 Werner-Seelenbinder-Sportplatz, eine Mehrzweckhalle an der Anton-Saefkow-Allee, in der beispielsweise Handballspiele des SV 63 Brandenburg-West ausgetragen werden, das Marienbad Brandenburg (ehemaliges Volksbad am Marienberg), in der der ASC Brandenburg seine Punktspiele bestreitet und in der 1979 die DDR-Meisterschaften im Schwimmen ausgetragen wurden, ein Sportkomplex am Neuendorfer Sand, wo die Bundesligakämpfe der PSG Dynamo Brandenburg Mitte stattfanden, und der Segelflugplatz Brandenburg/Mühlenfeld. Der heutige Stahlpalast, eine kommunale Veranstaltungs- und frühere Sporthalle, war bis in die 1990er Jahre Spielstätte der Handballmannschaft Stahl Brandenburg in der Ober- und Bundesliga. Weiterhin fanden in ihr beispielsweise drei Spiele der Handball-Weltmeisterschaft der Männer 1974 statt. In jüngerer Vergangenheit wurden in ihm beispielsweise Europameisterschaften im Poolbillard sowie Karambolage ausgetragen.
Brandenburg an der Havel ist offizieller Sitz des Deutschen Sumo-Bundes, in dessen Verantwortung die Europameisterschaften der Kadetten im Sumo 2016 in der Dreifelderhalle am Marienberg des Stadtteils Nord von Brandenburg an der Havel ausgetragen wurden. Regelmäßig werden in Brandenburg an der Havel auch weitere internationale Punkte-Turniere im Sumo wie der Roland-Cup ausgetragen.
2021 bewarb sich die Stadt als Host Town für die Gestaltung eines viertägigen Programms für eine internationale Delegation der Special Olympics World Summer Games 2023 in Berlin. 2022 wurde sie als Gastgeberin für Special Olympics Malaysia ausgewählt. Damit wurde sie Teil des größten kommunalen Inklusionsprojekts in der Geschichte der Bundesrepublik mit mehr als 200 Host Towns.

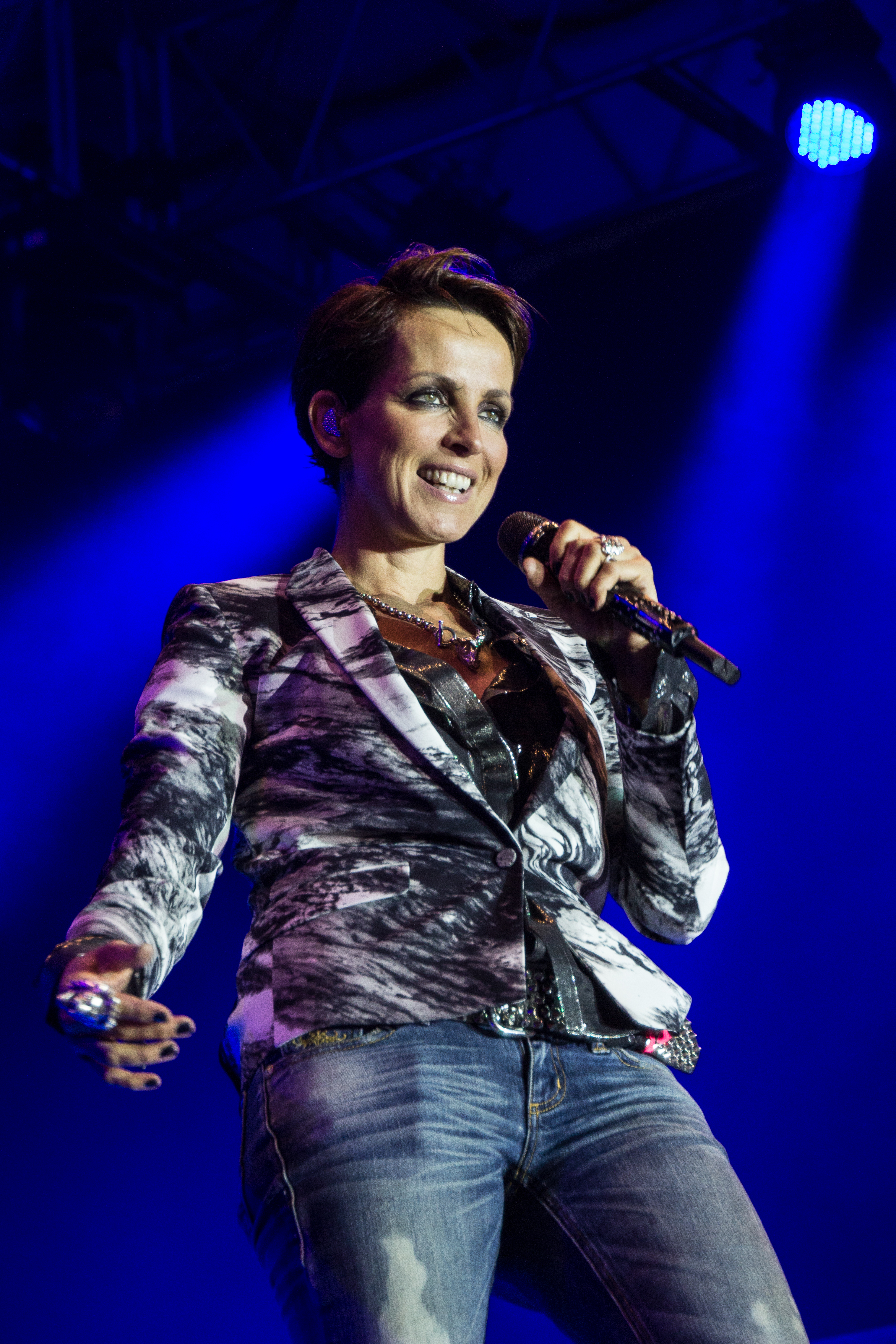
Nena beim 50. Havelfest 2013

### Veranstaltungen und Volksfeste
Das CulturCongressCentrum ist die Heimstätte des Brandenburger Theaters. Außerhalb des Theaterbetriebs wird das CCC für verschiedene Veranstaltungen genutzt werden. So finden in den Räumlichkeiten Messen und Feste statt. Das Haus der Offiziere (HdO) ist ein soziokulturelles Zentrum, in dem regelmäßig Konzerte und Tanzveranstaltungen stattfinden.
Das Havelfest ist ein großes Volksfest mit mehreren Bühnen an beiden Seiten der Havel in der Neustadt inklusive der Wahl zur Havelkönigin. Im Jahr 2005 erreichte das Havelfest einen der Höhepunkte mit etwa 200.000 Besuchern in drei Tagen. Weitere bedeutende Volksfeste in Brandenburg sind das „Rolandfest“ als mittelalterliches Spektakel im Slawendorf, die „Fischerjakobi“ in Plaue in der letzten Juliwoche um den Gedenktag Jakobus des Älteren, das historische Hafenfest im August mit vielen historischen Schiffen zur Erinnerung an die Geschichte des Schiffbaus in Brandenburg an der Havel und der Mitgliedschaft in der Hanse.
Jährlich findet der Brandenburger Klostersommer in den Monaten Juni und Juli statt. Dabei handelt es sich um ein Theaterfestival im St. Pauli-Kloster und an anderen historischen Spielstätten der Stadt. Weitere regelmäßige Veranstaltung ist das Brandenburger Jazzfest, das 1996 das erste Mal stattfand. Das Kleinkunstfestival Heimwerts findet seit 2012 statt. Bei dieser Veranstaltung treten Künstler vorwiegend aus der Stadt Brandenburg an kleineren Orten auf.

## Bildung und Wissenschaft

### Hochschulen
In Brandenburg an der Havel gibt es zwei Hochschulen. Die Technische Hochschule Brandenburg als erste Hochschule in der Stadt wurde im Jahr 1992 gegründet. Sie ist eine Fachhochschule und liegt mit ihrem Campus im Westen der Altstadt auf einem über 100 Jahre alten ehemaligen Kasernengebiet. Das Studienangebot ist vorrangig auf Betriebswirtschaftslehre, Ingenieurs- und Informatikstudiengänge ausgerichtet.
Am 28. Oktober 2014 wurde die Medizinische Hochschule Brandenburg mit den beiden Hochschulstandorten Neuruppin und Brandenburg gegründet. Start der Ausbildung in den Fächern Psychologie und Humanmedizin war das Sommersemester 2015. 2024 studierten an der privaten Hochschule fast tausend Studierende.

### Schulen

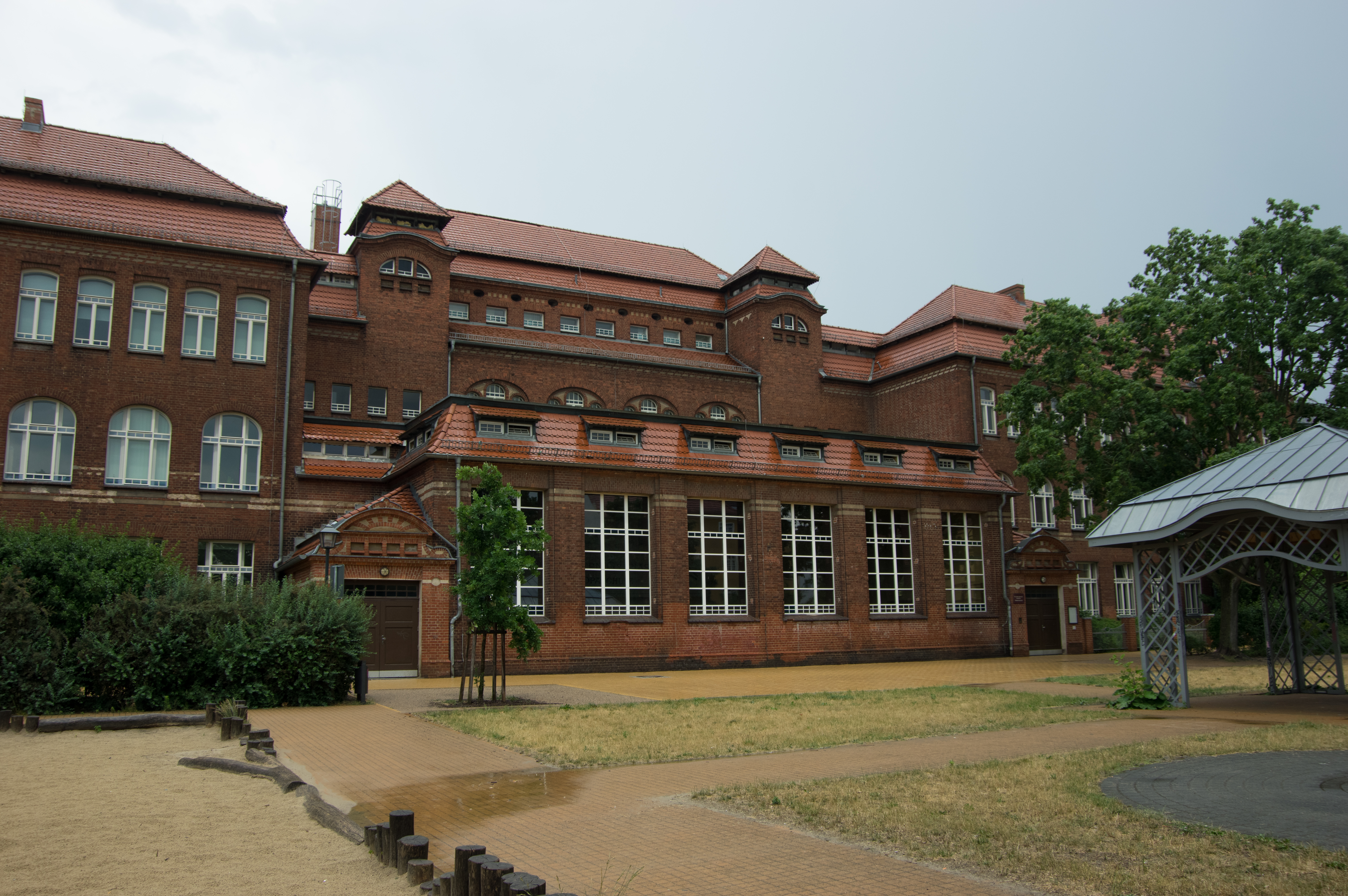
Von Saldern-Gymnasium Europaschule

In Brandenburg existieren drei Gymnasien. Die von Saldern-Gymnasium Europaschule wurde 1991 als Gymnasium Neustadt gegründet. Das Gymnasium ging aus der vorher bestehenden Erweiterten Oberschule „Johann Wolfgang von Goethe“ hervor und sieht sich in der Tradition der Saldria, einer seit der frühen Neuzeit bis zum Ende des Zweiten Weltkriegs in Brandenburg existierenden schulischen Einrichtung. 1991 wurde ebenfalls das Bertolt-Brecht-Gymnasium im Stadtteil Nord gegründet. Das dritte 1991 gegründete städtische Gymnasium Hohenstücken, später in Märkisches Gymnasium „Friedrich Grasow“ umbenannt, wurde 2009 geschlossen beziehungsweise ging im Brechtgymnasium auf. Seit 2006 gibt es das Evangelische Gymnasium am Dom zu Brandenburg, eine Privatschule, die bis heute als einzige konfessionelle Sekundarschule der Stadt gilt. Weiterhin gibt es in Brandenburg an der Havel neun Grundschulen, vier Oberschulen, drei Förderschulen, zwei Oberstufenzentren, zwei Fachschulen und eine Medizinische Schule. Seit September 2019 befindet sich ebenfalls ein Ausbildungszentrum des Technischen Hilfswerks in der ehemaligen Roland-Kaserne in Brandenburg an der Havel. Im Ausbildungszentrum werden weniger die ehrenamtlichen Einsatzkräfte ausgebildet, sondern hauptsächlich Absolventen des Bundesfreiwilligendiensts. Laut eigenen Angaben beabsichtigt das Technische Hilfswerk dort jährlich bis zu 2000 Absolventen im Bundesfreiwilligendienst auszubilden.

### Bibliotheken
Bibliotheken in der Stadt Brandenburg sind die Domstiftsbibliothek, die Fouqué-Bibliothek als Stadtbibliothek, die Hochschulbibliothek der Technischen Hochschule Brandenburg, die 1994 gegründete Bibliothek des Brandenburgischen Oberlandesgerichtes, die Bibliothek in der von Saldern-Gymnasium Europaschule und die Bibliothek des Stadtmuseums im Frey-Haus in der Ritterstraße. Eine etwa 3.000 Bände umfassende Spezialbibliothek mit metallurgischer Schwerpunktausrichtung befindet sich im Industriemuseum Brandenburg.
Ehemals bedeutende und durch den Zweiten Weltkrieg ausgelagerte Bibliotheken sind die Franziskaner-Bibliothek, die sich jetzt im polnischen Krakau befindet und die Schöppenstuhl-Bibliothek, die nach Berlin verbracht wurde.

## Persönlichkeiten
- Liste der Ehrenbürger von Brandenburg an der Havel
- Liste der Stadtoberhäupter von Brandenburg an der Havel
- Liste der Bischöfe von Brandenburg
- Liste von Persönlichkeiten der Stadt Brandenburg an der Havel

### Allgemein
- Marcus Cante u. a. (Bearb.): Stadt Brandenburg an der Havel. Teil 1: Dominsel – Altstadt – Neustadt. (=  Denkmaltopographie Bundesrepublik Deutschland. Denkmale in Brandenburg. Band 1.1). Wernersche Verlagsgesellschaft, Worms am Rhein 1994, ISBN 3-88462-105-X.
- Udo Geiseler, Klaus Heß (Hrsg.): Brandenburg an der Havel. Lexikon zur Stadtgeschichte (= Einzelveröffentlichungen der Brandenburgischen Historischen Kommission e. V. Band XIII). Lukas Verlag, Berlin 2008, ISBN 978-3-86732-001-6.
- Friedrich Grasow: Brandenburg die tausendjährige Stadt, Ein Gang durch Kultur und Baukunst vergangener Jahrhunderte. Stadt Brandenburg, Brandenburg 1928. (Nachdruck: Schmidt-Römhild, Brandenburg 1992, ISBN 3-7950-1503-0)
- Gerd Heinrich, Klaus Heß, Winfried Schich, Wolfgang Schößler (Hrsg.): Stahl und Brennabor. Die Stadt Brandenburg im 19. und 20. Jahrhundert. (= Bibliothek der Brandenburgischen und Preußischen Geschichte; Band 3). Berliner Wissenschaftsverlag, Berlin 1998, ISBN 978-3-8305-0170-1(online als Open Access)
- Sebastian Kinder, Haik Thomas Porada im Auftrag Leibniz-Institut für Länderkunde und Sächsische Akademie der Wissenschaften zu Leipzig (Hrsg.): Brandenburg an der Havel und Umgebung. Eine landeskundliche Bestandsaufnahme im Raum Brandenburg an der Havel, Pritzerbe, Reckahn und Wusterwitz (= Landschaften in Deutschland. Werte der deutschen Heimat. Band 69). Böhlau Verlag, Köln 2006, ISBN 3-412-09103-0.
- Wolfgang Kusior (Bearb.): Chronik der Stadt Brandenburg. Hrsg. Arbeitskreis Stadtgeschichte im Brandenburgischen Kulturbund e. V. Neddermeyer, Berlin 2003, ISBN 3-933254-40-X.
- Wolfgang Kusior: Die Stadt Brandenburg im Jahrhundertrückblick. Streiflichter durch eine bewegte Zeit. B. Neddermeyer, Berlin 2000, ISBN 3-933254-28-0.
- Otto Tschirch: Geschichte der Chur- und Hauptstadt Brandenburg an der Havel. Festschrift zur Tausendjahrfeier der Stadt 1928/29. 2 Bände. Buch- und Kunstdruckerei J. Wiesike, Brandenburg (Havel) 1928. (3. Auflage 1941; Potsdam 2012, ISBN 978-3-88372-044-9)
- Otto Tschirch: Im Schutze des Rolands. Kulturgeschichtliche Streifzüge durch Alt-Brandenburg. 4 Bände. J. Wiesike, Brandenburg (Havel) 1922–1929. (2. Auflage in einem Band. 1938)

### Denkmaltopografien
- Martin Zeiller: Brandeburg. In: Matthäus Merian (Hrsg.): Topographia Electoratus Brandenburgici et Ducatus Pomeraniae (= Topographia Germaniae. Band 13). 1. Auflage. Matthaeus Merians Erben, Frankfurt am Main 1652, S. 32–34 (Volltext [Wikisource]).
- Denkmaltopographie Bundesrepublik Deutschland. Denkmale in Brandenburg 1: Stadt Brandenburg an der Havel:
  - 1.1: Marcus Cante: Dominsel – Altstadt – Neustadt. Wernersche Verlagsgesellschaft, Worms 1994, ISBN 3-88462-105-X.
  - 1.2: Marie-Luise Buchinger u. a.: Äußere Stadtteile und eingemeindete Orte. Wernersche Verlagsgesellschaft, Worms 1995, ISBN 3-88462-115-7.
- Marie-Luise Buchinger, Marcus Cante: Denkmaltopographie Bundesrepublik Deutschland. Denkmale in Brandenburg. Landkreis Potsdam-Mittelmark. 14.1 = Nördliche Zauche: Gemeinden Groß Kreutz, Kloster Lehnin, Michendorf, Schwielowsee und Stadt Werder (Havel) sowie Gollwitz und Wust (Stadt Brandenburg an der Havel). Wernersche Verlagsgesellschaft, Worms 2009, ISBN 978-3-88462-285-8 (für die Stadtteile Gollwitz und Wust).